# キン肉マンの登場人物
キン肉マンの登場人物（キンにくマンのとうじょうじんぶつ）では、ゆでたまごの漫画『キン肉マン』およびそのアニメ化作品に登場する架空の人物について一覧する。
個別の項目がある登場人物についてはリンク先を参照。
媒体によってプロフィールが異なる登場人物もいるため、その場合は併記する。また基本的に原作の設定により、アニメと異なる点については都度触れている。
以下の項目では、団体やタッグや総称について解説する。それぞれ、続編の『キン肉マンII世』に登場するものも含む。
- アイドル超人 - 作中に登場したアイドル超人の解説。
- 悪魔超人 - 作中に登場した悪魔超人の解説。
- 完璧超人 - 作中に登場した完璧超人の解説。
- 残虐超人 - 作中に登場した残虐超人の解説。
- キン肉マンのタッグ - 作中に登場したタッグチームの解説。
- 運命の5王子 - 作中に登場した運命の5王子の解説。
- 時間超人 - 作中に登場した時間超人の解説。

大泉アニメゲートに設置されている「ねりまアニメ年表」の一コマ。キン肉マンの登場人物が描かれている。

## 第1次怪獣退治編 初登場
- キン肉マン（キン肉スグル）
- アレキサンドリア・ミート
- テリーマン
- キン肉真弓
- キン骨マン

### アブドーラ / アブドドーラ
- 種別 - 怪獣
- 出身 - 宇宙
- 身長体重 - 186cm 150kg[1]
- 超人強度 - 30万パワー[2] / 不明[1]
- 主な必殺技 - 凶器攻撃[2]

宇宙怪獣の中で、最も凶悪といわれている怪獣。国会議事堂を襲うも、テリーマンのマグナム銃攻撃によって一撃で敗れ去った。
後に猛虎星人とタッグを組み、「超人と怪獣どちらが偉いか決定戦」でテリーマン・キン肉マンとタッグで対戦。凶器攻撃でテリーマンを苦しめた。
アニメでの名前は「アブドドーラ」で、超人モンスター軍団の一員として登場。テリーマンに敗れた後に、アブドドーラJr.が登場している。

### アポロ・ザ・ジャイアント
- 種別 - 怪獣
- 出身 -  アメリカ合衆国[3] / 宇宙[1]
- 身長体重 - 223cm 236kg[1]
- 超人強度 - 35万パワー[2] / 不明[1]
- 主な必殺技 - 大ぶりアッパーカット[2]

ボクシングの使い手の強豪怪獣。映画『ロッキー』に影響され、自身を名トレーナーだと思い込んだヨサクじいさんの特訓を受けたキン肉マンに敗れる（実際はダブルノックダウン）。

### イワオ
- 種別 - 怪獣 / 残虐超人[4]
- 出身 - ドクロ星
- 身長体重 - 166cm 214kg
- 超人強度 - 15万パワー
- 主な必殺技 - 岩石攻撃、急所へのせこいケリ[4]、反則攻撃[5]
- 年齢 - 21歳
- タッグチーム - 凸凹ブラザーズ、怪人師弟コンビ
- 声 - 佐藤正治 / 川津泰彦（王位編） / 小西克幸（完璧超人始祖編[6]）

全身が岩石でできている怪獣。上記の技以外にも口からの火炎放射も使用可能。キン肉マンに2度もあっけなく敗れており、宇宙一弱いナチグロンよりさらに弱いと馬鹿にされていた。後に再登場し、キン骨マンを「先生」と呼び、舎弟となる。
アニメでは最初からキン骨マンの部下という設定。初期からキン骨マンと共にギャグキャラクターとしてレギュラーで登場。初期に登場した悪の怪獣・宇宙人たちやカニベースを含めた「超人モンスター軍団」の一員となっており、キン骨マンの一の子分を自称していた。アニメオリジナルの「地獄の極悪超人編」では、極悪超人と同じ裏超人界の出身であることを明らかにした。また、度々キン骨マンの語尾を真似たり（原作では『II世』合わせて2回のみ）、ギャグ演出で体が粉々になる描写も散見した。アニメにおいてはキン骨マン、五分刈刑事の3人（黄金のマスク編からはキン骨オババを加えた4人）でコメディリリーフの役割を担う。劇場版『キン肉マン 正義超人vs戦士超人』では正義超人たちが駆けつけるまで、五分刈刑事と共に2人で並み居る戦士超人たちを蹴散らす活躍を見せている。
モデルは海外アニメ『宇宙忍者ゴームズ』のガンロック。
主な肩書き
キン骨マンの舎弟
異名
岩石怪獣
単細胞
ダミ声のイワオ
タイトル歴
- 100万円クイズ優勝[8]

### ウコン
- 種別 - 怪獣

「南からの使者の巻」「伝説の救世主の巻」に登場。ルーツ島を占領した怪獣の頂点となる存在で、オクトバスドラゴンやハリゴラスを率いて何人もの島民を殺害した。ゴリラのような体型をしており、当初は生身の怪獣と思われていたが、キン肉マンの仕掛けたダイナマイト葉巻で表皮が吹き飛びロボットであることが判明。キン肉フラッシュを跳ね返すなど、キン肉マンを全く寄せ付けないほどの強さだったが、島民に召喚されたマンモラーの体当たりによってバラバラに破壊される。その頭部から操縦していたキン骨マンとイワオが逃げ出し、彼らが黒幕であったと判明する。
劇場版第1作『キン肉マン』では忍者超人として同名のキャラクター、そして後の劇場版にその一族の者が登場しているが、外見は異なり関連性はない。原作・劇場版共に、キン肉マンから名前を間違えられる。

### エラギネス
- 種別 - 怪獣
- 出身 - 宇宙
- 身長体重 - 45m 4万t[1]
- 超人強度 - 25万パワー[2] / 不明[1]
- 主な必殺技 - 火炎攻撃[2]
- 声 - 戸谷公次[9]

顔のエラが張ったいかつい顔の怪獣。キン骨マンの策略でキン肉マンが捕まった際、ツバの掛け合いをしていた（アニメでは影の踏み合い）。連載前の読み切り版で初登場し、国宝の建造物「銅閣寺（どうかくじ）」を壊そうとした。
ゆでたまごの2人が考えた怪獣であり、顔のモデルは作画担当の中井義則本人とも、笑福亭仁鶴とも語っている。また胴体部分はレッドキングをモチーフとしているという。
『キン肉マンII世』番外編「キン肉マンVSテリーマン」では、キン肉星に帰還するキン肉マンを見送っている。
異名
エラ恐竜

### オカマラス
- 種別 - 怪獣
- 出身 - 宇宙
- 身長体重 - 40m 3万t
- 超人強度 - 3万パワー[2] / 不明[1]
- 主な必殺技 - いやなウィンク[2]、ベーゼの時間[11]
- 声 - はせさん治[9]

恐竜の血を引く雌雄同体の怪獣。エラギネスやアブドーラ（アニメではアブドドーラJr.）、シーク星人らと共に地球に侵攻する宇宙怪獣たちを構成していたり、ナチグロンをリンチする怪獣たちの中に紛れていたことがある。キン肉マンに惚れており、キン骨マンの罠に捕まった際に脱出のアシストをした。アニメでは身を挺してくれたオカマラスにキン肉マンは涙している。イワオに惚れられている。初登場である読み切り版「オカマラスの巻」では光線を吐いていた。
『キン肉マンII世』番外編「キン肉マンVSテリーマン」では、キン肉マンを涙ながら見送っていた。
元々は原作担当の嶋田隆司が小学5年生の時にキン肉マンと共に描いたキャラクター。
異名
オカマの怪獣

### オクトバスドラゴン
- 種別 - 怪獣
- 出身 - 宇宙[1]
- 身長体重 - 50m 2万5000t[1]
- 超人強度 - 不明[1]

ルーツ島を荒らしていたウコンの配下。蛇のような胴体に蛸の足が前後4本ずつ生えた姿で、腰に「SWWF」と書かれたベルトを着けている。キン肉マンと戦い、キン肉マンの必殺技を（拳を突きだしたポーズを取ったので）ゾフィのM87光線と勘違いしていたが、それはフェイントであり、直後にキン肉マンが放ったキン肉フラッシュにより倒された。
アニメの劇場版第1作では、同名の3世と名乗るキャラクターが敵のボス超人として登場している。

### カッパトロン
- 種別 - 怪獣
- 出身 - 宇宙[1]
- 身長体重 - 55m 5万t[1]
- 超人強度 - 不明[1]
- 声 - 戸谷公次

カメ型の怪獣。甲羅に「41」と書かれている。テリーマンにより一瞬で倒された。しかし実力はそれなりにあり、イワオいわく「キン肉マンの勝てる相手じゃない」とのこと（原作のみ）。
アニメ版では超人モンスター軍団の一員となっており、田園調布にイワオを派遣したことを忘れていたキン骨マンに送り込まれている。関西弁で喋り、頭部に皿を乗せていた。

### キング・トーン
- 種別 - ブタ
- 出身 - キン肉星
- 身長体重 - 176cm 138kg[1]
- 超人強度 - 50万パワー
- 主な必殺技 - ブタ流格闘術[2]
- 声 - 二又一成[9]

キン肉マンが王立幼稚園入園のお祝いに両親と出かけた宇宙旅行（初期設定では、生まれたばかりのキン肉マンを連れての地球旅行）の際、忍び込んでいたブタ。本名はイクエちゃん。
この時、キン肉マンはブタと間違えられて船外に放り出されてしまう。それから数年後、キン肉族恒例の格闘技オリンピックに出場し全種目（柔道、ボクシング、レスリング）制覇。そしてキン肉真弓の持つ格闘技宇宙一のチャンピオンベルトに挑戦状を叩きつけ、65分の激闘の末に2対1で勝利。第53代宇宙格闘技チャンピオン、およびキン肉星大王の座を奪う。
この頃からキング・トーンと名乗り、キン肉星をブタの惑星にしてしまう。真弓やキン肉マンを打倒した実力者のはずだったが、20年前に逃げだしたトンカツ屋の主人（声 - 田中秀幸）に追いかけられて逃走した（アニメでは、小型の宇宙船でキン肉星より脱出していた）。
『キン肉マンII世』では、キン肉マンが通うはずだったヘラクレス・ファクトリーに入校し、授業を受ける回想シーンが描かれた。また、テルテルボーイのテレフォン・ボディの中に100件メモリーされているという、キン肉万太郎の人生の中で苦手とする者の電話番号の1つにキングトーン2という名前がある。
異名
無敵の王者!?

### キン肉小百合（キンにく さゆり）
- 種別 - 正義超人
- 出身 - キン肉星
- 身長体重 - 170cm 48kg[1][12]
- 超人強度 - 6万パワー
- 主な必殺技 - キン肉フラッシュらしき技[13]、マミーフラッシュ[12]
- 声 - 山口奈々、松岡洋子（王位編）

キン肉サユリとも表記。キン肉マンの母で、第57代キン肉星王妃。額に「ママ」と書かれている。原作ではママとしか呼ばれていなかったが、アニメ『キン肉星王位争奪編』第1話にて本名が呼称され、『キン肉マンII世』より設定された。
キン肉マンの名誉挽回のため、キン肉マンに変装し巨大怪獣と戦ったり、ボケる夫の真弓に凄いツッコミを入れ、時に尻に敷いている描写があるなど、かなり気の強い女性として描かれていた。真弓と同様に息子思いで、基本的には慈愛に満ちた接し方をするが、怒らせると息子でも容赦しない。キン肉星王位争奪サバイバル・マッチでは、城取り合戦という試合方法を決めた。
アニメの黄金のマスク編ではキン肉大神殿にある銀のマスクに呼びかけて、銀のマスクをキン肉星から地球へとワープさせた。真弓によると「ママはこういうことが得意」だという。
『キン肉マンII世』では、すでに故人となっている。

### ゴーリキ
- 種別 - 超人
- 出身 - キン肉星
- 身長体重 - 210cm 110kg
- 超人強度 - 45万パワー
- 年齢 - 不明
- 主な必殺技 - ベアーハッグ
- 声 - 岸野一彦[14]

ミートが携帯しているカプセル超人。キン肉マンをキン肉星に連れ戻すためにミートが連れてきた。キン肉星人のシュラスコ族の戦士 で、筋骨逞しい大男。作中でキン肉マンがレスリングのリングで戦った初めての超人である。
必殺技のベアーハッグでキン肉マンを締め上げるが、苦しみ悶えるキン肉マンの顔を見て爆笑し、腰骨が外れてしまう。

### ゴリザエモン
- 種別 - 怪獣
- 出身 - 宇宙[1]
- 身長体重 - 2m 2000kg（2t）
- 超人強度 - 不明[1]
- 主な必殺技 - 鼻をたらす事
- 声 - 岸野一彦

キン肉マンの子分怪獣。キン肉マンが計画した「ナナちゃん救出作戦」で悪役を演じるも、途中でキン肉マンを裏切った。
プロフィール
家族 - 弟 ゴンタ

### ザンギャク星人
- 種別 - 宇宙人
- 出身 - 宇宙[1]
- 身長体重 - 178cm 75kg[1]
- 超人強度 - 20万パワー[2] / 不明[1]
- 主な必殺技 - サウスポーガン[2]

強豪宇宙人の一人。片手が銃になっており、九州弁で喋る。父親をキン肉マンに殺されたことを恥じ、汚名をすすごうと住之江幼稚園のバスをジャックし、キン肉マンに決闘を挑む。しかし、キン肉フラッシュを喰らいバスごと爆散した。
アニメでは第20回超人オリンピックの決勝戦前に、園児バスの旅行中にキン骨マンに頼まれてキン肉マンを倒しに来た刺客として登場した。手下にナチグロンを抱えている。

### スプリンタソード / クビフリンガー
- 種別 - 怪獣
- 出身 - 宇宙[1]
- 身長体重 - 52m 4.8万t[1]
- 超人強度 - 不明[1]
- 主な必殺技 - 頭部の角

アニメ版の名前はクビフリンガー。キン骨マン製のロボット怪獣。4つ足で歩行する。頭部をドリルのように回転させて、動けなくなったキン肉マンを攻撃したが、駆けつけたテリーマンの銃撃で破壊された。
頭部の鋭いかぎ爪を振って攻撃することから別名「クビフリンガー」という説明もある。

### 底無し星人（そこなしせいじん）
- 種別 - 宇宙人
- 出身 - 宇宙[1]
- 身長体重 - 80m 10万t[1]
- 超人強度 - 20万パワー[2] / 不明[1]
- 主な必殺技 - すいこみ&消化[2]

自分の星の食べ物が無くなってしまったため、地球に来た巨大な宇宙人。名前の通り何でも吸い込む底無しの胃袋を持ち、高層ビルはおろか惑星すら飲み込んでいた。胃液は一瞬で人間を骨にするほど強力で、キン肉マンとナツ子を吸い込むが、体内から腹を裂かれ脱出される。後にキン骨マンの配下として、小さくなり裂かれた腹を縫った姿で再登場を果たす（原作のみ）。

### ダイキング
- 種別 - 怪獣
- 出身 - 宇宙[1]
- 身長体重 - 16m 1万2000t[1]
- 超人強度 - 25万パワー[2] / 不明[1]
- 主な必殺技 - 噛み付き、人質作戦[2]

丸い頭の覆面を被っているが正体は単眼と二本角が特徴の口裂け怪獣。人質をとってキン肉マンとの対戦を希望した。頭脳派で、牛乳が苦手という弱点をついてキン肉マンを苦しめたが、レアーの投げたニンニクによってパワーを取り戻し、トサカを持ったキン肉マンに斬首され敗れる。

### ダイブツラー
- 種別 - 怪獣
- 出身 - 宇宙[1]
- 身長体重 - 30m 3万t
- 超人強度 - 不明[1]

海の主と呼ばれる大仏顔の怪獣。50年に一度、海を二つに割り現れ、美女の下着を引ん剥いて裸を見るのが趣味であり、伝説の怪物の正体でもある。公子を殺害し、マリを襲ったところをキン肉マン怒りの新兵器・早い、安い、うまいの三拍子「吉野屋の舞」で油断させられキン肉フラッシュにより敗れる。
この怪獣が海を割る様子が、旧約聖書にあるモーセの出エジプト伝説の原典になったという。

### テンドン / テンドーン
- 種別 - 怪獣
- 出身 -  日本[1]
- 身長体重 - 65m 4万t[1]
- 超人強度 - 30万パワー[2] / 不明[1]
- 主な必殺技 - くしざし攻撃 / 串刺しクロー[2]

天ぷらエビの怪獣。キン肉マンに恋人のエビ子を殺された（天ぷらになっても丼の中で2匹愛し合っていた所を、不気味がられて投げ捨てられた）天丼のエビがキン骨マンのモンスターガンにより怪獣となった。牛丼屋を破壊して回り、キン肉マンを誘き寄せ恋人の敵討ちに挑んだが、キン肉フラッシュを受け敗れる。「食われた時に『うまい』と言ってもらえるのが救い」と言い残した後、元のエビに戻ってキン肉マンに食べられる。
アニメ版ではテンドーン（本名エビオ）としてアフリカ遠征中に、ナイロビにある日本食堂にて登場。恋人エビ子をクシャミで跳ばしたキン肉マンに復讐するため、自らすすんでキン骨マンのモンスターガンを受けて怪獣化した。自身の両目から放つフラッシュを受けて一時的に失明したキン肉マンをくしざし攻撃で苦しめるが、最後は威力を弱めたキン肉フラッシュとキン肉ビームを立て続けに食らった後、ツームストーンパイルドライバーを受けて元の姿に戻った。その後はエビ子と共に海に帰された。
絵本『いただき!!キン肉マン』でも、テンドーンの名で登場。エビ以外の天ぷらも怪獣化したが正義超人たちに倒され、テンドーンもキン肉マンのキン肉ドライバーにより敗れる。

### 長足ゴン（ながあしゴン）
- 種別 - 怪獣
- 出身 - 宇宙[1][3]
- 身長体重 - 70m 8万t[1]
- 超人強度 - 不明[1]

ダチョウのように発達した脚を持つ怪獣。250万年前に現れた時には地球を21954周したという。ひたすら走り続けるだけの悪意のない怪獣だが、建築物を破壊するなどの被害を懸念したキン肉マンはこれを追跡。大分県にあるダムを踏み壊そうとしたところを間一髪のところで転倒させ、被害を防いだ。
手が退化しているために一度転ぶと起き上がれない長足ゴンは、その場で脚を動かし続け、3日後に力尽きて息絶えた。

### ナチグロン
- 種別 - 怪獣
- 出身 - 宇宙
- 身長体重 - 通常時は不明。巨大化時は60m 5万t
- 超人強度 - 2万パワー[2] / 不明[1]
- 主な必殺技 - 体当たり、泣き声[2]、ブラックキャンディアタック[15]
- 声 - 山本圭子 / 長沢直美（王位編） / 上坂すみれ（完璧超人始祖編[16]）

全身真っ黒の容姿の、和歌山県の那智黒飴の化身怪獣。後にヘアスタイルをスキンヘッドからセミロングの金髪に変えている。気弱で人間を怖がり、宇宙一弱いとまでいわれている。ダメ超人と蔑まれながらも平和のために戦うキン肉マンの姿に感動し、キン肉マンの家に押しかけ居候になる。超人対怪獣どちらが偉いか決定戦や第20回超人オリンピックではレフェリーを務めた。また、イビキが物凄い。
原作では序盤で数回登場し、7人の悪魔超人編でモブキャラクターとして観客席で元のスキンヘッド姿を見せたのみだが、アニメ版ではザンギャク星人の手下として登場した後、レギュラーで登場しキン肉マンのサポーター的存在となった。たびたびミートと共にキン肉マンにツッコミを入れる。
空は飛べないようで、自身の体重が重いながらもミートや真弓に運んでもらっている。
異名
ダメ怪獣
落ちこぼれ怪獣
ドジ怪獣

### ネッシー
- 種別 - 怪獣
- 出身 -  イギリス・ネス湖

ネス湖に住む正体不明の巨大生物。中生代の水棲恐竜プレシオサウルスではないかとの説がある。
全長は20メートルぐらいと推定されていたが、実際はそれより遥かに大きく数百メートルはあった。
キン肉マンは今までの汚名返上とばかりにテレビ中継でこのネッシーを倒そうとしたが、すさまじい巨体の前に顔を舐められ戦意喪失してしまう（アニメではその後も立ち向かうが、丸呑みにされて尻から脱出した）。

### バズーガーラ
- 種別 - 怪獣
- 出身 - 宇宙[1][3]
- 身長体重 - 38m 5万t[1]
- 超人強度 - 18万パワー[2] / 不明[1]
- 主な必殺技 - バズーカ砲

キン骨マンの子分。背中に二門のバズーカ砲を備えており、そこからキン肉マンの弱点である牛乳（アニメ版ではラッキョウ）を発射して動けなくした。さらに、巨大化ナツ子が押さえたテリーマンを撃とうとしたが、力を振り絞ったキン肉マンに足を取られ失敗。テリーマンにより倒される。

### ハリゴラス
- 種別 - 怪獣
- 出身 - 宇宙[1]
- 身長体重 - 45m 3万t[1]
- 超人強度 - 不明[1]
- 主な必殺技 - 体当たり

ルーツ島を荒らしていたウコンの配下。体中に刺があり、全身をボール状に変化させ体当たりする。テリーマンのマグナム銃で粉砕された。
アニメの劇場版第1作ではオクトバスドラゴンの部下で同名のキャラクターが登場した。

### フランキー
- 種別 - 怪獣
- 出身 - 宇宙[1]
- 身長体重 - 40m 2万t
- 超人強度 - 20万パワー[2] / 不明[1]
- 主な必殺技 - 子どもの人気とり[2]
- 声 - 水鳥鉄夫[9]

全身黒い毛に覆われた地底怪獣。子供ばかりを襲う凶悪怪獣と言われていたが、実際には子供好きで、子供からも好かれていた。ミートによって体の皮を剥かれて逃走。その後、ナチグロンをリンチする怪獣たちの一体として登場。
アニメでは超人モンスター軍団の一員。

### マンモラー
- 種別 - 怪獣
- 出身 - 宇宙[1]
- 身長体重 - 50m 8万t[1]
- 超人強度 - 不明[1]
- 主な必殺技 - 体当たり

ルーツ島に伝わる伝説の怪獣。マンモスに翼を生やした姿をしている。原住民の祈りにより壁画の中から蘇る。ルーツ島を荒らしていたウコンを葬った後は、再び壁画の中に戻った。

### 猛虎星人（もうこせいじん）
- 種別 - 宇宙人
- 出身 - 宇宙[1]
- 身長体重 - 190cm 120kg[1]
- 超人強度 - 28万パワー[2] / 不明[1]
- 主な必殺技 - サーベル攻撃[2]

ターバン、サーベルを装備したトラ型の宇宙人。アブドーラと組んでテリーマン&キン肉マンに挑戦状を送りつけて「超人と怪獣どちらが偉いか決定戦」と称して日本武道館で争った。それ以前にもキン肉マンと対戦し、尻をサーベルでメッタ突きにしたことがある。
アニメの劇場版第1作に同名のキャラクターが登場するが、デザインは異なる。こちらでもキン肉マン&テリーマンとタッグマッチを演じた。

## 第20回超人オリンピック編 初登場
- ハラボテ・マッスル（委員長）
- ロビンマスク
- ラーメンマン

### ウルドラマン
- 種別 - 正義超人
- 出身 -  日本 / ウルドラの星[1]
- 身長体重 - 193cm 102kg[1]
- 超人強度 - 90万パワー[1]

第18回超人オリンピック優勝者で、日本を代表する超人だった。プライドが高く、第19回超人オリンピック決勝でロビンマスクに敗北したことを苦にして第20回大会の出場を辞退し、以後作中には登場しなかった（アニメ版では予選大会で登場している他、黄金のマスク編でも姿を見せている）。キン肉マンはその代理で日本代表として超人オリンピックに出場することになる。『キン肉マンII世』での回想シーンにて、ロビンマスクとの試合は「熱闘」と称される名勝負だったことや、タワーブリッジで腰から真っ二つにされる様子が描かれている。
アニメ版では名称はウットラマン（第1期）、ウラドラマン（『キン肉マンII世 ULTIMATE MUSCLE2』）。
個人タイトル歴
第18回超人オリンピック優勝
第19回超人オリンピック準優勝

### カニベース
- 種別 - 正義超人
- 出身 -  イタリア
- 身長体重 - 208cm 50kg
- 超人強度 - 2パワー
- 年齢 - 35歳
- 主な必殺技 - ジャンケン、必殺カニ固め[5]
- 声 - はせさん治[9] / 竹本英史（キン肉マンII世）

カニ型の超人。突き出た目とハサミ状になっている手が特徴。超人強度2パワーは、判明している中で最低値。水中戦を得意とする。第20回超人オリンピックではテリーマンに「すごいメンバー」として名前が挙げられていたが、第1予選「じゃんけん」でチョキしか出せない弱点を利用され、咄嗟に対戦相手を自分にすり替えたキン肉マンに敗退。そのことがショックで気が狂ったらしく、その後はキン骨マンと共に他の超人たちを邪魔して回った。
第21回超人オリンピックでは大手術の末、手をハサミ型からグローブ型に変え、予選開始前にキン肉マンにリベンジを挑むが、今度はチョキを出されあえなく敗北する（アニメではこの描写がカットされた）。その後、第1予選の超人らしい体格の者を選別する「超人ふるい落とし」で落とされ失格となった。後に、キン肉マン対ベンキマン戦の試合前のデモンストレーションで登場する が、ベンキマンのベンキ流しで流される。その後キン肉マンがパンツ詰めでベンキマンの水を逆流させた際、一緒に流されたタイルマン共々脱出した。
アニメではキン骨マンが超人オリンピックに送り込んだ刺客にして、超人モンスター軍団の秘密兵器となっている。また、第1予選では自らキン肉マンを対戦相手に指名している。
『キン肉マンII世』でも登場。超人オリンピック2年連続第1予選敗退の実績とその内容から、本国にて「史上最弱超人」のレッテルを貼られ罵声を浴びせられたことでキン肉一族を逆恨みし、手を6本（グー、ハサミ、グローブが2本ずつ）に改造する。その執念を大会委員長イケメン・マッスルに評価され、キン肉一族への刺客として超人オリンピック ザ・レザレクションに招聘。キン肉マンの息子であるキン肉万太郎と第1予選にて対戦する。じゃんけんには初勝利するものの競技が「あっちむいてホイ」であったため、じゃんけんの勝利が第1予選の勝利にはならず、万太郎の奇策によりまたしても敗北する。
異名
最弱超人

### スペシャルマン
- 種別 - 正義超人
- 出身 -  アメリカ合衆国東部（エントリーはアメリカ北部）
- 身長体重 - 173cm 86kg
- 超人強度 - 65万パワー
- 年齢 - 20歳
- 主な必殺技 - フットボール・タックル、スターリーナイト・タックル、ハンバーガーヒルドライバー、栄光のタッチダウン、クロスチョップ[5]
- タッグチーム - ビッグ・ボンバーズ
- 声 - 蟹江栄司[9]（第10、11話）/ 小野健一（PS2ゲーム） / 田丸篤志（完璧超人始祖編[18]）

アメフト選手のような姿をした超人。胸には「SPECIAL」と「99」が書かれている。額に「S」の字があり（旧アニメ版では書かれていない）、頭には2つに分かれたとさかを持つ。テリーマンとは親友で、苦戦するテリーマンのもとへ病院を抜け出して応援に駆けつけている。
第20回超人オリンピックでは、キン骨マン一味の策略により予選敗退。夢の超人タッグ編では、はぐれ悪魔超人コンビの乱入により出場権を奪われるなど、初期から終盤まで登場しているが、一度もまともな活躍が描かれたことがない。しかし故国・アメリカではタイトル奪取経験もあり、スパーリングなどでロビンマスクやラーメンマンが何度も寝技を極められたとの噂もあるなど、他の超人からは一目置かれていた影の実力者だったらしい。
完璧・無量大数軍襲来の際には、カナディアンマンと共に戦うもマックス・ラジアルに一撃で敗れ去る。その後、カナディアンマンと共に激しい修練の日々を重ねている。
『キン肉マンII世』には、伝説超人の一人として登場。『究極の超人タッグ編』では、リザーブマッチに出場を渋っている。また、宇宙超人タッグ・トーナメントに敗退し本国に戻った際、罵声を浴びせられていた。
ゆでたまごの作画担当の中井は相棒のカナディアンマン共々デザインを気に入っていたが、原作担当の嶋田隆司はそういう超人はかませ犬にしたかったらしく、代わりにラーメンマンが活躍することになった。後年、嶋田は「活かし方を間違えたかもしれない（笑）」、中井は「別の意味で愛されているようで嬉しい」とも語っている。また嶋田はオメガ・ケンタウリの六鎗客編において、「スペシャルマンも活躍させたかったが、カナディアンマンに続くのはさすがにクドイので回想シーンの登場に留めた」と語る。
スピンオフ作品『THE超人様』では、主人公格として登場。カナディアンマンとプリプリマンを含めた3人で、よく駄弁っている。誠実で他者に対して思いやりのある性格だが、カナディアンマンを親友として好く余り暴走することもある。
個人タイトル歴
ミネソタ超人ヘビー級
全米超人J（ジュニア）・ヘビー級
異名
誇り高き正義超人
未知なるスペシャルな実力
プロフィール
家族 - 息子 スペシャルマンJr.

### バトルロイヤル参加者

#### ルピーン
- 種別 - 正義超人 / 伝説超人
- 出身 -  フランス
- 身長体重 - 186cm 78kg
- 超人強度 - 1万パワー
- 年齢 - 32歳
- 主な必殺技 - ベルサイユパッケージホールド

力づくの戦いを嫌う、芸術的技巧派超人。痩身で、燕尾服にマント、シルクハット、片眼鏡を着用。第20回超人オリンピック最終予選にてキン肉マンたちと同着になり、バトルロイヤルに参加するが敗退する。第三次予選の月への往復マラソンで失格したという記録もある。
『キン肉マンII世』では、伝説超人として登場する。国際超人会議に参加した際に、ロビンマスクのヘラクレス・ファクトリー創設の提案を受け、驚嘆している。究極の超人タッグ編では、超人オタクのカオスがオークションで47万円で落札したシルクハットを直接、彼に手渡した。
小説『キン肉マン 四次元殺法殺人事件』では怪盗として登場。本業は泥棒で、地元フランスでは悪人からしか盗みを行わない義賊と呼ばれている。作者のおぎぬまXは、ルピーンが怪盗という設定は小説『ディープオブマッスル!!』から拝借したと語っている。
異名
神出鬼没の怪盗超人

#### 銅ベルマン（どうベルマン）
- 種別 - 正義超人
- 出身 -  ペルー（古代インカ）
- 身長体重 - 189cm 450kg
- 超人強度 - 55万パワー
- 主な必殺技 - ブロンズ・クロー
- 年齢 - およそ600歳

全身銅でできており、胸に「銅」のマークがある超人。頭部は鐘状で、右手には盾を持っている。左腕はツメ状になっているが、普通の腕になっているシーンが散見される。
第20回超人オリンピックではバトルロイヤルにて敗退。第21回大会でも第3次予選の新幹線アタックまでは勝ち抜いていた。ペルー予選でヒガンテマンに敗れているが、敗者復活で本予選に進出している。
2020年8月、精密鋳造メーカーであるキャステムから銅ベルマンの純銅製アシストフックが発売された。

#### スフィンクスマン / スフィンクス
- 種別 - 正義超人
- 出身 -  エジプト
- 身長体重 - 189cm 82kg[1]
- 超人強度 - 59万パワー[2] / 70万パワー[1]
- 主な必殺技 - ガーディアンパンチ[2]

アニメ版の名前はスフィンクス。ファラオの冠状の頭部を持つ超人。額には「S」の文字がある。第20回超人オリンピック最終予選にてキン肉マンたちと同着し、バトルロイヤルに参加するが敗退。その後は上野動物園でデートしていた。黄金のマスク編ではリングを支える正義超人の一人として登場する。

#### キンターマン
- 種別 - 正義超人
- 出身 -  中央アフリカ
- 身長体重 - 183cm 88kg[1]
- 超人強度 - 35万パワー[3]

第20回超人オリンピック第2予選「重量挙げ」で1トンの怪獣を股間で持ち上げたパワー超人。同最終予選の「月往復飛行マラソン」では8位に付けゴール目前で余裕を見せていたが、月で爆発した爆弾で吹き飛ばされてきたキン肉マンたちに激突され、同着。その後のバトルロイヤルで敗退した。黄金のマスク編ではリングを支える正義超人の一人として登場する。
アニメでの名前はクンターマン。テレビスペシャル『決戦!7人の正義超人vs宇宙野武士』ではビーンズマンからタンキーマンと呼ばれていた。

#### アマゾンマン
- 種別 - 正義超人
- 出身 -  ブラジル
- 身長体重 - 180cm 77kg[1]
- 超人強度 - 25万パワー[3]
- 主な必殺技 - ピラニアタック[5]

頭部に被っている頭蓋骨や、鼻の下に付けている骨が特徴。これらの装飾品は、コミック文庫版発売以降の版では一部修正され、彼の存在自体をまるまる消されているコマもある。第20回超人オリンピック予選に参加したものの、バトルロイヤルで敗退。
黄金のマスク編では、プラネットマンの「魔技・惑星直列」でアフリカを攻撃された際に、ブラジル出身であるはずの彼の生命維持装置が割れてしまう。

#### ホワイトベアマン
- 種別 - 超人
- 出身 -  ソビエト連邦

白熊姿のアニメオリジナル超人。第20回超人オリンピックの入場行進に登場し、描写こそ無いが競技で予選を勝ち進む。最終予選の「月往復飛行マラソン」で月で爆発した爆弾で吹き飛ばされてきたキン肉マンたちに巻き込まれ、彼らと同着になる。その後バトルロイヤルで登場し敗退した。

### 本選出場者

#### ブロッケンマン
- 種別 - 残虐超人
- 出身 -  西ドイツ・ベルリン
- 身長体重 - 185cm 85kg / 198cm 86kg[1]
- 超人強度 - 90万パワー
- 主な必殺技 - 凶器攻撃、毒ガス攻撃、ベルリンの赤い雨
- 声 - 水鳥鉄夫[9] / 笠間淳（完璧超人始祖編[6]）

ブロッケンJr.の父で、世界三大残虐超人の一人。第20回超人オリンピック1回戦でラーメンマンと対戦する。凶器や毒ガスの攻撃で苦しめるが反撃を受け、「キャメル・クラッチ」により胴体を真っ二つにされ死亡した。アニメ版では背骨を折られた後、肉体を引き伸ばされ手打ちラーメンに変えられてしまった。ブロッケンJr.によると、リング上で死ねれば本望だったという。
『キン肉マンII世』では、ブロッケンJr.の回想シーンに幾度か登場。自分を父と呼んでいいのは家の中だけとし、家の外では「師匠（レーラァ）」と呼ばせるなど、息子を厳しく鍛え上げる姿が描かれた。
小説『ディープオブマッスル!!』では、現世に舞い戻ってブロッケンJr.に一族の秘義秘術を授けるために超人墓場で労働を続け、生命の玉を4つ集める。しかし、ブロッケンJr.が正義超人の一員として成長し活躍する姿を知ると「もはや私の出る幕はない」「ブロッケン一族の新たなる伝統を、Jr.がしっかりと築きあげて行ってくれることだろう」と語り、現世への未練を断ち切る。
なお、ブロッケンマンの肩にはナチスのシンボルであるハーケンクロイツの刺青があったため、アニメが放送禁止になる国があったほか、日本国内での再放送でも時期によってはカットないしボカシ処理されている。
名前はドイツのブロッケン山から取られている。
異名
ドイツの鬼（ブロッケンJr.のテーマ曲より）
プロフィール
家族 - 息子 ブロッケンJr.

#### カレクック
- 種別 - 残虐超人→正義超人
- 出身 -  インド
- 身長体重 - 200cm 105kg
- 超人強度 - 60万パワー
- 年齢 - 40歳
- 主な必殺技 - カレー・ルーのすりこみ（カレールーガウジング[注 3]）、ジャンピング・ミドルキック[31]、ガラムマサラサミング、チャルカスティング、オールスパイスシールド、マンダラファイヤーボール、デモリッション・アーサナー、ガンジスブリーカー
- 声 - 佐藤正治[9] / 増谷康紀（II世[32]） / 利根健太朗（完璧超人始祖編[18]）

頭にカレーライスを乗せている超人。ラーメンマン、ブロッケンマンと並ぶ「世界三大残虐超人」と名を馳せていた。頭に食物を乗せることによりパワーを供給しており、乗せる物は牛丼や牛乳でも問題はないのだが、インド出身ということでカレーを乗せている。そのカレーは絶品だが、無断で食べると激怒する。戦闘用として使っている頭のカレーは一見日本風だがスパイスの利いた刺激の強いインド系であり、スパイスは荒く具材の野菜は大きめで尖らせており非常に不味い。
第20回超人オリンピック本選では、キン肉マンに凶器攻撃をしかけさらにその傷口にカレー・ルーをすりこみ苦しめる（アニメではキン肉マンをカレーの豚肉にすることを宣言）が、それにより頭が一時的に麻痺し「マッスル・デビル」と化し、圧倒的な強さを見せたキン肉マンを恐れ、逃走した。グラウンドのテクニシャンではないかとの噂もあったが、真相は不明。また、正義超人のスカイマンとタッグチームを組んでいたこともある。
完璧・無量大数軍襲来の際は、ストロング・ザ・武道にベンキマンと共に挑むも、零の悲劇により超人パワーを抜かれ人間にされてしまう。その姿はゆでたまごの中井いわく「普通のカレー好きのインド人」であり、常にカレーライスの皿を抱えている。
その後、再び超人に戻り、オメガ・ケンタウリの六鎗客襲来時にスペインに現れ、サグラダ・ファミリア特設リングにてマリキータマンと対戦する。友情パワーの秘密を探らせないために、その気持ちを封印し、残虐超人として憤怒の心を抱きながら残虐ファイトを始めるものの、マリキータマンに「天道羽根抜刀」で脇腹を切り裂かれ死亡。
『キン肉マンII世』では、伝説超人の一人として登場する。ヘラクレス・ファクトリーでは、教官を務めた。究極の超人タッグ編では、リザーブマッチの候補者席にいたが、時間超人が出場するや否や、高みの見物を決めることを提案していた。
ゆでたまごの嶋田は一発で特徴がわかるゆでたまごのギャグの象徴のような超人であり、思い入れは深いと語る。また、ゆでたまごの中井は度々また描いてみたいキャラクターとしてカレクックの名前を挙げている。後に『グランドジャンプ』2016年21号にカレクックを主役とした読切漫画「キン肉マン超人列伝 カレクック -愛と怒りの聖人-の巻」が掲載され、中井は「ようやくカッコいいカレクックを描く機会をいただけた」と語っている。またこの時に山ほど考えて使えなかった技は、マリキータマン戦で活用したという。
前述の読切で過去が語られた。本名はシンといい、厳格な師アジャンタのもとで頭に食物を載せて戦う格闘技・頭載格闘術（マーラレスリング）を学んでいた。1年間、怒りを抑えれば免許皆伝となるはずだったが、好意を抱いていた女性ミーナが悪行超人ケンブリッジマンに苦しめられたため、彼女を救うために禁忌とされていたカレーを頭に載せ、ケンブリッジマンを残虐ファイトで殺害する。しかし助けたミーナは感謝するどころか怯えてしまい、シンはカレーを頭に載せた外道・カレクックを名乗るようになった。
タイトル歴
銀河系超人タッグ
異名
頭にカレーを載せた外道
残虐カレー
愛と怒りの聖人
世界を救う残虐精神
プロフィール
好物 - カレー

#### スカイマン
- 種別 - 正義超人
- 出身 -  メキシコ
- 身長体重 - 180cm 89kg
- 超人強度 - 45万パワー
- 年齢 - 28歳
- 主な必殺技 - 空中戦法、フライング魚雷、コブラツイスト
- 声 - 二又一成[9]

千のマスクを持つといわれ、華麗な空中殺法を使う覆面超人。第20回超人オリンピックで本戦に出場し、一回戦で対戦したテリーマンを追い詰めるが逆転負けを喫した。超人オリンピック ザ・ビッグファイト終了後の総集編では「テリーマンをつぶしたのはこのオレだ!」とコメントしていた。
アメリカ遠征編ではタッグマッチにて、キン肉マンとテリーマンを他の超人たちと応援した。その際テリーマンがスカイマンの技である「フライング魚雷」に似た技を使われた際は「俺の技だ!」と立ち上がっていたが、カレクックになだめられてしまう。
第21回超人オリンピックではキン肉マンにカナディアンマンと共に声をかけたが、「キンターマン」と「カレクック」に間違えられてしまう。
オメガ・ケンタウリの六鎗客編の後の新シリーズでは、テリーマンとエンデマンの試合の解説を務める。
試合開始前には観客にオーバーマスクを放り投げ、観客の間で争奪戦となった。「エル・アホ〜メ軍団」というファンクラブがあり、ファンの集いなどを開催している。オーバーマスクを獲得した中野和雄もファンクラブに入会した。オーバーマスクはファンの集いの時も投げており、『キン肉マンII世 究極の超人タッグ編』では超人オタクのカオスが所有している。
カレクックとタッグチームを組んで、銀河系超人タッグのタイトルを保持していたことがある。また「究極の超人タッグ編」に登場する悪行超人・オルテガとモアイドンとも組んで、宇宙超人6人タッグチャンピオンとなった経歴を持つ。
超人ランキング〈人気超人の部〉では第4位にランク入りしていた。
姿形はミル・マスカラスをベースに、入場曲の「スカイ・ハイ」から取られている。
タイトル歴
銀河系超人タッグ
宇宙超人6人タッグチャンピオン
異名
空中殺法の使い手
千のマスクを持つ超人

#### カナディアンマン
- 種別 - 正義超人
- 出身 -  カナダ
- 身長体重 - 265cm 218kg
- 超人強度 - 100万パワー
- 年齢 - 30歳
- 主な必殺技 - カナディアンバックブリーカー、フットボール・タックル、リビルト・カナディアンバックブリーカー、永久凍土落とし、アトミック・ボムズ・アウェー、メイプルデスロック＆カナディアンバックブリーカー
- タッグチーム - ビッグ・ボンバーズ
- 声 - 北川米彦[9]（第10、88話）/ 岸野一彦[14]（68、70話） / 戸谷公次（85話、PS2ゲーム） / 駒田航（完璧超人始祖編[18]）

カナダの国旗をモチーフとした、怪力自慢の大型超人。普段は木こりとして生活し、心身ともに鍛えている。超人強度も正義超人内ではトップクラスだが、格闘スキルが未熟であるがゆえに活躍の場は少なく、弱小超人扱いされていた。好きな言葉は「捲土重来」。
第20回超人オリンピック編では、本戦に進出し一回戦でロビンマスクと対戦。巨大化して試合会場の後楽園球場を持ち上げ揺さぶり、先にリング入りしていたロビンに奇襲攻撃を仕掛けるが逆転負けを喫する。その後は上野動物園でデートしている姿も見られた。
第21回超人オリンピックの第3予選新幹線アタックでは小倉まで押す好記録を残すが、最終予選で失格。大会後のインタビューでは「10年前なら優勝できた」とコメントを残している。
黄金のマスク編では、他の正義超人と共にパワーを失い生命維持装置に入る。スニゲーターと共倒れしたキン肉マンを「どうせ死ぬなら黄金のマスクを取り返してから死ねばよかったんだ」と罵倒するが、自らの命を投げ出してキン肉マンを救ったウルフマンの姿に打たれ、改心する。キン肉マン対プラネットマン戦では、キン肉マンの体に描かれた地図のカナダが攻撃された際に老化するように衰弱死したが、プラネットマンの魔技・人面プラネットにより人質として登場し、プラネットマンが倒されたことで蘇った（アニメでは取り込まれなかった）。キン肉マン対悪魔将軍戦では、リングを支える正義超人の一人として描かれた。
夢の超人タッグ編では、スペシャルマンとコンビを組み「ビッグ・ボンバーズ」として出場する。しかし乱入してきたはぐれ悪魔超人コンビに「弱体チーム」と挑発され、他の正義超人の制止を振り切り戦いを挑むが返り討ちにあい、敗北。出場権を奪われた。
完璧・無量大数軍襲来の際には、スペシャルマンと共に戦うもマックス・ラジアルに一撃で敗れ去る。
オメガ・ケンタウリの六鎗客襲来時にはスペインに現れ、サグラダ・ファミリア特設リングにてパイレートマンと対戦。完璧超人始祖との戦いにおいて何の成果も残せなかったことを恥じ、捲土重来のために今日に至るまでスペシャルマンと特訓を積んでいたことを明かし、これまで見せることのなかった高度な美技の数々を見せる。新必殺技「リビルト・カナディアンバックブリーカー」を放つも強靭な背骨を持つパイレートマンには通用せず逆転されて、パイレートマンに誇りを貫いて死ぬか、誇りを差し出して生きるかの選択を迫られる。死を覚悟しながらも誇りを選び、スペシャルマンに謝罪をしながら背骨を真っ二つに折られ死亡した。ティーパックマンが倒され、気落ちする仲間に檄を入れるなど精神的に成長も見られた。
『キン肉マンII世』では、ヘラクレス・ファクトリーの教官の一人として登場した。究極の超人タッグ編では、宇宙超人タッグ・トーナメントから帰国後に自分が経営するジムを暴徒によって破壊されたことを語り、リザーブマッチ出場にも乗り気ではなく、富士の樹海で炭焼きの隠遁生活を送ることを考えていた。その後、3代目キン肉マングレートの正体を委員長に密告し本戦出場を狙うが、逆に正義超人の風上にも置けぬ行為として非難された。
PlayStation 2用ゲーム『キン肉マン ジェネレーションズ』では、キン肉マンらと同じ覆面超人（マスクマン）に分類されている。
個人タイトル歴
北米超人ヘビー級
異名
縁の下の力持ち
紅く燃ゆる楓
プロフィール
家族 - 息子 カナディアンボーイ

### ドリーマン
- 種別 - 正義超人[2][11]
- 出身 -  アメリカ合衆国・テキサス[49]
- 超人強度 - 150万パワー[2]
- 主な必殺技 - スピニング・トーホールド[2]

シニアマンの別名を持つ、テリーマンの父。テリーマンを厳しく育てた。第6回超人オリンピックの優勝経験者でもある。第20回超人オリンピック編と黄金のマスク編の回想シーンに登場。

### ガニア・マスク
- 種別 - 超人

ロビンマスクの専属トレーナー。スポークスマンも務める。夢の超人タッグ編にはロビンマスクの回想に登場。『キン肉マンII世』番外編「キン肉マンVSテリーマン」では、キン肉星に帰還するキン肉マンを見送っている。
『キン肉マンII世 究極のタッグ』編ではロビン王朝（ダイナスティ）先祖たちの鎧を繋ぎ合わせて作られた「ヒストリーアーマー」の職人がガニアに酷似しているが、詳しい関連は不明。
モデルはバーン・ガニア。

### ドーロ・フレアース
- 種別 - 超人
- 出身 -  アメリカ合衆国
- 身長体重 - 不明
- 主な必殺技 - 老体アタック[5]
- 声 - 蟹江栄司

ゴッド・フォン・エリックの弟子のひとりで、世界超人協会（WSA）の会長。没落した超人協会を救うため、キン肉マンに救援を要請する。
第20回超人オリンピック編の終盤から登場し、決勝戦を観戦した。

## アメリカ遠征編 初登場
- プリンス・カメハメ
- ザ・シャネルマン

### ジェシー・メイビア
- 種別 - 正義超人
- 出身 -  アメリカ合衆国・ハワイ
- 身長体重 - 195cm 110kg
- 超人強度 - 85万パワー
- 年齢 - 18歳
- 主な必殺技 - ジャパニーズ・レッグ・ロール・ホールド、フロント・スープレックス、一連の返し技[52]
- 声 - 田中亮一

ハワイ超人界の強豪で、返し技の名手と言われる超人。当時ハワイ最強を誇っていたプリンス・カメハメを倒し、ハワイチャンピオンとなる。カプ・クイアルアの使い手。
その実力とルックス、派手な入場スタイルなどでハワイの英雄的存在であったが、カピオラニ公園特設リング場にてキン肉マンとノーロープデスマッチで対戦し、カメハメにより48の殺人技を授けられたキン肉マンに敗れ、王座を失う。キン肉マンがタイトルを返上した後に奪還するが、ジェロニモにより再びタイトルを奪われている。
第21回超人オリンピック ザ・ビッグ・ファイトでは、第一予選で失格。黄金のマスク編では、パワーを奪われた他の正義超人同様に生命維持装置に入っていた。
キン肉星王位争奪編では、ロビンマスクとマンモスマンの対戦をテレビで観戦し、涙を流して感動していた。その直後にネプチューンマンが世界中の正義超人に発したメッセージを、ハワイ巡業を終えたウルフマンらと共に受けて、他の正義超人たちと合流して大阪城までキン肉マンチームの応援に駆けつけた。この時は、口調が片言の日本語となっていた。残虐の神が変身したキン肉マンソルジャー（ソルジャーマン）をパイルドライバーで撃退する活躍も見せている。
オメガ・ケンタウリの六鎗客編の後の新シリーズでは、マッスル・ブラザーズIIIとインダストリアルレボリューションズの試合の解説を務める。
『キン肉マンII世』では、ヘラクレス・ファクトリーの教官として登場している。
アニメ版では、超人同盟の手先であることが語られた。
個人タイトル歴
ハワイ超人ヘビー級（2、4代目）
主要対戦成績
○プリンス・カメハメ（不明）
×キン肉マン（風林火山）
×ジェロニモ（体固め）
×スカーフェイス（不明）
異名
BIG MOUNTAIN
返し技の名手

### チャボ・ケロリ
- 種別 - 正義超人
- 出身 -  アメリカ合衆国（カリフォルニア[1]）
- 身長体重 - 180cm 103kg[1]
- 超人強度 - 51万パワー[3]
- 主な必殺技 - チャボ・キック[2]
- 声 - 岸野一彦[9]

超人協会カリフォルニアチャンピオンの超人。超人協会に残されたカリフォルニアを守るため超人同盟のスカル・ボーズと対戦するが敗れる。人生ゲーム ハイ・アンド・ローが好き。
アニメ版ではアメリカ支部代表だったが、ビューティー・ロローデスに倒される。

### スカル・ボーズ
- 種別 - 残虐超人→正義超人
- 出身 -  アメリカ合衆国（初代アニメ版ではアフリカ[55]）
- 身長体重 - 204cm 160kg
- 超人強度 - 60万パワー
- 年齢 - 38歳
- 主な必殺技 - 凶器攻撃、フライング・ニードロップ、針ネズミ殺法、火炎放射、8の字固め（デビル・マジシャンとのツープラトン）
- タッグチーム - 宇宙一凶悪コンビ（ブラッド・イリュージョンズ）
- 声 - 佐藤正治[9]

超人同盟の幹部的な存在の超人。全身に「SUKARU」の文字が刻まれている。超人同盟構成員からはスカルさんと敬称されている。初登場のコマではまつ毛が長かった。ハゲタカと形容されることがしばしばある。ローデスの上唇を引き裂くなど残虐な性格で、試合中に凶器を使うことも厭わない。体中を針ネズミ状にとがらせ体当たりする技を使う。デビル・マジシャンと共に「宇宙一凶悪コンビ」を結成し、ザ・マシンガンズと交戦するが、最後はテリーマンのカーフ・ブランディングによりKOされた。
第21回超人オリンピック ザ・ビッグファイトにも参加したが、第一次予選のふるい落としで失格する。その時はアデランスをしていた。その後、夢の超人タッグ前の試合でロビンマスクとウォーズマンの超人師弟コンビにデビル・マジシャンと共に敗れている。
オメガ・ケンタウリの六鎗客編の後の新シリーズでは、ネメシスとファナティックの試合の解説を務める。
『キン肉マンII世』第4回の扉絵では、スカル・ボーズらしき超人が万太郎にジャンピングラリアットを食らう姿が描かれた。その際の身体の文字は「SUKRU」だった。
アニメでは、超人同盟のアフリカチャンピオンとして登場し、額に「S」の文字が書かれている。こちらではキン肉マンとシングルで対戦し、その試合に前後して原作での人間の少年ロバート（アニメではニカオ）との触れあいを基にしたエピソードが盛り込まれた。キン骨マンが放った麻酔銃により、キン肉マンが戦力ダウンしたことで一気に優位に立つが、ニカオ少年との友情で復活したキン肉マンの「鳥肉屋の舞台裏」で全身の針をむしり取られ、最後は48の殺人技「超人サッカーボール」で金星まで蹴り飛ばされて場外アウトとなって敗北した。
モデルはスカル・マーフィー。
異名
極悪坊主

### ダイナマイトパイパー
- 種別 - 正義超人[1]
- 出身 -  アメリカ合衆国
- 身長体重 - 183cm 103kg[1]
- 超人強度 - 78万パワー
- 主な必殺技 - パイパー・キーロック[2]
- 声 - 岸野一彦[14]

超人同盟のランバージャック・ショーでロビンマスクと戦ったが、甘さゆえキン肉マン風情に敗れたと罵倒したことが災いし、タワーブリッジで引き裂かれてしまう。
アニメでは超人同盟ブラジル代表として登場。原作とは顔のデザインが変わっている。同じくタワーブリッジを食らうが引き裂かれずに投げ飛ばされ、試合後に担架で運び出された。
異名
超人同盟きってのあばれん坊

### デビル・マジシャン
- 種別 - 残虐超人→正義超人
- 出身 -  スペイン
- 身長体重 - 190cm 130kg
- 超人強度 - 60万パワー
- 年齢 - 不明
- 主な必殺技 - トランプ攻撃、凶器攻撃、8の字固め（スカル・ボーズとのツープラトン）
- タッグチーム - 宇宙一凶悪コンビ（ブラッド・イリュージョンズ）
- 声 - 佐藤正治[9]

超人同盟の若手超人で、スカル・ボーズの過酷なスパーリングに耐え、見出されてコンビを組む。凶器攻撃が得意で体中に凶器を隠し持ち、左腕の義手にはナイフが隠されている。他にもトランプやナイフなどを武器とする。
ザ・マシンガンズとの対戦の際には、レフェリーを務めたラーメンマンにより凶器保持を見破られるが、凶器なしでも実力があるところを見せた。
アニメ版では、超人同盟のフランス代表として「マジシャン」の名前で登場。こちらではキン肉マンとシングルで対戦し、ここでもラーメンマンがレフェリーを務めている。ピアノ線を使ったトリックや肩当に仕込んだ凶器をラーメンマンに見破られ、48の殺人技「人間ヘリコプター」によって宇宙まで投げ飛ばされリングアウト負けとなった。夢の超人タッグ編では、原作通り「デビル・マジシャン」と呼ばれた。
『ディープオブマッスル!!』では、本名は「エンゼル」であり、元は心美しい少年だったが、超人界きっての手品師である父デビル・マギーとの確執がきっかけで残虐超人に転身したことが語られている。
異名
死のイリュージョニスト
悪に転ずるトリックスター

### ビューティー・ローデス / ビューティー・ロローデス
- 種別 - 正義超人 / ロボ超人（アニメ版）
- 出身 -  アメリカ合衆国・フロリダ[58]
- 身長体重 - 190cm 180kg
- 超人強度 - 55万パワー
- 年齢 - 28歳
- 主な必殺技 - エルボー、サーフボード、デッドリー・ドライブ、エアープレンスピン、ベア・ハッグ
- タッグチーム - ジ・エンペラーズ
- 声 - 佐藤正治[9]

超人評議会のチャンピオンで、エルボーを得意とする重量ファイター。超人同盟との抗争中、スカル・ボーズによって唇から額にかけての顔面の皮を剥がされた後は、金属製のマスクをつけている。タッグリーグ敗北後は苦戦するザ・マシンガンズを応援し、キン骨マンに奪われたテリーマンの義足を取り返し、テリーマンに投げ渡した。第21回超人オリンピック ザ・ビッグファイトにも参加したが、スカル・ボーズと共にふるい落としで失格。
黄金のマスク編の決戦でリングを支えてた時には、金属製のマスクに口の部分が付けられていた。キン肉星王位争奪編の頃には、普通の顔に戻っていた。
アニメ版では名前をビューティー・ロローデスと改められ、皮膚の下は機械で覆われたロボ超人となっていた。こちらでは超人同盟のアメリカチャンピオン（しかし保持していたベルトは「WSC」のロゴ）としてキン肉マンとシングルで対戦。試合を圧倒的優位に進めていたが、キン骨マンの鳥もち弾がキン肉マンを外れ、ロローデスを誤射したことで顔の皮膚が剥がれ、機械超人の正体露出とともに怯み、48の殺人技「人間風車」を喰らい逆転負けを喫した。
名前の由来はダスティ・ローデス。
異名
マジソンの帝王

### ジャンヌ・スティムボード
- 種別 - 正義超人
- 出身 -  フランス / アメリカ西海岸[58]
- 身長体重 - 198cm 143kg
- 超人強度 - 65万パワー
- 年齢 - 20歳
- 主な必殺技 - フライングチョップ、空手殺法、サイド・スープレックス
- タッグチーム - ジ・エンペラーズ

J・スティムボードとも表記。超人評議会のレスラーで、超人協会・超人同盟とのタッグ戦にあたりフランスから呼び出された。テリーマンをゴリラと形容するほど口が悪い。タッグリーグ敗北後は超人同盟のやり方に反発し、苦戦するマシンガンズを応援した。その後、第21回超人オリンピック ザ・ビッグファイトの開会時や、黄金のマスク編の悪魔将軍戦でリングを支えた正義超人の一人として、また王位争奪戦決勝の際にネプチューン・メッセージを受けて大阪城を目指す正義超人たちの中にも顔を出していた。アニメ第1期には登場していない。
異名
毒舌超人

### ブラック・シャドー
- 種別 - 超人
- 出身 -  アメリカ合衆国・テキサス州ヒューストン（製作地） / ドクロ星[3]
- 身長体重 - 265cm 229kg[61] / 190cm 180kg[1]
- 超人強度 - 55万パワー[3]
- 主な必殺技 - 無差別攻撃[2]
- タッグチーム - 凸凹ブラザーズ

キン骨マンがイワオのタッグパートナーとして作った人造超人。パワーはビューティー・ローデス、技はロビンマスク、残虐性はラーメンマン、頭脳は作者のキン骨マンに相当する（キン骨マンの自称による）。自我があるものの会話ができず、宇宙一凶悪コンビにギブアップを告げられず、あっけなく破壊された。誤ってパートナーのイワオを殴る場面がある。
アニメには登場していない。
異名
パワーマシン

### イヤデス・ハリスン
- 種別 - 超人
- 出身 -  アメリカ合衆国
- 身長体重 - 不明
- 声 - 山口奈々

ゴッド・フォン・エリックの弟子のひとりで、アメリカ東部・南部に勢力を持つ世界超人評議会（WSC）の会長。アニメ第1期では世界超人同盟（WSF）の会長。超人同盟と抗争を繰り広げるが、終盤ではタッグリーグ棄権後、超人同盟のやり方に反発し、テリーマンの奪われた義足を取り返し、キン骨マンによって気絶させられたロバートを介抱した。モデルはイーデス・ハンソン。
アニメでは結末が異なり、ロビンマスク転落直後にドーロ・フレアースと殴り合いの末、崖まで追い詰められたところを数々の不正が暴かれ、五分刈たちに逮捕され、連行されていった。
オメガ・ケンタウリの六鎗客編の後の新シリーズでは、宇宙超人委員会の会員として委員長に協力した。

### シーク星人
- 種別 - 怪獣 / 超人
- 出身 - シーク星 /  イラン[3] / 宇宙[1]
- 身長体重 - 183cm 110kg[1]
- 超人強度 - 30万パワー / 不明[1]
- 声 - 岸野一彦 / 田島章寛（完璧超人始祖編）

ザ・シークとも呼ばれる。ゴッド・フォン・エリックの弟子のひとりで、アメリカ西部に勢力を持つ世界超人同盟（WSF）の会長。
第1次怪獣退治編ではラクダにまたがった怪獣として登場していた。地球では人間の姿で潜伏しており、世界超人同盟会長としての名前は「ファーハット」。モデルはプロレスラーのザ・シーク。
アニメではイヤデス・ハリスンの部下にして世界超人同盟の作戦参謀として登場。キン骨マンたちを利用して卑劣な策を講じた末、キン肉マンの怒りを買い「人間風車」によって倒された。

### ゴッド・フォン・エリック
- 種別 - 超人
- 出身 -  アメリカ合衆国
- 身長体重 - 不明
- 超人強度 - 80万パワー
- 年齢 - 不明
- 主な必殺技 - アイアンクロー投げ

アメリカ超人界の創始者。約150年間にわたって米国最高峰に君臨した超人で、ドーロ・フレアースら3団体会長の師匠でもある。現役を退き、後進の指導にあたっている。キン肉マンからは「E・H・エリック」と、名前を間違われていた。モチーフはフリッツ・フォン・エリック。
アニメ第1期では登場しない。
主な肩書き
元世界超人チャンピオン
異名
鋼鉄の爪

## 第2次怪獣退治編 初登場
- ブロッケンJr.

### ビビンバ
- 種別 - 正義超人
- 出身 - キン肉星・ホルモンシティー
- 身長体重 - 163cm 43kg
- 超人強度 - 10万パワー
- 年齢 - 16歳（王位争奪編時20歳、キン肉マンII世時50歳）
- 主な必殺技 - ホルモン・ソバット、お色気攻撃[5]、剣術[65]
- 声 - 山本百合子（劇場版第二作） / 富沢美智恵（王位編） / 高木早苗（キン肉マンII世）/ 上坂すみれ（完璧超人始祖編[6]）

ホルモン族出身で、女性超人である。父ホルモン・ヤーキによりキン肉マン打倒の刺客として送り込まれるが、キン肉マンの思いやりに触れて片想いする（『キン肉マンII世』ではキン肉マンの許婚と設定されている）。その後はキン肉マンについて地球まで行き、キン肉ハウスに押しかけ裸にエプロンの格好になったり、地球防衛軍に入ってキン肉マンの仕事を奪ったりと、かなりのオテンバ振りを見せキン肉マンを困らせたりもしたが、後にキン肉マンの正式な妻となった。得意料理は特製のオカユ。一般の女性超人であり、超人レスラーではない。
第21回超人オリンピック編では、残虐ファイトで勝ち上がるウォーズマンの隠された優しさに気付き、ウォーズマンの計量前に重いベルトをプレゼントすることでベアークローを外させようとするなど、始終気に掛ける様子を見せた。
7人の悪魔超人編以降は、基本的にリングの近くでキン肉マンらの試合を見守っていた程度だった。夢の超人タッグ編では、準決勝終了直後に左腕を負傷したキン肉マンの見舞いに駆け付けている。キン肉星王位争奪編では、終盤に髪型を変えて登場。騎士の鎧を纏って大坂城に潜入し、キン肉真弓夫妻を最上階から脱出させるが、共にキン肉マンスーパー・フェニックス率いる知性チームに捕まる。フェニックスは自分と釣り合う才色兼備と見て、キン肉マンに勝った暁には妻としようとしていた。自力で拘束から脱出し、ネプチューンマンの消滅直後に特設スタンドの上辺からフェニックスに対し正々堂々と戦うよう懇願してスタンド内側に投身、地表激突寸前に灰となったキン肉アタルに救われる。
旧アニメ版では、劇場版第二作のみに登場した。テレビ版には登場していないため、前述のウォーズマンとのエピソードではナツコが同じ役割を務めている。アニメ版王位争奪編にも原作と同様の経緯で登場するが、原作と異なりキン肉マンの幼馴染となっている。キン肉星大神殿に毎日参拝してキン肉マンの勝利を祈っていたが、予言者の声に従い、地球へ向かう。最後はフェニックスと恋仲になった（キン肉マンは二階堂マリと結婚）。
『キン肉マンII世』では、当初はオールバックの髪型だったが、火事場のクソ力修練編では髪を下ろしていた（アニメ版では最初からこの姿で登場）。
主な肩書き
第58代キン肉星大王妃
地球防衛軍所属
プロフィール
家族 - 父 ホルモン・ヤーキ 母 ハラミ 夫 キン肉スグル 息子 キン肉万太郎

### ホルモン・ヤーキ
- 種別 - 超人
- 出身 - キン肉星
- 超人強度 - 5万パワー[3]
- 声 - 八奈見乗児

ホルモン族頭首。その昔、キン肉族より偉かったホルモン族だが、キン肉族と戦争になり敗れて以来、崩壊の一途をたどった（劇場版では、戦争ではなく王族同士のレスリングの試合と語っている）。ホルモン自身、キン肉真弓には何度か挑戦したが一勝もできず（劇場版では病弱な体がたたって敗れ、再起不能となったと語っている）、妻ハラミはキン肉族に殺された。キン肉族に復讐すべく、娘ビビンバや、バーベキュー族のシシカバ・ブーを刺客として送り込むが、いずれも失敗。
アニメでは劇場版『キン肉マン 大暴れ!正義超人』に登場。「キン肉マンの結婚式!!の巻」では、ビビンバのウエディングドレス姿を見て涙を流し喜んでいた。『キン肉マンII世』では、キン肉星の超人評議会（カウンシル）、四大長老の一人として登場。ホルモン族にはマスクを被る掟はなく、自宅では着用していないが、正装時はキン肉カッター付きのマスクをかぶる。

### シシカバ・ブー
- 種別 - 正義超人
- 出身 - キン肉星・バーベキュー村
- 身長体重 - 185cm 90kg
- 超人強度 - 95万パワー
- 年齢 - 21歳
- 主な必殺技 - シシカバ・ビーム、牛丼の早食い
- 声 - 野田圭一

バーベキュー族の超人。キン肉星No.1のブ男だが、格闘家としての実力は本物で、過去に宇宙超人カーニバルに優勝したこともある。同盟族であるホルモン族の頭首ホルモン・ヤーキに篭絡され、キン肉マンと決闘し勝利した（劇場版では互角で、超人強度もキン肉マンと同数値）。しかし、ビビンバのキン肉マンに対する真剣な思いを感じ、潔く身を引いた。
初代アニメでは、劇場版『キン肉マン 大暴れ!正義超人』に登場。『キン肉マンII世』では、超人評議会のバーベキュー族頭首として登場。基本的には真面目だが、ザ・ニンジャにサインを求めるなど、ミーハーな部分もある。
デザインはキン肉マンの原型の流用。一度きりの登場の割には人気があったと嶋田は語っている。
個人タイトル歴
宇宙超人カーニバル優勝
異名
バーベキュー族勇者
プロフィール
家族 - 父 シャミカバ・ブー 母 マサラ
特技 - 牛丼の早食い

### ブルゴラス
- 種別 - 怪獣
- 出身 - 宇宙[1]
- 身長体重 - 45m 4万t[1]
- 超人強度 - 20万パワー[2] / 不明[1]
- 主な必殺技 - おたけびパンチ[2]

キン肉マンがグアムで休暇中に、日本に現れた凶悪怪獣。キン肉マンは、この怪獣を倒しに日本へ戻ったことで超人オリンピックのタイトル防衛試合に間に合わず、タイトル剥奪となった。

### クリスタルマン
- 種別 - 正義超人
- 出身 -  南極
- 身長体重 - 280cm 200kg
- 超人強度 - 90万パワー
- 年齢 - 10万歳
- 主な必殺技 - つめたいファイト、ビーム攻撃

10万年間、南極の氷の下で眠っていた巨人。ミルク金時食べ放題という条件でビーンズマンの誘いに乗り、ラッカ星防衛に加わる。冷静な性格で、宇宙野武士の弱点にいち早く気づいた。
オメガ・ケンタウリの六鎗客編の後の新シリーズでは、ネプチューンマンとパピヨンマンの試合の解説を務める。
プロフィール
好物 - ミルク金時
趣味 - アイススケート
異名
冷静沈着な南極超人

### ゴキブリかぞく
- 種別 - 怪獣[68]

キン肉マンらがアメリカ遠征に行っているスキに、キン肉ハウスに住み着いていた巨大ゴキブリの家族。キン肉マンに牛丼をおごってもらった。

### モンスター・ターキー
- 種別 - 怪獣
- 出身 - 宇宙[1]
- 身長体重 - 35m 6万t[1]
- 超人強度 - 不明[1]

クリスマスの夜に食べられる仲間の復讐に来た巨大七面鳥。キン肉フラッシュと地球防衛軍のロイヤル・ストレート・フラッシュ砲の同時攻撃により、こんがり焼けて、自身もクリスマス料理となった。

### ゴンタ
- 種別 - 怪獣
- 出身 - 宇宙[1]
- 身長体重 - 40m 2万t / 18m 1万t[1]
- 超人強度 - 不明[1]

ゴリザエモンの弟で、兄同様キン肉マンの子分格。キン肉マンの命によって、ビビンバを襲う。しかし、見かねたキン肉マンのげんこつ一発と脅しで逃げ出してしまい、これがキン肉マンとビビンバとの愛情を深めることになり、地球防衛隊に入るキッカケを作ってしまう。
プロフィール
家族 - 兄 ゴリザエモン

### プヨプヨ
- 種別 - 正義超人 / 変身超人
- 出身 -  南アフリカ共和国
- 身長体重 - 120cm 120kg
- 超人強度 - 25パワー / 25万パワー[1][3]
- 年齢 - 10歳
- 主な必殺技 - 変身、変身パンチ[2]

宇宙野武士を倒すために、ビーンズマンがスカウトした7人の超人の一人。軟体質の体躯を持ち、あらゆるものに変身できる。普段は気弱だが、キン肉マンに対しては強気。大きな拳に変身してキン肉マンを倒したり、宇宙船に変身してキン肉マンの席を分離したりした。野武士戦では、ロープに変身して足止めした。
学研の図鑑『キン肉マン「超人」』では、基本的に超人は大なり小なり変身能力を備えているが、プヨプヨは変身という特性を前面に打ち出した現在確認されている唯一の変身超人だとされている。

### ビーンズマン
- 種別 - 正義超人
- 出身 - ラッカ星（アニメ版ではキンギョ星）
- 身長体重 - 140cm 40kg
- 超人強度 - 10パワー
- 年齢 - 12歳
- 主な必殺技 - 携帯怪獣攻撃[2]（自身の技はなし）
- 声 - 間嶋里美

ラッカ星の大長老インゲンの弟子。故郷ラッカ星を宇宙野武士に侵略され、テリーマンら地球の超人に助けを求める。趣味は怪獣コレクション。モンスター1号という怪獣を携帯している。アニメ版では、髪の毛を1-3本飛ばして様々なタイプのモンスターを作り出す。
初登場時は出しゃばりなキン肉マンを無視するような態度もとっていたが、王位争奪編ではネプチューンマンのメッセージを受けた他の正義超人と共に、キン肉マンの応援に駆け付けている。
テレビスペシャル版では、キン肉マンの実力を見ずにいた原作とは異なり、モンスターを使ってキン肉マンの実力を測るが、簡単に負けたために実力を疑問視するようになる。その後、キン肉マンたちとともに宇宙船でラッカ星へ向かうが、キン肉マンがワープボタンを誤って押したことでスペース戦艦トマトに衝突し、足止めを食う。終盤で、実は「キンギョ星」生まれの「メダカ王子」であると身分を明かし、マロン姫の求愛を受け入れて結ばれた。
異名
宇宙からの使者
プロフィール
好物 - おたふく豆
趣味 - 怪獣コレクション

### インゲン長老
- 種別 - 正義超人
- 出身 - ラッカ星
- 声 - 八奈見乗児

ラッカ星の大長老。宇宙野武士の侵略に対抗し、ビーンズマンを地球に送り出す。頭に矢が刺さっても平気だが、野武士に正面から矢を刺されて以降は登場しなかった。
テレビスペシャルでは国務大臣にあたる長老とされ、ビーンズマンに助っ人となる正義超人のリストを渡す。また、リストのトップに載っていたキン肉マンの当初の実力のなさと性格に呆れ返っていた。

### 宇宙野武士（うちゅうのぶし）
- 種別 - 残虐超人[69]
- 出身 - 大宇宙のどこか
- 身長体重 - 230cm 180kg[1]
- 超人強度 - 85万パワーぐらいとされている
- 主な必殺技 - 無限流星剣、肉体分裂分身の術

ラッカ星を襲う侵略者集団。戦争時でも、食事のためには戦闘を休止する。非常に豪華な食事をし、また大食でもある。細胞分裂により倒されても次々に復活するが、クリスタルマンに心臓部の弱点を見破られ合体・巨大化するも、キン肉マンら超人チームに打倒された。
テレビスペシャル版では、リーダーのブラックキングによって率いられていた。

## 第21回超人オリンピック編 初登場
- ウルフマン / リキシマン
- ペンタゴン
- ウォーズマン
- バラクーダ

### チエの輪マン（チエのわマン）
- 種別 - 正義超人 / 伝説超人
- 出身 -  ノルウェー（当初は不明とされていた。アニメではタモーリ国）
- 身長体重 - 150cm 30kg[70] / 175cm 65kg
- 超人強度 - 30万パワー
- 年齢 - 18歳
- 主な必殺技 - チエの輪絡み、チエの輪ヘッドバット、キーロック[5]（当初は「ナシ」とされていた）
- 声 - 岸野一彦[14] / 加藤将之（完璧超人始祖編[71]）

容姿は知恵の輪そのままの超人。キューブマンとの新旧パズル対決に敗れてバラバラにされ「近代オモチャにゃかなわん」と述べた。完璧超人始祖編では、キン肉マンとネメシスの阪神甲子園球場での試合にキン肉マンの応援に駆けつけた。
『キン肉マンII世』では、伝説超人の一人として紹介されている。また、究極の超人タッグ編でキューブマンとのタッグで招集され、リザーブマッチの候補席にいる。
『ぱちんこキン肉マン 夢の超人タッグ編』でのマッスルタッグトーナメントでは、キューブマンと「ザ・ビッグパズルズ」を組んで登場。
異名
難関パズル

### ウォッチマン
- 種別 - 正義超人 / 機械超人
- 出身 -  スイス
- 身長体重 - 192cm 300kg[70] / 185cm 680kg
- 超人強度 - 25万パワー
- 年齢 - 10歳
- 主な必殺技 - スリーパーホールド、大きな古時計[11]
- 声 - 田中秀幸[9]

時計型の機械超人。「スリーパーホールド」を得意とし、正確に相手を絞め落とす時間の殺し屋と呼ばれている。ブロッケンJr.と対戦したが顔を破壊され、ラーメンマンに見せつけるため「キャメル・クラッチ」で真っ二つにされた。時計屋にドック入りしたことが語られているが、王位争奪編にて超人墓場に浮遊している。『キン肉マンII世』では、超人オタクのカオスにサインを送った。
アニメ版では、真っ二つにされる前にギブアップしたため、場外に投げ飛ばされるだけで済んだ。
『ぱちんこキン肉マン 夢の超人タッグ編』でのマッスルタッグトーナメントでは、ステカセキングと「殺人家電コンビ」を組んで登場している。タッグ必殺技の「眠りの交響曲（シンフォニー）」は、ステカセキングが相手に地獄のシンフォニーを仕掛けた後、とどめにウォッチマンがスリーパーホールドを決める技となっている。
異名
時間の殺し屋
時の支配者
時の化身

### ティーパックマン
- 種別 - 正義超人
- 出身 -  スリランカ
- 身長体重 - 215cm 100kg[70] / 170cm 78kg
- 超人強度 - 25万パワー
- 年齢 - 19歳
- 主な必殺技 - ティーパック・パンチ、ヘビーパック・クラッシュ[2]、ティーバッグ・ウィップ、死のティータイム
- 声 - 広瀬正志[9]

頭部が巨大なティーカップ状になっている超人。その頭部には常に熱い紅茶で満たされている。得意技は頭の熱い紅茶を吸わせ砂鉄のように硬くした巨大なティーバッグで相手を殴りつける「ティーパック・パンチ」。
第21回超人オリンピック決勝トーナメント一回戦においてウォーズマンと戦うが、自身のティーバッグがコーナーポストに絡みついてしまい身動きが取れなくなった所にスクリュー・ドライバーを受け敗れた。大会後、超人オリンピック総集編でのインタビューでは「今さら何を言えってんだ!」というコメントを残している。キン肉星王位争奪サバイバル・マッチ一回戦では超人墓場で浮遊していたが、決勝戦時には復活している。
頭部の紅茶は美味であり、ウォーズマンに敗れた後は彼に頭部をもぎ取られて飲まれ、その後はタザハマに飲み干された。味や香りに紅茶超人としてのこだわりが詰まった究極の一品であり、客をもてなす際にも欠かしていない。しかし、内心気に入っていない客には頭からは注がず、別の適当な紅茶を用意してお茶を濁す。
アニメでは、スクリュー・ドライバーを受けて両足で立てないほどのダメージを負うが、ウォーズマンに持ち上げられ、そのまま頭部の紅茶を飲み干されてしまった。
オメガ・ケンタウリの六鎗客襲来時にスペインに現れ、サグラダ・ファミリア特設リングにてヘイルマンと対戦する。かつてウォーズマンにもぎ取られた首を徹底的に鍛え上げており、ヘイルマンによって凍らされた滑りやすいリングでも持ち前の平衡感覚を駆使して瞬時に対応して戦い、新必殺技「死のティータイム」に捉えることに成功するも、超人強度の低さという弱点から技を外された上に、ヘイルブレスでティーバッグを凍らされ、さらにブリザードハンドで真っ二つに切られたことで無力化される。なおも立ち向かうがフリージングボディで体を凍らされ、首を切断されて死亡した。
六鎗客襲来時は大きく身体をビルドアップしているが、作画担当の中井は以前からティーパックマンの本気の闘いを改めて描いてみたいと思っており、ギャグなのかなんなのかどっちつかずに陥らないように思い切って別人に見えるくらいまで進化させたと語っている。
フジテレビのバラエティ番組『芸能人が本気で考えた!ドッキリGP』では、「秒でティーパックマン」のドッキリを仕掛ける役割で登場し、標的に熱い紅茶をかけたりティーバッグで殴りつけたりしている。
2022年および2024年に、キャステムと丸朝製陶所の合同制作により、新旧のティーパックマンをモチーフにしたティーカップが発売された。
異名
鋼鉄の紅茶

### ベンキマン / ベンキーマン
- 種別 - 正義超人 / 残虐超人
- 出身 -  古代インカ帝国（現ペルー）
- 身長体重 - 190cm 125kg[70] / 185cm 87kg
- 超人強度 - 40万パワー
- 年齢 - 2000歳
- 主な必殺技 - 恐怖のベンキ流し、アリダンゴ、エラードスピン、ベンキーヤウォッシング
- 声 - 二又一成 / 加藤将之（完璧超人始祖編[18]）

アニメ第1作ではザ・ベンキーマン。胴体が和式便器、頭にとぐろを巻いた陶器製の の大便のオブジェを頂く超人。自分の便器を大切にしており、背中には「タバコの吸いがら、ガムやパンツを、流さないで下さい」と書かれた注意書きの張り紙がしてある。アニメ第1作では、視聴する子供に対する衛生観念上、頭部のオブジェが蛇口、リングシューズが水色の長靴となり、相手を便器に流した後、手を洗うようになった。
得意技「ベンキ流し」は、相手を自身の便器で流す荒技。自分よりも大きな相手はアリダンゴにして丸めて流す。流された超人がどうなるのかはベンキマンも作者にもわからない。消化して排泄するにも肛門がないと言っていたが、トイレで大便をする姿がミートによって撮影されている。基本は相手をアリダンゴ状に丸めて便器に流すファイトスタイルだが、ゲーム版では便所道具を武器にして闘うこともある。
非常に清潔で綺麗好きであり、ほぼ毎日ドラッグストアなどで売っている洗浄剤を使って専用のブラシで念入りに体を磨いているため常に滅菌されている。ただし目の前に緊急で困っている人がいた場合は特例で自分の便器を使って紳士的に解放させる。
超人オリンピック ザ・ビッグファイトにて古代インカ帝国代表として出場。予選を突破し、決勝トーナメントの組み合わせではAブロックのシード権を得た。組み合わせ抽選会の際、原作では応援団が大便のオブジェを投げていたが、アニメではこれらは描かれず、おまるにまたがって入場していた。決勝トーナメントでは1回戦の試合が行なわれる中、ポテチを買いに売店にいたところ、キン肉マンとの試合で頭に火をつけられたキングコブラを、キン肉マンの運命とばかりにそのまま便器に流す。自信家であり、2回戦のキン肉マン戦前では予選を敗退した超人たちに自分の身体に触れられたら、決勝進出の権利を譲るデモンストレーションを行って、タイルマンやカニベースなどを便器に流し込み自分の実力を誇示していた。試合はキン肉マンが逃げ回る中、疲れたふりをして近づいた所を便器に流すが、便器の中にパンツを詰められ、今まで流し込んだ超人と共に大量の水が便器から逆流して敗北。大会終了後のインタビューでは「キン肉マンの臭いパンツが一番効いた」とコメントしている。
完璧超人始祖編では突如襲来したストロング・ザ・武道にカレクックと共に挑むも、零の悲劇により人間にされてしまう。その姿は長髪の優男風であり、常に和式便器を持っている。
その後、再び超人に戻り、オメガ・ケンタウリの六鎗客襲来時にスペインに現れ、サグラダ・ファミリア特設リングにてギヤマスターと対戦する。自身の知恵を駆使して戦い、さらにキン肉マンの火事場のクソ力に似た力を発揮し、1度はギヤマスターをアリダンゴにし恐怖のベンキ流しの餌食にするも、ギヤを変動させたことにより体中を歯車に侵食された上に脱出され、ジェノサイドギヤにより全身をズタズタに破壊され死亡した。
『キン肉マンII世』では、すでに他界している。打倒キン肉族を、弟子のウォッシュ・アスに託した。
超人募集の葉書が間に合わなかったため、作者がデザインした超人であり、当時、あやふやな情報だが古代インカの遺跡にてトイレの原型が発見されたことを聞き、出身地に設定したという。
人気投票企画「キン肉マン超人総選挙2013」では29位となり、『週刊プレイボーイ』2013年43号にベンキマンを主役とした読切漫画「キン肉マン外伝 ベンキマン〜失われたインカの記憶〜」が掲載された。超人オリンピック ザ・ビッグファイトのペルー予選に際し、ベンキマンがかつてインカ帝国皇帝のお抱え超人であり、フランシスコ・ピサロ率いるスペインの侵攻においてスペイン兵に食らわされた技により記憶喪失となり、その後頭のオブジェの形からエラード（ソフトクリーム）マンと呼ばれるようになったことや、世界最古の水洗トイレを発明したのがベンキマンたちベンキーヤ一族の先祖であることが語られた。ゆでたまご・嶋田隆司はギャグ漫画としての『キン肉マン』のエッセンスのかたまりのような超人であり、古代インカ出身や2000歳など「なんでこんなアホな設定にしたんだ」と昔の自分を恨みながらストーリーを考えたという。また、ベンキマンの性格は冷静沈着で思慮深く、ラーメンマンに通じるものがあると語っている。
異名
全てを水に流す男
誇り高きベンキーヤ一族
インカの叡知
古代インカの戦士
万物押し流す鋼色の器
主要対戦成績
○アルパカーン（スリーパーホールド）
○ヒガンテマン（ベンキ流し）
○カニベース（ベンキ流し）
○サボテンマン（ベンキ流し）（アニメ）
○タイルマン（アリダンゴ・ベンキ流し）
○ヒョロヒョロマン（ベンキ流し）（アニメ）
×キン肉マン（パンツ詰め）
×ギヤマスター（ジェノサイドギヤ）

### キューブマン / キュービックマン
- 種別 - 正義超人
- 出身 -  ハンガリー
- 身長体重 - 250cm 150kg[70] / 200cm 100kg
- 超人強度 - 8万パワー
- 年齢 - 18歳
- 主な必殺技 - ヘッドロック、地獄の六面体、パズルバスター[5]
- 声 - 田中秀幸[9]

ルービックキューブの形をした頭部と胴体を持つ超人。六面体を揃えると何かが起こるらしく、試合中対戦相手に「六面体を作ってみろ」と挑発する。
第21回超人オリンピックで本戦に進出し、1回戦でチエの輪マンの知恵の輪を外し、新旧パズル対決に勝利する。特に攻撃などしていないが、息を荒らげていた。準々決勝ではウルフマンと対戦し、六面体を作れるかと挑発するが、ルービックキューブ張り手によって血豆・青タン・膿などの偽の六面体を作られ、激怒。しかし、あっけなく合掌捻りで投げ飛ばされ、観客席の老婆の日傘に刺さって破裂し、敗北する。この後に準決勝でウルフマンの合掌捻りが死のコースと呼称されたが、キューブマン自身は死んだわけではなく、大会終了後に「チャンピオンベルトは短すぎて腰に負けない。次回までにオレにも巻けるように調整しとけ」とコメントした。アニメでは、頭部全体をルービックキューブ張り手で赤一色に腫らされて合掌ひねりで倒された後、日傘で破裂はしなかった。王位争奪編の決勝で、全世界の正義超人たち同様に、キン肉マンの応援に大阪城へ駆けつけた。完璧超人始祖編では、キン肉マンとネメシスの阪神甲子園球場での試合に、キン肉マンの応援に駆けつけた。
アニメの黄金のマスク編では、名前がキュービックマンとなっていた。
『キン肉マンII世』では、チエの輪マンとのタッグで招集され、リザーブマッチの候補席にいる。
作者のゆでたまごによると、ルービックキューブブームにあやかり登場させたとされる。
主要対戦成績
○チエの輪マン
×ウルフマン（ルービックキューブ張り手→合掌ひねり）
異名
解体パズル

### キングコブラ
- 種別 - 正義超人
- 出身 -  インド /  タイ[85]
- 身長体重 - 200cm 150kg[70] / 186cm 123kg
- 超人強度 - 30万パワー
- 年齢 - 28歳
- 主な必殺技 - ロウがため殺法、頭部の蛇による噛みつき
- 声 - 佐藤正治[9]

キングコブラの被り物を着けた超人で、全身がロウソクでできている。当初はキン肉マンと戦う前にもかかわらず、キューブマンとチエノワマンの戦いに一緒に野次を飛ばしたり、ずっこけたりしていた。
ロウを相手に浴びせて、身動きを取れなくして、頭部のコブラで止めを刺す戦法を得意とする。キン肉マンの苦し紛れの言葉にも「汚いほどいいダシがでてうまい」と答えていた。
第21回超人オリンピック1回戦で球場のラッキーゾーン特設リングに飛んできたホームランボールを受けて頭のコブラが外れ、ロウのはがれたキン肉マンにロープの摩擦で頭の導火線に火をつけられ敗退。アニメでは噛みつきでキン肉マンのエネルギーを吸い取るも、ミートの投げたニンニクでキン肉マンが復活。48の殺人技の風林火山で倒された後、火をつけられた。火を消そうとベンキマンに助けを求めるが、火がついた状態でそのまま便器に流された。後のキン肉マンとベンキマンの試合では、ベンキマンがキン肉マンのパンツ詰めにやられ、直前に流した超人たちを便器から吐き出すがキングコブラのみ吐き出されていない。キン肉星王位争奪編の決勝では、世界各地の正義超人と共に大阪城に駆け付けている。完璧超人始祖編では、キン肉マンとネメシスの阪神甲子園球場での試合にキン肉マンの応援に駆けつけた。ダメ超人扱いされていたキン肉マンが人々の大歓声を受け感慨にふける場面は、漫画『あしたのジョー』のオマージュとなっている。
異名
ロウソクの使い手

### タイルマン
- 種別 - 正義超人
- 出身 -  フランス
- 身長体重 - 325cm 3500kg / 225cm 5000kg[87]
- 超人強度 - 20万パワー
- 年齢 - 16歳
- 主な必殺技 - タイルアタック、タイルクラッシュ[5]
- 声 - 佐藤正治[9] / 稲岡晃大（完璧超人始祖編[18]）

タイルをモチーフにした巨漢超人。第21回超人オリンピックにフランス代表として出場。予選3回戦の新幹線アタックで最高記録を樹立し、最終予選のローラースケートレースでもトップ通過目前だったが、ゴール直前でザ・フィッシャーズに阻まれて失格した。
完璧超人始祖編では突如襲来したストロング・ザ・武道に挑むも、零の悲劇により超人パワーを抜かれ人間にされてしまう。
2017年3月、タイルの生産量日本一の岐阜県多治見市のPRとして、多治見駅前にタイルで忠実に再現された等身大タイルマン像が建てられた。2013年に結成された有志団体「タイルマンを造る会」によりタイルマン像の制作が行われ、当初はアニメ版タイルマンのイメージと地元の伝統工芸・織部焼を融合させた緑色が想定されていたが、緑はアニメ独自のものでゆでたまごの中ではイメージがなく、改めてグレーに近い乳白色であると設定された（その後、多治見駅南地区再開発のため2019年9月に多治見駅南口前から、駅北口を右に線路沿い徒歩約3分の多治見駅北立体駐車場近くに移設されている）。
異名
鉄壁の装飾品

### ザ・フィッシャーズ
- 種別 - 正義超人
- 出身 -  ブラジル
- 身長体重 - 100cm 50kg（両者とも）
- 超人強度 - 2万パワー（両者とも）
- 年齢 - 18歳（1号）、16歳（2号）
- 主な必殺技 - フィッシャーマンズ・スープレックス、フィッシャー･フライングアウェイ[11]

大きな唇をした小柄な超人の2人組。超人オリンピック最終予選のローラーゲームで多くの超人たちを妨害して回った。最後はコンビを組んだキン肉マンとウルフマンに返り討ちにされ予選敗退となる。第21回超人オリンピック後のインタビューでは「タッグ選手権と間違えて出場してしまった」とコメントしていた。
『キン肉マンII世 究極の超人タッグ編』ではリザーブマッチの候補者席にいたが、凄惨な試合に身の程を弁え辞退した。「キン肉マンVSテリーマン」にも、1コマだけ登場している。
笑い声は「ゲヒヒ」。『キン肉マンII世』では「ガヒュガヒュ〜」。

### オイルマン
- 種別 - 正義超人
- 出身 -  サウジアラビア
- 身長体重 - 180cm 520kg
- 超人強度 - 33万パワー
- 年齢 - 23歳
- 主な必殺技 - オイルリバー・スリップ

石油入りのドラム缶をモチーフにした超人。第21回超人オリンピックにサウジアラビア代表として出場。最終予選のローラースケートレースで競合超人に突き倒された際、体内の石油が路上にこぼれ出て、相手を含め周辺の超人たちも巻き添えで転倒。このアクシデントは一時共闘していたキン肉マン・ウルフマンの両者に本選トーナメント進出への最後のチャンスを与えた。
黄金のマスク編冒頭ではオイルの取りすぎで体重が50キロもオーバーしたため、グラウンドを走らされていた。

### スマイルマン
- 種別 - 残虐超人
- 出身 -  ケニア（アフリカ）
- 身長体重 - 174cm 71kg[1]
- 超人強度 - 46万パワー
- 主な必殺技 - 笑い面うつしの呪い

アフリカに古くから伝わる呪術を得意とする超人。原作では番外編で残虐超人タイラントの部下として登場。アニメでは第21回超人オリンピック出場選手で、テリーマンの紹介で登場。テリーマンいわく「底知れぬ力を秘めている」らしいが、ほとんど競技シーンが描かれることなく失格になった。
作者いわく優勝候補にする予定だった超人であり、ウォーズマンのウォーズマンスマイルはその名残だったかもしれないと語っている。

### キン肉タツノリ（キンにく タツノリ）
- 種別 - 正義超人
- 出身 - キン肉星[1]
- 身長体重 - 195cm 103kg[1]
- 超人強度 - 81万パワー[1]
- 主な必殺技 - 肉のカーテン、タツノリ版マッスル・スパーク[11]
- 声 - 神谷明[92]、田中秀幸（完璧超人始祖編）

キン肉星第56代大王。キン肉真弓の父であり、キン肉アタルとキン肉スグルの祖父。額にKINマークがある。キン肉族の間で「偉大な戦士」と評されている超人の1人。キン肉星を立て直した一族の中興の祖でもある。
政権を託されて20年目の祝賀会の最中に攻め込んできた敵勢力に囚われ捕虜となった際、タツノリに助けは出ず、敵にマスクを脱がされそうになるが、キン肉族に代々伝わる「肉のカーテン」を編みだし3日間崩さずにマスクを守り、敵の猛攻をしのぎきり一人脱出して帰ってきた。アニメ版では容姿が異なり、キン肉星に攻めて来た宇宙野武士からマスクを守るために「キン肉ガード」を使ったという設定。また、その時に痩せこけたことでマスクがずり落ちて真弓に素顔を見られたが、金太郎飴を与えて目をつぶってもらった。キン肉真弓による回想や『キン肉マンII世』で登場したときは貧弱な肉体であったが、完璧超人始祖編での回想シーンなどでは筋骨隆々の姿で登場していた。
完璧超人始祖編では、完璧・無量大数軍のネメシス（キン肉サダハル）が実の弟であることが明かされ、自分以上の才能を持つネメシスが歴史から存在を抹消され、人々の記憶から忘れられた頃に第56代大王に即位したことが語られている。弟との仲は良好で、ネメシスからも非常に気のいい高潔な男であり、王としてもこれ以上ない人物であっただろうと評されている。ネメシスとの今生の別れの際、ネメシスの弱点がキン肉族の力の源泉である慈悲の心が欠けていることだと指摘した。
王として清廉潔白で民衆からの支持も厚かったが、タツノリの改革により利権を失った王宮内の旧勢力からは疎まれており、常に命を狙われ続けていた。捕虜となった経緯も、旧勢力によるクーデターとなっている。
キン肉星王位争奪編および『キン肉マンII世』では設定が改められ、キン肉王家始祖で「肉のカーテン」の考案者とされている。完璧超人始祖編では、開祖シルバーマンの特技だった「パーフェクトディフェンダー」のおぼろげな伝承をもとに「肉のカーテン」を完成させたことが明かされた。

### 巨大熊ゴロータ
アニメのみ登場。ウォーズマンとの決戦前に山篭りをしたキン肉マンの前に現れた、雪山で登山者を襲う巨大熊。テリーマンやブロッケンJr.を返り討ちにし、パロ・スペシャルでキン肉マンを苦しめるが初披露のキン肉バスターによって倒された。ケガは腕だけで、その後は決戦戦をハンターの与作と観戦している。

## 7人の悪魔超人編 初登場
- バッファローマン
- ステカセキング
- ブラックホール
- スプリングマン
- アトランティス
- ミスター・カーメン
- ザ・魔雲天
- モンゴルマン

### プリプリマン
- 種別 - 悪魔超人
- 出身 -  カメルーン

顔が尻のようになっている超人。7人の悪魔超人編の冒頭に1コマだけ登場。後の『キン肉マンII世〜オール超人大進撃〜』やアニメ版『キン肉マンII世』のオリジナルエピソードにおいて正式に登場した。詳細はキン肉マンII世〜オール超人大進撃〜#d.M.p編およびキン肉マンII世の登場人物#アニメ版・劇場版オリジナルの登場人物を参照。
当初は名前が不明で「ケツ超人」と呼ばれていたが、作者が『キン肉マンII世総集編』において初めて名前を明かしている。お笑いコンビ・バッファロー吾郎の木村明浩が作者に「最強の超人は一体誰なんですか?」と質問した際、このプリプリマンの名が挙げられたという。
原作担当の嶋田によると、「来週違うキャラを考えればいいやと」と軽い気持ちで考えた超人で、翌週ステカセキングに差し替えられたが、これをきっかけに下ネタモチーフの超人募集投稿がさらに増えて困惑したという。
『キン肉マンII世』の「特別編 キン肉マンVSテリーマン」では、キン肉星に帰還するキン肉マンを見送っている。

### クモのコチラス
- 種別 - 悪魔超人[96] / 残虐超人
- 出身 -  モンゴル・ゴビ砂漠
- 身長体重 - 240cm 220kg
- 超人強度 - 85万パワー
- 年齢 - 21歳
- 主な必殺技 - クモンゴルボディープレス

クモの子チラスとも。7人の悪魔超人編に1コマだけ登場した超人の一人。のちに番外編で残虐超人タイラントの部下として登場。顔面が蜘蛛になっている。
逃げるときは無数の小さなクモになって分散する。
異名
ゴビ砂漠の守護神
砂漠からきたパワーファイター

## 黄金のマスク編 初登場
- ジェロニモ
- 悪魔六騎士
  - スニゲーター
  - プラネットマン
  - ジャンクマン
  - ザ・ニンジャ
  - アシュラマン
  - サンシャイン
- 悪魔将軍（ゴールドマン）

### シルバーマン
- 種別 - 完璧超人 / 正義超人[98]
- 出身 - 天上界
- 身長体重 - 220cm 162kg
- 超人強度 - 1500万パワー
- 主な必殺技 - パーフェクトディフェンダー、完璧・弐式奥義 アロガント・スパーク
- 声 - 松島みのり（銀のマスク・中盤まで）[9] → 二又一成 / 吉田小南美（銀のマスク、キン肉マン マッスルグランプリMAX）[注 8]

キン肉大神殿で祀られている銀のマスクの正体。太古の昔、超人界において兄のゴールドマン（黄金のマスク）と共に神として崇められ、兄と互角の実力を持つが、争いを好まず防御一辺倒のスタイルのため平和の神と称された。伝説ではゴールドマンと意見の食い違いから兄弟喧嘩をはじめ、「裁きの神」ジャスティス（"完璧・陸式"・ジャスティスマン）の提案の下、彼を立会人とする決闘で相打ちになり命を落とし、そのマスクがキン肉族に渡ることとなったとされる。黄金のマスク編では、悪魔六騎士にパワーを奪われた正義超人たちのために生命維持装置を与え、六騎士と戦うキン肉マンやテリーマンたちに助言を施した。終盤ではキン肉マンたち正義超人に敗れ改心した黄金のマスクと融合し、完璧なマスクとなる。
完璧超人始祖編では、かつて神々による全超人の粛清「カピラリア大災害」からザ・マンにより救われた「完璧超人始祖」の一人「完璧・弐式（パーフェクト・セカンド）」であったこと、キン肉マンらキン肉族の祖先であったことが判明。「地のダンベル」を所有する。前述の通り「平和の神」として崇められているが、「カピラリア大災害」を生き残った、完璧超人以外の超人が力を身につけ弱者を虐げ始めたことに対する「見せしめ」として「許されざる世界樹（アンフォーギブン・ユグドラシル）」内で行われた完璧超人始祖たちによる粛清においては、多くの超人を虐殺し、兄であるゴールドマン（悪魔将軍）と並んで「虐殺王」と呼ばれていた。ザ・マン（超人閻魔）からは兄のゴールドマンと共に最も信頼されていて左腕とまで言われていたが、後に超人閻魔と決裂してゴールドマンが地上に降り立った後、ゴールドマンを説得するためにサイコマンと超人閻魔により地上に送り出される。ゴールドマンの観察と説得を続けるうちに地上の超人たちの可能性に気付き、急進的なゴールドマンに同調する超人（後の「悪魔超人」）の勢力とは違う穏やかな道を目指し、銀閣寺が立つ場所に自分の道場「シルバーキャッスル」を建築して後に「正義超人」となる超人たちを育て、その源流を作った。
キン肉大神殿にて完璧のマスクが分離して銀のマスクに戻ったことによって何かを知らせるかのように、超人墓場の入口がある北極海付近、「完璧の塔（トゥール・パルフェ）」の跡地があるイタリアのピサの斜塔、地下にサイコマンの研究所とアポロン・ウィンドウがあるスペインのサグラダ・ファミリアの3か所に向けて光を照射した。アシュラマンとジャスティスマンの闘いが終わると、光の照射が止まり戦闘モードへと変化した。その後、「許されざる世界樹」内のサイフォンリング4階で、サイコマンがブロッケンJr.に完璧・拾式奥義で止めを刺そうとしたところに実体を伴い突然現れた。ブロッケンJr.の生死を自分に委ねさせてほしいと頼み彼を救った。
動揺するキン肉マンたちへ完璧超人を離脱し正義超人を目指した真意を語り、ザ・マンとサイコマンへ改めて完璧超人との決別の意志を告げるが、それに納得しないサイコマンとサイフォンリング4階にて交戦する。なお、攻撃時の掛け声は「ツアッ！」。
サイコマンのマグネット・パワーに苦しめられながらも、その力に執着するサイコマンを説き伏せるための戦いを繰り広げ、サイコマンの放ったロンゲストサンダーアローを利用した消磁によってマグネット・パワーを攻略し、さらにマグネット・パワーに頼りすぎたことで掛け方が甘くなっていた輪廻転生落しを破ると完璧・弐式奥義 アロガント・スパークによって自らの残虐な本性を晒すと同時に勝利した。
正義超人を目指して完璧超人を離脱したものの、自身の理想とする正義超人像に自らはたどり着くことができず、確実に相手を殺めてしまう奥義も失敗作と考えていた。それから人を生かす新たな奥義を開発していたが、ジャスティスマン立会いのもと行われる兄・ゴールドマンとの決闘の日が迫っていたため、決闘前夜に「マッスル・スパーク」の断片を壁画として遺し、後世に真の奥義の完成を託していた。
スーパー・フェニックス戦で自分が理想としていた以上のマッスル・スパークを放ったキン肉マンをはじめとした超人たちの成熟と巣立ちの時を認め、テリーマンへ役目を終えた自分たちを死なせてくれるように頼み、テリーマンから光のダンベルを受け取った。そして始祖の10個のダンベルの力で消滅するはずだったが、サイコマンがそのシステムを作り変えていたことで生き残る。
サイコマンの消滅を見届けた後、完璧のマスクの力で生み出していた1試合だけ闘うことのできる体の消滅が始まり、再び銀のマスクとして超人たちの未来を見守っていくことを伝え、銀のマスクだけを残して消滅し、キン肉大神殿に戻った。
戦闘モードではフェイスガードと盾（シールド）、キン肉族の戦闘スタイルを思わせる アーマーを着用。胸の印はシルバーマンの頭文字Sを横向きにしたもので、キン肉族の証であるKINマークを意識している。そのキャラクターデザインは登場する1年以上前から準備が進められ、ボツ案を含め全13パターンが試作された。また、「悪魔将軍と同格」という設定を意識したデザインとなっている。
読切版「奇跡の救世主伝説の巻」では、100万年前にクッピン星で暴れていた残虐超人タイラントを倒し救世主としてあがめられている超人「ミュースマン」の像がシルバーマンの姿であり、復活したタイラントはキン肉マンを見て「ミュースマンの子孫」だと判断している。学研の図鑑『キン肉マン「超人」』では、シルバーマンとミュースマンが同一人物であることが解説されている。
「キン肉マン超人総選挙2017」では6位にランクインしている。
異名
平和の神
防御の天才
偉大なる正義超人開祖
完璧・弐式（パーフェクト・セカンド）
虐殺王
正義超人の創始者
慈悲深き正義の先駆者
正義になれなかった完璧
伝説の正義超人開祖
究極の平和主義者
燦爛たる正義の開祖
プロフィール
家族 - 兄 ゴールドマン

### ジャスティス
- 種別 - 完璧超人
- 声 - 小野健一（PS2ゲーム『キン肉マン マッスルグランプリMAX』）

伝説に語られる裁きの神。ラーメンマン、モンゴルマンと同様の弁髪姿。兄弟喧嘩を続けるゴールドマンとシルバーマンに剣を渡し、決着をつけさせた。この勝負により両者とも命を落とすことになった。
完璧超人始祖としてのジャスティスはジャスティスマンの項を参照。

### キン骨オババ（キンこつオババ）
- 出身 - ドクロ星[3]
- 超人強度 - 2万パワー[3]
- 声 - 山本圭子[103][104]

アニメオリジナルキャラクター。キン骨マンの伯母（母の姉）で、甥やイワオと共に極悪超人と同じ裏超人界の出身。黒いローブを被っており、額に「オババ」の文字がある。いい男に目が無く、好みのタイプは五分刈刑事。水晶玉で遠くの試合を観戦したり、魔法で人間をワープさせたりする能力を持ち、劇場版『キン肉マン 晴れ姿!正義超人』では正義超人たちを江戸時代にタイムスリップさせた。
「いつもイワオをいじめているキン骨マンをいじめる奴が出たら面白い」という理由で脚本家の寺田憲史が創作した。

## 夢の超人タッグ編 初登場
- キン肉マングレート
- ネプチューンマン
- ネプチューン・キング（ビッグ・ザ・武道）
- スクリュー・キッド
- ケンダマン

### アシュラマンの父
- 種別 - 悪魔超人
- 出身 - 魔界[3]
- 超人強度 - 820万パワー[3]
- 主な必殺技 - 修羅稲綱落とし[11]

魔界を治める大王。夫婦共々、息子アシュラマンに幼い時から徹底した悪魔教育を施した。

### アシュラマンの母
- 種別 - 悪魔超人
- 超人強度 - 30万パワー[3]
- 出身 - 魔界[3]

アシュラマンの母であり、夫と共に魔界を治める。
宇宙超人タッグトーナメント決勝戦において、アシュラマンがマッスル・ブラザーズの味方をして、憤る夫を「今のアシュラマンは、正義超人よりも完璧超人のほうが憎いのよ」と告げてなだめた。

### サムソン・ティーチャー
- 種別 - 超人
- 出身 - 魔界[3][49]
- 超人強度 - 4100万パワー[3]
- 声 - 中村秀利（王位編）

アシュラマンの家庭教師。命を大切にすることをモットーとしている。「竜巻地獄」「阿修羅バスター」「阿修羅稲綱落とし」などはサムソンがアシュラマンに授けた技である（ただし技としては未完成）。幼い頃のアシュラマンに愛の大切さを教えるが、理解されなかった。しかし、不慮の事故で激流に落ちたアシュラマンを救い、代わりに自分が流されたことで我が身を挺して命の大切さを教えた。その後、行方不明となった。
キン肉星王位争奪編では、サタンクロスとして登場。詳細はサタンクロスの項を参照。
異名
格闘技の家庭教師

### ドクター・ボンベ
- 種別 - 正義超人
- 出身 -  スイス
- 身長体重 - 189cm 90kg
- 超人強度 - 78万パワー
- 主な必殺技 - 麻酔を一切使用しない医術、超人医療術[107]、手術（オペ）[107]
- 年齢 - 不明
- 声 - 佐藤正治

超人医師。幾多の超人たちを治療した名医で、カメハメとは長年の親友。どんな難病でも治す伝説の超人専門医として知られる。ボンベの手術は麻酔を一切使わず、しかも患者に痛みを与えないのが特徴。清廉にして厳格な性格で、自分の認めた超人しか治療しない。ラーメンマンのために霊命木でモンゴルマンマスクを作るなど、手術以外にも辣腕を見せる。
旅立つカメハメを見送った後、カメハメが死ぬ夢を見て日本へ向かう。重傷のジェロニモを救い、さらにヘル・ミッショネルズの「クロス・ボンバー」で切断されたキン肉マンの左腕を治すため、ジェロニモを助手として手術を行い、バッファローマンのロングホーンを加工した骨で左腕を接合した。手術終了後、胃の悪性腫瘍が悪化し、人知れず、息を引き取る。亡骸は最初に発見したテリーの手でカメハメ同様に埋葬されたが、ビッグ・ザ・武道に掘り起こされたことで、決勝戦の最中にボンベの死も公になった。アニメ版では、キン肉マングレートに扮しているテリーマンがジェロニモに助手を代わってもらい、ボンベはグレートの正体がテリーマンであることを見抜いており、2人でカメハメの遺志を継ぐ発言をした。
超人墓場では、ウォーズマンに人工心臓を埋め込んで蘇生させるが、ウォーズマンの人工頭脳を復活させるのを忘れるミスを犯してしまった。そのため、友情パワーで完全復活したウォーズマンの感謝の言葉に対し、自分ではなく、友情パワーがウォーズマンを復活させたと返答した。
元超人レスラーという説がある。学研の図鑑『キン肉マン「超人」』では、若い頃にスペインを中心に「ハング・キラー」のリングネームで格闘超人として活動していたと解説されている。原作担当の嶋田によると、若き日は超人として戦っていたが、大怪我で引退したことで超人の怪我を治す医者を志すようになったという。一方で、「格闘家ではなく、あくまで超人医師」とも語っている。『ディープオブマッスル!!』では、『キン肉マンII世』に登場するケビンマスクやスカーフェイスが使用していたアルティメットアイを使う場面があった。
ゆでたまごによると、「超人専門医の医者というキャラがいても面白いかな」という思いつきで出したが、予想以上の人気で驚いたという。また、若い頃に「超人の病院をもっと作ろう」という啓蒙運動を広げ世界各地に超人KO病院が建てられたことで、世界中の超人から伝説の偉人として尊敬されているという。
主な肩書き
プリンス・カメハメの主治医
超人専門医
異名
超人医師
超人会No.1の名医

### アモイマン
- 種別 - 完璧超人
- 出身 -  チリ（イースター島）[1]
- 身長体重 - 250cm 700Kg
- 超人強度 - 340万パワー
- 年齢 - 24歳
- 主な必殺技 - ジャンピング・ヒップ・ドロップ

モアイの頭部を持つ超人。口癖は「ゴアッ」。ほぼ全身が凝灰岩で風化しやすいため、極端な温度と湿度の変化を嫌う。ヘル・ミッショネルズに狩られたロビンのマスクを被る予定だった。
オメガ・ケンタウリの六鎗客編では回想で登場。超人墓場のリングでジ・オメガマンと対戦するが、Ωカタストロフ・ドロップをくらって全身がバラバラになり敗北する。
『キン肉マンII世 究極の超人タッグ編』ではザ・ターボマンと同様、自害したネプチューンマンの潔さと勇気に感動した同胞に加わっている。自分たち全ての超人パワーを使って完璧超人に伝わる“超人再生術”を施し、ネプチューンマンを蘇らせる。『究極の超人タッグ編』に登場するモアイドンとは同郷で、親類という説がある。

### セメントス
- 種別 - 正統派超人
- 出身 - 宇宙[3]
- 超人強度 - 280万パワー[3][4]
- 主な必殺技 - 不明

アニメオリジナルキャラクター。北海道に突如出現したピラミッドリングとともに現れた謎の長老。古代正義超人のエリート「正統派超人」であり、かつてネプチューンマンを自分の後継者として育てたことがある。

## キン肉星王位争奪編 初登場
- キン肉アタル
- ザ・サムライ

### 知性チーム
知性の神が乗り移ったキン肉マンスーパー・フェニックスが集めたチーム。初戦の強力チームをマンモスマンとフェニックスの2人だけで破り、続く残虐チームとの対戦でも引き分けこそあったが無敗のまま勝利するなど、圧倒的な強さを誇った。決勝戦でのキン肉マンチームとの対戦は超人史上に残る激戦となり、最後はフェニックスがキン肉マンとの直接対決で倒された。
- キン肉マンスーパー・フェニックス（フェニックスマン）
- マンモスマン

#### サタンクロス
- 種別 - 超人
- 出身 - 魔界
- 身長体重 - 235cm 250kg / 220cm 140kg[112]
- 超人強度 - 4100万パワー[注 9]
- 年齢 - 37歳
- 主な必殺技 - 忍法エスケープ・ウォーター、忍法うつせみの術、忍法超人浮き袋、昇技・トライアングルドリーマー、忍法サンド・クッション、ブレイクダンス・シュート、忍法伸縮自在腕、忍法魔界沼、忍法人馬紙切り、ロデオシュタイナー、ケンタウルスブリーカー、ロデオダンスストンピング、魔界稲綱落とし、波羅密多ラリアット、竜巻地獄、クアドラプルバスター
- 声 - 中村秀利 / 掛川裕彦（寄生超人）

西洋の忍者超人。その正体はアシュラマンの家庭教師サムソン・ティーチャー。かつてアシュラマンを救い激流に流され、一命は取り留めたものの両脚を砕かれてしまい、知性の神に助けを請い、寄生虫サタンクロスを身に宿すことになる。これをきっかけに残虐の精神を身につけ、肉体再生後はサタンクロスを名乗った。
寄生虫サタンクロスはサムソンと分離・合体が可能。普段はサムソンの背から腹部に頭を突っ込みケンタウロスのような姿となるが、サムソンのどんな傷口からでも侵入できるため、キン肉マン戦では腹部への合体を封じられながらもサムソンの左首の傷に侵入して、頭を2つ並べた姿となった。
賞金稼ぎとして生活していたが、知性の神への借りを返すべく、フェニックスの知性チームに参加。当初はオーバーボディに身を包み、王位争奪サバイバル・マッチ準決勝の先鋒として登場。残虐チームのザ・ニンジャとの西洋東洋忍者対決を制した。そして残虐チーム次鋒は愛弟子だったアシュラマンで、試合の序盤でアシュラマンとの戦いの最中、オーバーボディが破れ、サムソンの姿を現す。この師弟対決は両者ノックアウトの引き分けに終わった。なお、アニメ版ではオーバーボディを解いたのは、キン肉マンチームとの決勝戦となっている。
キン肉マンチームとの決勝戦でも先鋒としてリングに上がり、先鋒として出てきたキン肉マンと魔方陣リング装着デス・マッチで対戦。戦いの中で真の格闘者精神を取り戻し、溺れたミートの姿をかつてのアシュラマンと重ね、非情の鬼になれずミートを助ける。最後はキン肉マンの完璧マッスル・スパークに捉えられながらも寄生虫サタンクロスの頭だけを破壊され、サタンクロスの支配から解放されたサムソンは、キン肉マンの気高さに涙した。
寄生虫サタンクロスは、完璧マッスル・スパークの威力に驚愕し敗北を認めた後、キン肉マンのディフェンドスーツが真っ赤に染まるほどの吐血をするが、それを見たサムソンは「私の息の根を止めるんだ」とキン肉マンに懇願。その理由は、不完全な血の鎧では血縛りの門を突破できないためであった。
オメガ・ケンタウリの六鎗客編の後の新シリーズで、寄生虫サタンクロスは復活し、サムソンも再びサタンクロスとして合体して、ソ連（現リトアニア）シャウレイの十字架の丘に到着した三体の超神とキン肉マンソルジャー（キン肉アタル）とブロッケンJr.たちの前に出現する。そして、安寧の神こと超神ザ・ナチュラルと対戦する。寄生虫サタンクロスを消し去られて改めて超人レスラーのサムソンとして戦うが、その最中にアシュラマンがその場に到着し、魔界から無断で出たのはかつて知性チームの一員として悪行を働いたことへの禊として超神との戦いに赴いた決意を語り、ザ・ナチュラルとの戦いを続けるが必殺技「クアドラプルバスター」をザ・ナチュラルに破られた上に、ザ・ナチュラルの必殺技「ナチュラルボーンクラッシュ」をくらい敗北する。そして、預かっていたカピラリアの欠片をザ・ナチュラルに奪われた上に、十字架に磔にされる。すぐにアシュラマンが救助しようとするが、既に致命傷を負っていたサムソンはアシュラマンに、自身の試合を最後の特別講座の授業として超神たちとの戦いの参考にし、超人界の未来を託すと告げて、息を引き取った。
ゆでたまごによると、サタンクロス自体はシングル戦でツープラトンが見せられるのは面白いと出して考えて出した超人であり、アシュラマンとの因縁はテーマを与えるため。またアシュラマンとはまた違う形で、手足が多く、複雑なパーツが多いためあまり描きたくないとも語る。
第4回人気投票では第13位にランク入りしている。
主な肩書き
知性チーム・先鋒（準決勝、決勝）
アシュラマンの師匠
異名
鬼のサタンクロス
執念深き魔の手品師
真の格闘家精神
西洋の忍者

#### プリズマン
- 種別 - 超人
- 出身 -  南極
- 身長体重 - 304cm 200kg
- 超人強度 - 5200万パワー
- 年齢 - 不明
- 主な必殺技 - レインボー・シャワー、クリスタル・コンパス、キャンバス・ソーサー、キャンバス手裏剣、血風観覧車、背面大圧壁、地獄の三重殺・超人デコレーション・ツリー（フェニックス、マンモスマンとのタッグ技）、ベルリンの赤い雨、プリズムシュピーゲルクラッシュ、トライアングル・クリスタルシューター
- 声 - 山口健 / 田中亮一（王位編35話 - ）

全身がガラス張りでプリズムになっている光学部品超人。自らのプリズムボディに太陽光線を取り込んで発射する「レインボー・シャワー」が得意技。この光線には、超人にとって有害な「カピラリア七光線」が含まれている。体が二重構造になっており、普段は重厚なボディであるが、その下により硬質でシャープなボディに鋭利な手足を持つ本体がある。ただし、本体の状態ではレインボー・シャワーは撃てない。短気かつ血の気の多い性格で、普段はフェニックスに忠誠を誓っているが、「これから奴をどうするね、フェニックス、あんたなら」と対等の口調で話すときもある（廉価コミックでは訂正）。笑い声は「キョーキョキョキョ」。
初期はミステリアス・パートナー1号として姿を隠し登場。王位争奪サバイバル・マッチ準決勝、キン肉マンソルジャー（キン肉アタル）率いる残虐チームとの対戦中にプリズムの姿を現し、3対3の6人タッグマッチ戦のメンバーとしてリングに上がる。タッグマッチでは事実上ブロッケンJr.との1対1の構図になる。試合中にレインボー・シャワーでソルジャーを狙うが、超人から人間に戻ったブロッケンJr.によって阻止され、最後はブロッケンJr.の決死の技ブレーメン・サンセットを受けて引き分けた。
決勝のキン肉マンチーム戦ではラーメンマンと対戦。対戦舞台となったジャングルジムにレインボー・シャワーを反射させる仕掛けを仕組んでおくなど、有利な条件下にあったにもかかわらず、ラーメンマンの閃きによって大ダメージを受け、最終的には九龍城落地で全身を粉々にされる。同時にラーメンマンも力尽きたため、試合結果は引分だったが、事実上の敗戦を喫した。
オメガ・ケンタウリの六鎗客編の後の新シリーズで復活し、エジプトギザのスフィンクスの石像前に到着した三体の超神とテリーマンとジェロニモたちの前に出現する。初戦の相手として憤怒の神＝バイコーンと対決する。以前と変わらず正義超人を揶揄するが、正義超人戦ではなかった熱血漢的な面も見せている。
超神にはオゾン層のようにカピラリア七光線の毒素を遮断する膜（オーラ）があり、レインボー・シャワーが通用しなかった上、バイコーンの憤怒の二角獣落としで大ダメージを負う。しかし、贅肉を削いだ本来の姿を現し、クリスタルコンパスで切り取ったキャンバス手裏剣で攻撃する。ブラッドスクイーズホルンで締め上げられるが、プリズマンに「超人もどき」と呼ばれたジェロニモに気を取られたバイコーンが隙を見せたところで脱出。同じく「超人もどき」と見ていたブロッケンJr.の必殺技・ベルリンの赤い雨でバイコーンの背中に傷を負わせた。その傷を負ったバイコーンの背中に3回目のレインボー・シャワーを浴びせその部分だけ膜が薄くなっていたバイコーンを苦しめる。さらに猛攻を重ねるが、バイコーンの超硬質な角に阻まれて逆に重傷を負う。だが、それは捨て身のフェイクで、密着状態から膜の薄い背中にレインボー・シャワーを直接叩きこむことでバイコーンを完全に消滅させ、勝利を収め超神も無敵でないということを証明した。
決着後、ジェロニモにのみ近づくように告げ、レインボー・シャワーを浴びせる。元は人間だったジェロニモにダメージが無いことを確認すると「たぶんお前には効かない気がした」と告げ、自らの心臓であるカピラリアの欠片を取り出し、「不本意極まりないがこれも運命の綾」と言いつつ、自身の心臓をジェロニモの体へ押し込み彼の心臓と融合させ、自分の力を託す。ジェロニモにカピラリア七光線が効かないということは裏を返せばその力を使いこなすことができるはずと告げ、「お前が対超神戦の切り札だ」と言い遺し、息を引き取った。
ゆでたまごによると、初期の超人クリスタルマンを充分活かしきれなかったという後悔があって、その反省から強豪に進化させた超人であるという。作画では気を抜くとギャグ系の超人に見えるため、貫禄の維持が大変であると語る。
主な肩書き
知性チーム・中堅（準決勝）→次鋒（決勝）
異名
七色の痩身男

#### ジ・オメガマン
- 種別 - 完璧超人
- 出身 - オメガ・ケンタウルス星団
- 身長体重 - 231cm 208kg
- 超人強度 - 8600万パワー
- 年齢 - 不明
- 主な必殺技 - Ωカタストロフ・ドロップ、背中の巨大指を利用した一連の技[116]、オメガ血煙り牙、Ω・メタモルフォーゼ（変身）
- 声 - 山口健

ホッケーマスク状の仮面を被り、背中から巨大な右手の掌が生えた姿の超人。当初は尻尾が生えていたが、後に削除されている。目の前のあらゆる物体や別の超人に変身する特殊能力を持つ。笑い声は「フォーフォフォ」。宇宙の犯罪超人を処刑することを生業とし、超人墓場から脱獄を図ったネプチューン・キングやサンシャインらをハントした。なお、ハントした超人の首を巨大指の先にコレクションしている。この首は戦闘時に操ることが可能。Ω・カタストロフドロップ以外にも巨大指を使った技があることが扉絵で紹介されている。また、超人ハントの際は銃を使う。
フェニックスの命令を受けて、フェニックスを王位に就かせるためと、超人閻魔から受けたネプチューンマンやキン肉マンチーム抹殺の依頼のために知性チームに加わる。決勝戦の中堅戦においてジェロニモを破り、最終戦では数々の物体に変身して、ネプチューンマンとキン肉マンを苦しめた。マンモスマンが消滅した後、キン肉マンスーパー・フェニックスとのタッグでキン肉マンたちを追い詰める。しかし、キン肉マンが最も苦手とするプリンス・カメハメの肉体に変身した結果、体に宿ったカメハメの意思で戦いの中でキン肉マンにカメハメ100殺法をマスターさせてしまう。変身を解除した後、キン肉マンの隙を突いてΩ・カタストロフドロップに捉えることに成功するが、助けに入ったネプチューンマンに妨害され、キン肉マンではなくネプチューンマンに技をかけてしまう。そして、キン肉マンとの勝負では師の技を学んだキン肉マンには敵わず、「完璧版マッスル・スパーク」を受けて敗北・戦死した。倒されたオメガマンの遺体は大会委員会側によっていったん片付けられた描写があるが、再びリング上に戻っていた（アニメでは遺体が置き去りにされたままだったのでキン肉マンが委員長に注意している）。予言書のページが燃えたことで遺体の消滅が始まり、その間際に腕を組み祈るような状態になって、キン肉マンに何かを託すように両手を握った状態で消えていった。この有様にはキン肉マンにも「死んでしまえば怨みもない」と死体の消滅は行き過ぎたものだと同情されていた。
ネプチューンマンは、「超人閻魔・フェニックスといった強大なバックアップがないと何もできない軟弱な奴」と評している（そのような者を最も嫌うという意見では、完璧超人と正義超人は一致している）が忠誠心はあり、フェニックスを我が身に代えて守ろうとした。
アニメ版での超人閻魔は邪悪の神々を操る黒幕ゆえ、オメガマンはフェニックスと対等な関係となっている。また、ハンター稼業にレスラーの誇りよりも重きを置いており、ビビンバを介抱しているキン肉マンに攻撃を行おうとするが、フェニックスに止められた。
ゆでたまごは、物語終盤のどんどん強い超人を登場させねばならない状況で出し、闘っている間もイメージが固まらなかったと語る。
オメガ・ケンタウリの六鎗客編にて本名が「オメガマン・ディクシア」であることと、双子の兄であるオメガマン・アリステラの存在が明らかにされた。また、オメガの民の仇敵ザ・マン（超人閻魔）や星を救うための力であるマグネット・パワーの情報を探るために超人墓場に潜り込み、一般の完璧超人になりすましながらザ・マンに近い立場まで上り詰め、ザ・マン直属の完璧・無量大数軍登用試験としてネプチューンマンの首を狩るよう命じられ、キン肉星王位争奪戦で彼と対戦する可能性が最も高い強豪チームとしてフェニックスのチームを選んでいたことも明かされた。
ディクシアはギリシャ語で「右」を意味する。
個人タイトル歴
不明
主な肩書き
知性チーム・中堅（決勝）
超人ハンター
宇宙犯罪超人ハンター
プロフィール
趣味：ハントした首のコレクション

### 飛翔チーム
飛翔の神が乗り移ったキン肉マンマリポーサが集めたチーム。勝利に貢献するために自らの命も顧みないなど、マリポーサに対するメンバーの忠誠心は高い。1回戦でキン肉マンチームと対戦。邪悪神の助力を得た中堅ミキサー大帝がキン肉マンを下し、残るミートも副将キング・ザ・100tが追い詰めるが、テリーマンとロビンマスクの参戦により逆転敗北を喫した。
- キン肉マンマリポーサ（盗人ジョージ）

#### ザ・ホークマン
- 種別 - 超人
- 出身 -  フランス
- 身長体重 - 206cm 110kg 翼長は450cm[1]
- 超人強度 - 520万パワー / 5100万パワー[1]
- 年齢 - 18歳
- 主な必殺技 - スパイラル・ブレット、ウィング・カッター、ネイル・クラッシュ、変化フクロウ目
- 声 - 速水奨[119]

王位争奪サバイバル・マッチにおけるキン肉マン最初の対戦相手。背中に翼、爪先に鉤爪を持つ。頭部にヘルバードと呼ばれる鷹を飼っている。ヘルバードは、他の鳥類やホークマンそっくりの姿に変身できる。自身の羽毛を保護色のようにして、姿を消すことも可能。笑い声は「ホーホホホ」。
兵隊超人としての生活に嫌気がさしており、キン肉マンを倒し邪悪の神に認めてもらおうとしていた。姿を消した状態でキン肉マンを攻め立てるが、ヘルバードの帰巣本能を逆手に取られて居場所を悟られ、キン肉ドライバーを受けて敗れた。
読者考案の同名超人とコンドル・マスクを合わせたデザインとなっている。
主な肩書き
飛翔チーム・先鋒
兵隊超人
異名
飛翔する鷹翼の刃

#### ミスター・VTR
- 種別 - 機械超人
- 出身 -  アメリカ・シリコンバレー
- 身長体重 - 190cm 790kg
- 超人強度 - 280万パワー / 5400万パワー[1]
- 年齢 - 21歳
- 主な必殺技 - アクション・ストップ、シーン・チェンジャー、カメラレンズズーム・イン、ズーム・アウト
- 声 - 小林俊夫

頭部がビデオカメラになっているほか、身体がビデオ編集機器で構成された機械超人。撮影した映像に対し巻き戻しやビデオ合成などの操作をすると、それがそのまま現実に反映されるという特殊能力を持つ。複数台のビデオカメラに分散して録画することができ、キン肉マンとホークマンの試合を研究している。
キン肉マンとの対戦で各機能を駆使して苦しめたが、自らの攻撃方法の弱点を見抜かれ、新キン肉バスターと超人絞殺刑の連続攻撃で敗北。それでも生きており、続くキン肉マン対ミキサー大帝の試合では、最後の力を振り絞って状況予測装置と編集機能により、ミキサー大帝が倒されるシーンを削除。チームメイトの勝利を助けて死んでいった。原作では、キン肉マンの動きを止めた後に無抵抗の相手をいたぶっても面白くないということで元に戻したが、アニメでは嬲り続けている（キン肉マンは何とか動く舌でスイッチを押して、難を逃れている）。
読者投稿時の名前はマックスター。
主な肩書き
飛翔チーム・次鋒
異名
変幻自在のシーン・チェンジャー

#### ミキサー大帝
- 種別 - 悪行超人[121]
- 出身 -  日本
- 身長体重 - 245cm 700kg
- 超人強度 - 700万パワー / 5900万パワー[1]
- 年齢 - 20歳
- 主な必殺技 - パワー分離機
- 声 - 川津泰彦

ミキサー型の超人。キン肉マンに、シングルマッチで黒星をつけた数少ない超人の一人。ボディのミキサーは「パワー分離機」になっており、中に放り込んだ超人の肉体からパワーを分離することが可能。笑い声は「ハーハーハー」。
キン肉マンとの対戦で、運命の5王子の力も加えてのパワー分離機により、火事場のクソ力を肉体から分離させた。これにより、キン肉マンを一時的に超人墓場へ送り込むが、ウォーズマンの助力でキン肉マンは復活。残った95万パワーでキン肉ドライバーを仕掛けられるが、ミスター・VTRが状況予測と編集機能で技を妨害し、エルボードロップでキン肉マンに逆転勝ちする。実はこの時、キン肉マンにより、ボディのネジを1本抜き取られていた。
続くミートとの試合では、相手を力のない小者と見くびっていたが、長年に渡りアイドル超人たちの戦いを間近で見ていたミートは、優れたテクニックで奮戦。それでも反撃に出て、ミートをパワー分離機に投げ込もうとしたが回避され、閉門クラッシュで胴を砕かれる。間髪入れずバックドロップを決められ、ネジが抜けていたこともあり、技の衝撃で全身がバラバラになって敗北した。なお、抜かれたネジは後に記念品としてキン肉城の寝室に飾られている。
キン肉マンとの試合前、パワー分離機を説明するため子犬を投げ入れ、骨と皮に分離させていた。アニメでは、コンクリートの柱をセメントと鉄柱に分離することに変更された。
主な肩書き
飛翔チーム・中堅
異名
悪に染まりし封印術

#### キング・ザ・100t
- 種別 - 超人
- 出身 -  アメリカ・デトロイト
- 身長体重 - 270cm 1t〜100t（増減自在）
- 超人強度 - 1000万パワー / 6500万パワー[1]
- 年齢 - 18歳
- 主な必殺技 - ジェット・ローラー・シーソー、Uターン・シーソー、変身殺法
- 声 - 岡和男

分銅のような姿の超人。100トンの特殊金属ボディを持ち、等身大キャラクターで判明している中では最も重い超重量級。ボディの分銅はいくつかのパーツに分けられており、状況に応じて自らの重量を調節して戦う。特殊金属ボディは高い硬度に加え、外部からのイメージ（絵が描かれたプラカードなど）により鉄球やバーベルに変形が可能な形状記憶合金製。笑い声は「ゴーホホホ」または「グオホホ」。勝利予告のようなパフォーマンス「血殺のVサイン」がある。
王位争奪サバイバル・マッチ一回戦では、その能力と重量でミートを圧倒しテリーマンも苦しめるが、一度に多数のカードを見せられたため金属ボディの分子配列がバラバラになってしまい、カーフ・ブランディングで身体を砕かれる。しかし最後の力を振り絞ってテリーマンに拳を飛ばし、引き分けに持ち込んだ。
オメガ・ケンタウリの六鎗客編の後の新シリーズでは復活し、レバノン・バールベックのリングでキン肉マンマリポーサがパピヨンマンに敗れた後、マリポーサたちを逃がすためにバイクマンとともに現れ、パピヨンマンを足止めする。
ボディが形状記憶合金という設定は、当時の担当編集者茨木政彦のアイディア。この設定が使われた時は、自分の超人が採用されたように嬉しかったという。
主な肩書き
飛翔チーム・副将

### 強力チーム
強力の神が乗り移ったキン肉マンビッグボディが集めたチーム。巨漢揃いのメンバーは強力超人とも呼ばれる。1回戦で知性チームと対戦するが、マンモスマン1人に実質4人抜きされ、大将戦でも手も足も出ないまま瞬殺されるなど惨敗を喫した。ビッグボディもメンバーも不甲斐ない姿を見せてしまったことを互いに申し訳なく思い、次の戦いでは相手のために捲土重来を期して死力を尽くすなど、メンバー間の結束は非常に強い。

#### キン肉マンビッグボディ（ストロングマン）
- 種別 - 運命の5王子
- 出身 -  キン肉星 /  カナダ
- 身長体重 - 245cm 215kg
- 超人強度 - 100万パワー（ストロングマン）→1億パワー（ビッグボディ）
- 生年月日 - 地球時間で1960年4月1日[123]
- 年齢 - 24歳
- 主な必殺技 - メイプルリーフ・クラッチ、強力アトミックボム、強力エクスプロイダー、強力ジェットトルネード、マッスル・リベンジャー[124]、強力タックル、強力スピア、強力スイング、強力ドラゴンスリーパー、マッスル・インパクト[125]、ビッグボディ・プレス[126]、マッスル・ストロングインパクト[11]、マッスル・ウェポン[11]、オクラホマアバランシュクラッシュ、ゴッドブレス・リベンジャー（フェニックスとのツープラトン）
- タッグチーム - ゴッドセレクテッド
- 声 - 平野正人

強力の神が乗り移った運命の5王子の一人で、元は開拓者ストロングマン。5王子の中でも抜きんでた巨体とパワーを持っている。王位争奪サバイバル・マッチでは、強力（ビッグボディ）チームを率いて出場。1回戦で知性チームと対戦するが、マンモスマン1人にチームメイトたちを倒されていき、自身はキン肉マンスーパー・フェニックスのマッスル・リベンジャーの前に完敗を喫した。原作ではフェニックスにやられる直前、「強力の神にそそのかされてムリヤリ出場させられたんだ」と弱音を吐いていた。
アニメではわずかに戦う姿が描写されたが、フェニックスからは「プロレスごっこ」と酷評された。エピローグにて、キン肉マンのフェイス・フラッシュで他の運命の王子や超人たちと共に復活した。
オメガ・ケンタウリの六鎗客編では、フェニックスたちと共に運命の四王子の一人としてサグラダ・ファミリアに現れる。五大城決戦では、中国の紫禁城にてギヤマスターと対戦、メイプルリーフ・クラッチを決めて勝利する。王位争奪編ではほとんど良い所が描かれないまま倒されたが、本編では強力チームのメンバーを仲間と呼んで彼らの信頼に報いるために勝利を飾ろうと奮戦したり、倒したギヤマスターにも止めは刺さず軒轅星に潰された際には助けようとするなど、義理人情を重んじる好人物であることが明らかになった。また、基本的なファイトスタイルは深く考えず真正面から豪快に技を繰り出す単純明快なものだが、ギヤマスターの発言から心の奥にある恐れを見抜いたり、ギヤを封じるために機転を利かせたりといった高い洞察力も見せていた。実は強力の神から、超人たちを死滅させるために必要な108のカピラリアの欠片（ピース）の話を聞いていて、オメガ・ケンタウリの六鎗客編の終盤で調和の神をリーダーとする神々が地上に下天して襲来したことを察知する。
そして、調和の神を始めとする超神たちが地上に襲来した後、超神たちが近くにある中国の秦始皇帝陵に降り立ったのを見て、負傷した状態で秦始皇帝陵に向かう。超神の一体であるランペイジマンからカピラリアの欠片の情報を聞き出すための挑戦を受けようとする寸前で、兵馬俑から出現した強力チームの面々に驚き、彼らが次々とランペイジマンに倒された後で瀕死の強力チームの面々を守るためにランペイジマンと激突する寸前で、モニター越しに介入してきたフェニックスの提案で超神たちが秦始皇帝陵から去った後で、フェニックスに強力チームの面々の命が救われたことに涙ながらに感謝した。フェニックスからの提案で24時間後にイタリア・ローマのコロッセオに到着し、合流したフェニックスから超神たちと闘うためのタッグパートナーに指名される。フェニックスとのタッグ「ゴッドセレクテッド」と超神イデアマンと超神ザ・ノトーリアスのタッグ「マイティハーキュリーズ」との試合では、当初はフェニックスの命令口調に反発するが、キン肉マンからの助言で自らの過ちに気づいたフェニックスと和解し、フェニックスとのコンビ技「ゴッドブレス・リベンジャー」でマイティハーキュリーズに勝利する。地上と天界を繋ぐ道であるバベルの塔へ入る8名の超人を決める話し合いでは、ギヤマスターと超神タッグと二連戦による負傷からキン肉マンに後を託し、ザ・マンが現出させたバベルの塔への道を辿るキン肉マンをフェニックスやミートと共に見送った。
ゆでたまごオリジナルであり、読者採用の超人ではない。ゆでたまごによると、運命の5王子の中で最後にデザインしたキャラクターだが、始めからやられ役としてであり、デザインも安直のやっつけ仕事で、さらには技すらも考えていなかったという。しかし、意外とファンが多かったらしい。デザインの大元のイメージは鉄人28号。ゆでたまごの中井は「正直に言うと描いていて大変だった奴がすぐ消えてくれて助かった」と語っている。嶋田はオメガ・ケンタウリの六鎗客編で復活する前から周囲にビッグボディファンがおり、試しに再登場させたら予想外に読者が盛り上がったといい、今ではいいキャラに育ってくれたと語っている。
「キン肉マン超人総選挙2019」では10位、「キン肉マン超人総選挙2021」では6位、「キン肉マン超人総選挙2024」では10位にランクインしている。また、「キン肉マン超人総選挙2021」の「カムバック賞部門」では1位を獲得している。
ゲームなどでは当初設定のみの技だったメイプルリーフクラッチの他、偽マッスル・リベンジャーやマッスル・インパクトといった技を使う。メイプルリーフクラッチはカナダの象徴である楓の葉を思わせる難技だとされる。
主な肩書き
強力チーム・大将
キン肉星王位継承者候補
異名
豪力無双のパワーファイター
強力巨人
神より授かりしストロングパワー
溢れ出る豪気
力を得た古豪
五王子唯一無二の強力
強力の申し子
神に選ばれし強力の王子

#### ペンチマン
- 種別 - 超人
- 出身 -  トリニダード・トバゴ
- 身長体重 - 228cm 200kg
- 超人強度 - 340万パワー
- 年齢 - 26歳
- 主な必殺技 - ペンチ・クロー

頭と両腕がペンチ型をした、勇猛果敢な超人。王位争奪サバイバル・マッチ1回戦、先鋒としてマンモスマンと対戦し得意技の「ペンチ・クロー」を出すが、顔を傷つけられ逆上したマンモスマンの「パワフル・ノーズ・ブリーカー」により胴体を真っ二つにされ敗北した。
オメガ・ケンタウリの六鎗客編の後の新シリーズでは、キャノン・ボーラーやゴーレムマンと共に兵馬俑から出現し、超神ランペイジマンに戦いを挑むが、ランペイジマンのパニッシュメントエングレイバーで胴体を貫かれて重傷を負う。その後、モニター越しに介入してきたフェニックスからの提案で超神たちが秦始皇帝陵から去ったことで、フェニックスに命を救われた。
主な肩書き
強力チーム・先鋒
異名
鋼鉄の巨大ペンチ

#### レオパルドン
- 種別 - 超人
- 出身 -  ドイツ
- 身長体重 - 230cm 776kg
- 超人強度 - 460万パワー
- 年齢 - 24歳
- 主な必殺技 - レオパルドンパンツァーショット、ターンバックルクーゲル、地獄の砲弾、タンクシューター
- 声 - 川津泰彦

戦車型の超人。背中が砲台、腕が銃になっている。アニメ版では両腕が素手に、両足が裸足からシューズに変更。強力チームの次鋒として登場した直後、マンモスマンの「ノーズ・フェンシング」により一撃で倒された。その後入院しており、あっけなく敗れ去ったビッグボディに対してコメントを求められた際、ノーコメントとしていた。
試合に実弾を持ち込まないという信念のもと、リング内の物質を砲身に取り込み、砲弾に加工して使用する。
2014年12月4日放送のTBSの『水曜日のダウンタウン』でレオパルドンが取り上げられた際に、ゆでたまごの原作担当（嶋田隆司）の談によるとわずか0.9秒で倒されたとされている。また、嶋田は「緊張していただけでスパーリングではめちゃくちゃ強い」と語っている。
オメガ・ケンタウリの六鎗客編の後の新シリーズでは、中国の秦始皇帝陵でキャノン・ボーラーとペンチマンとゴーレムマンが超神ランペイジマンに倒された後に、兵馬俑から出現。胸にはマンモスマンにやられた傷跡が残っていて、アニメ版同様に両足が裸足からシューズに変更。かつて0.9秒で敗北し、強力チームに迷惑をかけた分まで戦うとビッグボディに告げて、ランペイジマンに戦いを挑む。そして、ランペイジマン相手に0.9秒の呪縛の壁を越えて奮戦するが、ランペイジマンのパニッシュメントエングレイバーをくらって敗北。瀕死の重傷を負いランペイジマンに殺される寸前で、モニター越しに介入してきたフェニックスからの提案で超神たちが秦始皇帝陵から去ったため、フェニックスに命を救われた。
『キン肉マンII世 究極の超人タッグ編』では、時間超人・サンダーの伝説正義超人の回想に、レオパルドンのシルエットもある。
ゆでたまごの嶋田隆司は「昔は一瞬でやられたので弱いと思われがちだが、改めて見直すと結構カッコいい造形してる」「どんな闘い方をするのかと考え出すとだんだん楽しくなってきた」「73巻から始まる新シリーズではトップバッターで出てもらうことにした」とコメントしている。また、「キン肉マン超人総選挙2021」の「カムバック賞部門」では3位を獲得している。
2021年10月29日にサントリー食品インターナショナルの緑茶「伊右衛門 特茶」と『キン肉マン』とのコラボレーションが行われ、コラボレーションの顔となる「特茶ケルセチンゴールド大使」にレオパルドンが就任し、レオパルドンが運営するTwitter特設アカウントで参加型のプレゼントキャンペーン「レオパルドンチャレンジ」が実施された。
主な肩書き
強力チーム・次鋒
異名
ドイツの凶砲
背中に背負いし秘大砲
意気込む次鋒

#### ゴーレムマン
- 種別 - 超人
- 出身 -  イスラエル
- 身長体重 - 300cm 1000kg
- 超人強度 - 580万パワー
- 年齢 - 25歳
- 主な必殺技 - フロント・ネック・チャンスリードロップ、ジャイアントスイング、フライング・ニードロップ、ゴーレムスピアー、ゴーレムジャイアントスウィング、ゴーレム・ボディプレス[126]

聖地エルサレムの「嘆きの壁」のようなボディを持つ巨大な超人。王位争奪サバイバル・マッチ一回戦ではキン肉マンチーム対飛翔チームが3試合を終える間、マンモスマンを相手に互角以上に渡り合う善戦を見せるが、マンモスマンの「ゴースト・キャンバス」により首を捻じ切られて絶命した。原作では、その死体はフェニックスの「デスボディ・シュート」により場外へと蹴り出され、テリーマンとロビンマスクをキン肉マンチームに合流させるための道具にされた。
オメガ・ケンタウリの六鎗客編の後の新シリーズで復活し、キャノン・ボーラーやペンチマンと共に兵馬俑から出現。超神ランペイジマンに戦いを挑むが、ランペイジマンのカシードラルボンバーをくらって敗北。外壁もかなり破損して大きなダメージを負いながらも、その後にさらに兵馬俑から出現したレオパルドンまでもランペイジマンに倒され瀕死の重傷を負ったため、ビッグボディが機転でランペイジマンに殺されかけていたレオパルドンを何とかリング外へ出したところをゴーレムマンがキャッチした。直後にモニター越しに介入してきたフェニックスからの提案で超神たちが秦始皇帝陵から去ったため、命を救われることとなった。
読者投稿時の名前はゴーレマンで、「サンシャインの兄?」と書かれていた。身長体重の設定はサンシャインと同じ。
主な肩書き
強力チーム・中堅
異名
怪力超人
巨石兵
連敗阻止に燃ゆる怪力

#### キャノン・ボーラー
- 種別 - 超人
- 出身 -  イラク（イラン説もあり）
- 身長体重 - 200cm 180kg
- 超人強度 - 800万パワー
- 年齢 - 29歳
- 主な必殺技 - キャノン・ラリアート、キャノンラリアット、キャノンボム[11]

頭にヘッドギア状のパーツを装着した超人。王位争奪サバイバル・マッチ一回戦でマンモスマンと対戦し、マンモス・ラリアートに対し得意のキャノン・ラリアートを放ち、相討ちで両者ノックアウトとなる。実際にはフェニックスとビッグボディを直接対戦させるためのお膳立てを目的としたマンモスマンの演技でしかなかった。『キン肉マンジャンプ Vol.2』ではビッグボディのチームメイト中、唯一命拾いした超人と説明されている。頭の装甲はタングステン合金製で非常に重い。
オメガ・ケンタウリの六鎗客編の後の新シリーズでは、中国の秦始皇帝陵で兵馬俑からペンチマンやゴーレムマンと共に出現。超神ランペイジマンに戦いを挑むが、キャノンラリアットが通じず、逆に地面へ背中から叩きつけられ、その衝撃からのダメージでダウンした。その後、キャノン・ボーラーは「オレたちは一蓮托生」と瀕死の重傷を負ったペンチマンに肩を貸しながら、強力チーム全員でランペイジマンとの激突を覚悟する。しかし、直後にモニター越しに介入してきたフェニックスが提案して超神たちを秦始皇帝陵から去らせたため、強力チームはフェニックスに救われた。
『キン肉マンII世』の超人オリンピック組み合わせ抽選会で、抽選用の巨大パチンコに他の正義超人と一緒に、キャノン・ボーラーの顔も写されている。
ゲーム『キン肉マンII世 超人聖戦史』では、超人オリンピック ザ・ビッグファイトでじゃんけん競技に登場した。その後、有名な超人になる方法についてを悩むイベントで登場する。
読者投稿時の名前はキャノンボールマン。
主な肩書き
強力チーム・副将

### 技巧チーム
技巧の神が乗り移ったキン肉マンゼブラが集めたチーム。ゼブラ以外のメンバーは四天王とも呼ばれ、いずれも大金で雇われた。他の超人には見られない独自の技でキン肉マンチームを翻弄した。最後は両チームの大将・副将によるタッグマッチとなり、キン肉マンチームに敗北。
- キン肉マンゼブラ（パワフルマン）

#### ザ・マンリキ
- 種別 - 超人
- 出身 -  スウェーデン
- 身長体重 - 250cm 500kg
- 超人強度 - 721万パワー
- 年齢 - 25歳
- 主な必殺技 - スクランブル・バイス
- 声 - 佐藤正治

ザ・万力とも。名前が示す通り巨大な万力「スクランブル・バイス」が両肩から生えており、腹部にも同じものが内蔵されている。その威力は鋼鉄やダイヤモンドを軽々と粉砕するほどで、対戦相手をジワジワと挟み潰す。頭部も頑丈でウォーズマンの「スクリュー・ドライバー」を食らっても致命傷にはならなかった。
先鋒戦ではミートを一方的に痛めつけ、その後超人墓場より復活してミートと交代したウォーズマンと対戦。当初は戦闘技術を忘れたウォーズマンを圧倒するも、バラクーダによって氷の精神を思い出したウォーズマンの残虐技で痛めつけられる。そこでスクランブル・バイスを折られてしまい、止めを刺そうとしたウォーズマンの隙を突き隠し持っていたスクランブル・バイスを起動させるも、それを見越して妨害に入ったキン肉マンを挟んでしまう。そのまま絞め殺そうとするが、我が身を呈してでも仲間を庇う姿に友情パワーを取り戻しウォーズマンが完全復活。最後は「パロ・スペシャル」により敗れた。アニメ版ではエピローグの記念撮影に顔を出していた。
オメガ・ケンタウリの六鎗客編の後の新シリーズでは、ウォーズマンとペシミマンの試合の解説を務める。
『週刊少年ジャンプ』初登場時は読者応募超人「ザ・万力」に近いデザインだったが、後に顔のデザインが変更された。
主な肩書き
技巧チーム・先鋒
異名
万力の化身
鋼鉄砕く処刑人

#### モーターマン
- 種別 - 機械超人
- 出身 -  フランス
- 身長体重 - 190cm 210kg
- 超人強度 - 460万パワー
- 年齢 - 23歳
- 主な必殺技 - ドリル・ア・ホール・スパーク、バッテリー・クロー、スパーク・リング・フラッシュ
- 声 - 川津泰彦

ドリル状の頭部、乾電池の手足、モーターのボディを持つ超人。両腕の電池には、膨大な電気が蓄えられている。技巧チーム四天王の一人だが、実際はバイクマンの充電役としてチーム入りを許されており、戦力扱いはされていなかった。笑い声は「キキキー」。原作では、コマ毎に微妙に容姿が変わっている。
前試合の傷が癒えていないテリーマンを痛めつけて戦線離脱させるが、復活したラーメンマンとの対戦となる。最初こそ攻め立てたものの、それがラーメンマンの試合勘を呼び戻すことになり、キャメルクラッチで真っ二つに裂かれ秒殺された。
主な肩書き
技巧チーム・次鋒
バイクマンの充電役

#### バイクマン
- 種別 - 機械超人
- 出身地 -  オーストラリア
- 身長体重 - 195cm 150kg
- 超人強度 - 1200万パワー
- 年齢 - 24歳
- 主な必殺技 - モーター・サイクリング・キック、キル・ザ・スカイダイブ、マッドマックス・アタック、コントロール・タイヤ、サイクリング・カンガルーキック、エレキリング、バズソー・ドライブ

オートバイをモチーフとした機械超人で、タイヤを装備して人間型からバイク型に変形できる。二重に被ったヘルメットで、ドクロのような素顔を隠している。ガソリンと電気をエネルギー源としており、バイクマンへの充電のためだけにモーターマンをチームに加入させるなど、ゼブラから2人分の戦力として相当に信頼をおかれていた。電気を自在に操ることもできる。機械超人ゆえに、一瞬の判断に優れているが、試合展開の予測に関しては生身の超人に劣る。
王位争奪サバイバル・マッチ準決勝の会場である姫路城入りの直前、ラーメンマンからの奇襲を受けて城内の鎧置き場に監禁され、変装した彼と入れ替わられてしまう。テリーマンとモーターマンの試合が中断された直後、与作（アニメ版では中野さん）に助けられて、公の場に姿を現す。因縁のラーメンマンとサンダードームデスマッチ（金網デスマッチの一種、アニメ版では「キリングドームデスマッチ」という名称）を展開。ラーメンマンをキル・ザ・スカイダイブで一度は死に至らしめるが、ラーメンマンは観客たちの「涙雨」の奇跡によって復活。最終的には、サンダードームを吊るす鎖が千切れることを見越したラーメンマンが、バイクマンの攻撃を利用して鎖を破壊。そこからラーメンマンが体当たりで金網ドームを回転させたことで発生した竜巻によって、上空へ打ち上げられたところを九龍城落地に捉えられ、敗北。これから先に起こることを予言して、死亡した。
オメガ・ケンタウリの六鎗客編の後の新シリーズでは復活し、レバノン・バールベックのリングでキン肉マンマリポーサがパピヨンマンに敗れた後、キング・ザ・100tともに現れ、ゼブラたちを乗せて逃亡した。
初登場時はライダーマンと呼ばれていた（文庫版などでは修正）。
『ディープオブマッスル!!』では、かつてモーターマンと「チーム・キラーモータース」を組んでいたことが語られている。また、アニメではモーターマンにねぎらいの言葉をかけながら彼のドリルについた返り血を拭くシーンがある。
主な肩書き
技巧チーム・中堅
異名
唸る暴走エンジン

#### パルテノン
- 種別 - 超人
- 出身 -  ギリシャ
- 身長体重 - 280cm 950kg
- 超人強度 - 1500万パワー
- 年齢 - 43歳
- 主な必殺技 - ギロチン・ドロップ[142]、人体化石封じ、神殿瓦礫崩し、影のシャワー、残虐技キャンバス・プレッサー（ゼブラとのツープラトン）
- 声 - 佐藤正治[9]

パルテノン神殿の化身超人で、全身が石造りの巨漢。怨念渦巻く神殿の化身であり、その力の込められた影のシャワー（闇の衣）によってキン肉マンゼブラの残虐性を引き出すことができる。その体は幾万の生物の死骸によって固められており、柱の内部にはメタンガスが充満している。笑い声は「ギョギョギョギョ」。強欲な性格であり、他のチームメイトと同じく30億超人ドルという報酬金と、ゼブラが王位に就いた際は大臣の位の約束を条件にチームに参加。体内にはゼブラから受け取った札束（アニメ版では金塊）が詰まっている。体をバラバラにすることができるが、柔軟性は低く関節技を極められると体の筋が引っ張られバラバラにできない。
王位争奪サバイバル・マッチ準決勝の終盤において、ゼブラとコンビを組み、キン肉マン・ロビンマスクとタッグマッチで戦う。「人体化石封じ」によりロビンを柱の中に封じ込めた上、影のシャワーでキン肉マンを洗脳しようとするが、ロビンを閉じ込めた状態で使ったため、洗脳に失敗（アニメ版では洗脳自体がカット）。さらに、ロビンがアノアロの杖の炎でメタンガスを爆発させて脱出に成功してしまい、タワーブリッジとロビン・スペシャルの連続攻撃で敗北する。アニメ版では、最終回にキン肉マンのフェイス・フラッシュを浴びて、マンリキやホークマンとともに復活した。
嶋田によると技巧チームとの決着はタッグに決めていて、そのために選んだ大型超人であるとのこと。また中井はバースさえ取れれば、背景を描くように描けるため、意外と苦労はしないと語る。嶋田は「タッグ映えするし色んなギミックも搭載できるし、好きな超人」、中井は「顔の彫りの深さでギリシア人らしさを出そうとしてます」と語っている。
主な肩書き
技巧チーム・副将
異名
怨念渦巻く神殿の化身

### 真・残虐チーム
残虐の神が乗り移ったキン肉マンソルジャーが集めたチーム。本来なら彼らが残虐チームとして王位争奪サバイバル・マッチに参加するはずだったが、出場前にキン肉アタルの襲撃を受けて全滅している。

#### キン肉マンソルジャー（ソルジャーマン）
- 種別 - 運命の5王子
- 出身 -  キン肉星 →  東ドイツ[85] /  西ドイツ
- 身長体重 - 197cm 102kg
- 超人強度 - 87万パワー（ソルジャーマン）→1億パワー（ソルジャー）
- 生年月日 - 地球時間で1960年4月1日[123]
- 年齢 - 24歳
- 主な必殺技 - アサルト・ドライバー[2]
- 声 - 中村秀利

運命の5王子の一人で元は軍人ソルジャーマン。戦場で敵の銃弾に撃たれるが、その瞬間に残虐の神が乗り移ったことで「キン肉マンソルジャー」として復活。残虐非道なファイトが売りの超人で、超人凶器を自称する。王位継承候補者として残虐チームを率いて王位争奪サバイバル・マッチに参加するはずだったが、試合前にチームメイトと共に富士山で強化合宿を行った際、キン肉アタルの襲撃を受けて全員倒され、自身はマスクを奪われる（以降はアタルがキン肉マンソルジャーを名乗り、残虐チームを率いて出場する）。数日後に発見され、病院へ搬送されるが途中でチームメイトは力尽き、残ったソルジャーも同じ病院に入院中のテリーマン、ウォーズマン、ミート（アニメ版ではナチグロンも）に上記の事情を語った後に絶命した。原作ではアタルがフェニックスにナパーム・ストレッチをかけるのを見た直後に狂乱して息絶えたが、アニメ版では残虐の神がフェニックスに憑依した影響で絶命した。
実力は不明だが、読切「超人血盟軍、結成秘話」ではアタルに「奴は明らかに運命の王子ではなかった。その実力に達していない」と評されている。このためアタルはソルジャーを倒して入れ替わったという。『キン肉マン 77の謎』では、ビッグボディ以上フェニックス以下と推測されている。
主な肩書き
真・残虐チーム・大将
キン肉星王位継承者候補
異名
超人凶器

#### ヘビー・メタル
- 種別 - 残虐超人
- 出身 -  オランダ
- 身長体重 - 191cm 102kg
- 超人強度 - 72万パワー
- 年齢 - 17歳
- 主な必殺技 - スカル・クロー

強化合宿中にキン肉アタルの襲撃を受けて倒された。『ディープオブマッスル!!』では「攻撃性とスピードを前面に押し出した、残虐超人界の切り込み隊長」と紹介されている。
ジャンプコミックスセレクション版の超人紹介で描かれたイラストが、読者応募超人発表時の物と大きく変更されており、iモード用ゲーム『キン肉マン☆超人コロシアム』においては、前者をヘビー・メタル、後者を真・残虐チームの一員ヘビ・メタとして、それぞれ別々の超人として登場させている。ヘビ・メタは「クールなリズムで相手を翻弄する真・残虐チームの遊撃部隊」「必殺技はシャウト・スタンプ」と紹介されている。
主な肩書き
真・残虐チーム・先鋒

#### ザ・ゴッド・シャーク
- 種別 - 残虐超人 / 正義超人[1]
- 出身 -  キューバ[97] /  バハマ[1]
- 身長体重 - 193cm 105kg[1]
- 超人強度 - 78万パワー[1]
- 主な必殺技 - ジョーズクラッシュ[11]

ホホジロザメ型 の超人。強化合宿中にキン肉アタルの襲撃を受けて倒された。『ディープオブマッスル!!』では「食らいついたら離れない、人食いカリビアン・パイレーツ」と紹介されている。
原作担当の嶋田隆司が腰痛を患っている間の『週刊少年ジャンプ』に掲載された『キン肉星王位争奪編 熱闘メモリアル・スペシャル 第四次超人募集発表」にて発表された超人で、該当記事が長らくコミック未収録だったがリミックス版で公表された。
iモード用ゲーム『キン肉マン☆超人コロシアム』においては、イラストがジョーズマンで、超人名はシャークマンになっている。シャークマンは「真・残虐チームの突撃隊長を担う」「必殺技はジョーズ・クラッシュ」と紹介されている。
主な肩書き
真・残虐チーム・次鋒
異名
サメの化身

#### ウールマン
- 種別 - 残虐超人
- 出身 -  ニュージーランド
- 身長体重 - 180cm 80kg[1]
- 超人強度 - 76万パワー
- 主な必殺技 - 羊毛地獄[2]

ヒツジ型の超人。強化合宿中にキン肉アタルの襲撃を受けて倒された。ソルジャーの参謀役であり、丁寧な口調とは裏腹にファイトスタイルは残虐そのもの。『ディープオブマッスル!!』では「羊の皮をかぶった悪魔、温厚に見せかけて腹の中身は真っ黒だ」と紹介されている。
主な肩書き
真・残虐チーム・中堅

#### ブルドーザーマン
- 種別 - 残虐超人
- 出身 -  カナダ
- 身長体重 - 230cm 1.5t[1]
- 超人強度 - 80万パワー
- 主な必殺技 - 重機落盤崩し[2]

ブルドーザー型の超人。圧倒的な力で相手をねじ伏せるパワーファイターで、その巨体を活かした戦いを得意とする。ウールマンらと同じく、強化合宿中にキン肉アタルの襲撃を受けて倒され、その後死亡。アニメ版では登場しない。『ディープオブマッスル!!』では「すべてを更地に戻す男、スーパー・パワフル・リセットキング」と紹介されている。
主な肩書き
真・残虐チーム・副将

### フェニックスシズ子
- 種別 - 正義超人[4]
- 出身地 - キン肉星[4]
- 超人強度 - 不明[4]
- 主な必殺技 - 不明[4]
- 声 - 中友子

キン肉マンスーパー・フェニックス（フェニックスマン）の母。病弱であり、夫であるフェニックス太郎に事故で先立たれている。貧しい家庭に生まれた息子を不憫に思い、病院の火災で本物のキン肉星王子と取り違えた可能性を仄めかしたことで後の禍根を作ることとなる。その後、病に倒れるが、邪悪の神々にたぶらかされた息子を説得するため、キン肉星王位争奪サバイバル・マッチ決勝戦の会場である大阪城へ向かう。
フェニックスが赤ん坊の頃、筋肉の滝に毎晩忍び込み、そこの水をフェニックスの顔に刷り込んでいった。アニメ版では、小百合に見つかってしまうが、彼女の温情で不問にしてもらったことも語られている。
アニメ版王位争奪編では初登場回で死亡するが、フェニックスが家を出て行った後、超人予言者の手で復活。

### フェニックス太郎
- 種別 - 超人

キン肉マンスーパー・フェニックス（フェニックスマン）の父。行方不明のキン肉スグルの代わりにキン肉星の新たな王子を決めるための格闘技大会にフェニックスマンが出場した日、建設現場で事故死。これにより、フェニックスマンは決勝戦を辞退し、新たな王子もスグルが見つかったことでなかったことになった。

### ディッキーマン
- 種別 - 正義超人
- 出身 -  アメリカ合衆国・テキサス州[97] / フロリダ[1]
- 身長体重 - 188cm 117kg[1]
- 超人強度 - 81万パワー[3][4]
- 年齢 - 18歳[97]
- 主な必殺技 - なし[4]
- 声 - 掛川裕彦

テリーマンが講師を務めるアメリカ・テキサス超人学校格闘科の生徒。飛翔チームに苦戦するキン肉マンを助けることができない立場にいるテリーマンを気遣っており、授業の代行を任されていた。その後、他の生徒たちと共にテリーマンをキン肉マンの所へ行かせるため超人警察隊の妨害を阻止した。
『ディープオブマッスル!!』では、超人委員会の命を受けて現れたマグニチュードIマンと乱闘を繰り広げる。

### 墓守鬼（はかもりおに）
- 出身 - 超人墓場[3]
- 声 - 岡和男（ボス鬼）

超人閻魔と完璧超人始祖の命により、超人墓場を警備・管理し、死人となった超人たちに終わり無き労働を強いたり、脱走を止めたりする鬼たち。その一方、生命を持った超人を取り締まることはできない。
完璧超人始祖編では、悪魔将軍や悪魔六騎士が超人墓場に侵攻した際に迎撃を行うが、次々と蹴散らされる。オメガ・ケンタウリの六鎗客編では、半壊した超人墓場を修復している最中に帰還したジャスティスマンが連れてきたキン肉マンたちを見て、生きたまま彼らが超人墓場を訪れたことに動揺するが、直後にジャスティスマンから自分が連れてきた客人たちだと聞くと動揺を収める。そして、年老いた墓守鬼が戦死したミラージュマンとアビスマンとペインマンの亡骸とリングを、完璧超人始祖への敬意から恐れ多くて手が出せずに埋葬できなかったことをジャスティスマンに報告すると、ジャスティスマンの許可を得たことで埋葬できるようになり、墓守鬼たちは歓喜の声を上げた。
異名
超人墓場の番人

### ロビンナイト
- 種別 - 正義超人
- 出身地 -  イギリス[49]
- 超人強度 - 76万パワー[3][4]
- 主な必殺技 - アノアロの杖[2]
- 声 - 岡和男

ロビンマスクの父。名前は『キン肉マンII世』で判明。ロビンの付けているマスクとはひさしの部分が異なり、両端から二本の角が生えている。厳格な性格であり、家宝である「アノアロの杖」を持ち出したロビンを叱っていた。格闘家であると同時に絶滅動物の化石収集家でもある。
アニメ版王位争奪編ではロビンの前に彼の幻が現れ、「アノアロの杖」は自分の手に戻ると助言した。『キン肉マンII世』倫敦の若大将編にも登場。

### ボックマン
- 種別 - 正義超人[1]
- 出身地 -  東ドイツ
- 身長体重 - 192cm 78kg[1]
- 超人強度 - 40万パワー[1]

西ドイツ・ベルリン市街で子供を人質に立てこもっていた強盗犯。牧師に変装したキン肉マンソルジャー（キン肉アタル）に倒される。名前の初出は『ディープオブマッスル!!』で、サンケイスポーツ特別版『キン肉マン新聞2号』や学研の図鑑『キン肉マン「超人」』でも採用されている。
『ディープオブマッスル!!』では東ドイツからの亡命超人であり、共に亡命した母親が寝たきりになったために自暴自棄となり凶行へと走ったと説明されている。
異名
卑劣な強盗超人

## 完璧超人始祖編 初登場

### 完璧・無量大数軍（パーフェクト・ラージナンバーズ）

#### ストロング・ザ・武道（ブドー）
- 種別 - 完璧超人
- 出身 - 天上界[1]
- 身長体重 - 290cm 320kg
- 超人強度 - 9999万パワー[1]
- 主な必殺技 - 審判のロックアップ、零の悲劇、武道岩砕クロー（週プレNEWS連載時は武道鉄拳）、ワンハンド・ブレーンバスター、完武・兜砕き、ダブルニークラッシャー、超人圧搾機、冥府頭壊手、硬度10ダイヤモンドパワー、無欠雁字搦め、完璧・零式奥義 千兵殲滅落とし
- 声 - 大塚明夫[145]

完璧・無量大数軍のリーダー格であり、最古参メンバー。“完武”の異名を持つ。口癖は「グロロ〜」。正義超人・悪魔超人・完璧超人の間で行われた三属性超人不可侵条約を撤回させるために現れ、ネプチューンマンの代表権を認めず、三属性超人不可侵条約の撤回を要求し条約文を燃やした。剣道の面や防具と袴を身につけた巨漢で、ビッグ・ザ・武道とほぼ同一の姿だが別人。仮面の奥の目は常に充血しており、超人界の現状に果てしない憤りを感じている。完璧超人の掟には特に厳しく「カタブツ」と無量大数軍からも言われるほどの苛烈な性格だが、実力や気概を認めた相手に対してはたとえ下等超人であっても敬意を払う一面を持つ。自らをあらゆる超人格闘技の“道”を知る完璧なる武士（もののふ）超人と称し、皮膚自体が強靭で固い鎧を纏っているようなものだと豪語している。
使用する技はシンプルながら、その驚異的な怪力により全てが必殺技級の威力となる。また、組み合った相手から超人パワーを抜き取り人間にしてしまう「零の悲劇」と呼ばれる能力を持っている。手にした竹刀は炎を纏い、マックス・ラジアルの肉体を容易く貫くなど威力も凄まじい。悪魔超人からは完璧・無量大数軍の中でも特に厄介な相手と目されていて、また悪魔将軍の遥か遠い昔からの知り合いや古代の時代から生きている超人と自称している。
全面対抗戦ではアメリカのグランドキャニオンに特設された空中リングにてザ・魔雲天と対戦し、終始一方的な試合展開で圧倒し勝利する。その戦いを見ていたキン肉マンやピークア・ブーを恐れさせた。試合後、生きていた魔雲天によってリングもろともグランドキャニオンの谷底へ落下し消息を絶つが、プラネットマンの人面プラネットに召喚されなかったため、生存していることが判明した。
その正体は神から超人に身を落とした元・神であり、完璧超人の創始者の超人閻魔。真の名は"完璧・零式（パーフェクト・ゼロ）" ザ・マン。
アシュラマンとジャスティスマンの試合が終了した後、京都にいる正義超人軍の前に再び姿を現してキン肉マンを"許されざる世界樹"の眠る国立競技場に誘う。その後、許されざる世界樹での完璧超人と正義・悪魔超人との戦いを貴賓席にて観戦するが、自身の存在がガンマンやネメシスの勝敗を大きく左右することとなる。さらにジャスティスマンの離反やシルバーマンの出現、サイコマンが犯していた大罪に激しい怒りをあらわにするが、サイコマンの消滅の間際には今まで尽くしてくれたサイコマンへ礼を告げて消滅を静かに見守るなどかつてのザ・マンだった頃の一面も垣間見せている。
キン肉マンとネメシスの戦いが終わると、掟のとおりネメシスを処刑しようとするが、完璧超人界に必要不可欠な存在であるネメシスを命を懸けて守ろうとするネプチューンマンと対立。しかし変わり果ててしまったザ・マンをかつて交わした約束を果たすために討とうとする悪魔将軍が現れると、ネプチューンマンたちが自分を守ろうとする姿を見て考え直し、先に悪魔将軍の処刑を行うこととし、ネメシスについては保留にした。その後、悪魔将軍をかつての修行場があるオーストラリアのエアーズロックへと誘い、完璧超人始祖編を飾る最後の戦いを繰り広げる。10人の完璧超人始祖たちを超える怪力やボディの強靭さ、さらに悪魔将軍の技である「地獄の九所封じその八」の原型となった「零の悲劇」やダイヤモンドパワーを駆使して圧倒。「完武・兜砕き」と「完璧・零式奥義 千兵殲滅落とし」の連続攻撃で悪魔将軍を下したかと思われたが、師を超えるという弟子の務めを果たそうと立ち上がった悪魔将軍の新境地「超人硬度10♯ロンズデーライトパワー」に徐々に押され始める。最後の審判として再び零式奥義を放つも悪魔将軍のロンズデーライトパワーに逆に足が砕け、悪魔将軍が師を超えるために完成させた奥義「神威の断頭台」を受けて敗北した。師匠越えを果たした悪魔将軍に対して穏やかな笑みを浮かべ、数億年にもわたる師弟の因縁に決着がつけられた。
敗北後は悪魔将軍やシルバーマンが選んだ道に納得し、悪魔将軍の介錯を受け入れる覚悟だったが、間に入ったキン肉マンの説得を受けた悪魔将軍から"二度と超人墓場から出ないこと"、"不老不死を永久に廃止すること"を条件に生かされる。その後、ネメシスとピークア・ブーに連れられながら「自身は一線を退くが再び過ちを犯すことがあれば完璧超人が粛清に現れる」とキン肉マンに忠告して、超人墓場へ帰還する。
オメガ・ケンタウリの六鎗客編では、サタンが超人墓場に強力な結界を張ったために閉じ込められ、超人閻魔の玉座からキン肉マンたちとオメガ・ケンタウリの六鎗客の試合の様子を見ている。ジャスティスマンが大魔王サタンの実体を粉々に砕いて勝利した後、太古にジャスティスマンがザ・マンから聞いた更なる危機についての話を聞くために、ジャスティスマンがキン肉マンたちやオメガマン・アリステラたちを超人墓場まで連れてきたことで、超人閻魔の玉座の周囲に鉄格子を張り巡らせているのは二度と超人墓場から出ることはないという決意の表れとして行っている上で、ストロング・ザ・武道の装束も封印したとキン肉マンたちに語った。そして、天界にいた頃の神としての名前が「慈悲の神（じひのかみ）」であったことと、その頃に優秀な超人たちを生かそうとする勢力を束ねていた自身と対立していた、調和の神をリーダーとする超人を絶滅させようとする勢力があったことを語った後で、自身が神の座を降りて一超人になる（カピラリア大災害が引き起こされる）直前に二度と神の気まぐれで超人たちが絶滅されないように、カピラリア光線を全宇宙に照射できる唯一無二の装置を、自身を含めた108人の神たちに分け与える提案を行ったことを語った。そして、レコード盤の中のカピラリアの欠片をキン肉マンたちに見せると、サタンが今回実体化したのはこのカピラリアの欠片を盗み出すためだったことも語り、近い将来に調和の神とその一派が全宇宙の超人たちを死滅させるために下天して、地上に襲来するだろうと予言する。太古にオメガの民たちを地球から追いやったのは、オメガの民たちが神を目指そうとしていたことがキッカケであり、神々の超人たちに対する目が厳しかった時代だったこともあり、調和の神ら超人殲滅を目論む一派に、殲滅の大義名分をもたらす危険性があったため、それを阻止するためにオメガの民を殲滅するふりをして、オメガの宗家を宇宙に逃がすためであったことも語った上で、そのことがさらにオメガの民たちに苦労を与える結果となってしまったことをアリステラたちに謝罪した後で、星から超人パワーを抽出する装置である禁断の石臼をアリステラたちに譲って、禁断の石臼を逆に作用させればアリステラたちの超人パワーを滅びつつあるオメガの星に注入することでオメガの星を救えるであろうと語った。
調和の神を始めとする超神たちが地上に襲来した後、元は神であったことからいち早く超神たちの気配を察知し、キン肉マンスーパー・フェニックスと知性の神の提案で12体の超神が3体ごとに4つの場所に向かったことで、キン肉マンたちやテリーマンたちと軍議を行って、それぞれに自身が察知した超神たちの行き先を告げる。また、ケンダマンと新たに完璧無量大数軍に加入したスクリュー・キッドをとある場所へと偵察任務に出しており、バベルの塔4階リングでのはぐれ悪魔超人コンビとモデスティーズとの試合が終了した頃に、超人墓場の超人閻魔の間に負傷した状態で帰還したスクリュー・キッドからの報告を受けた際に、時代の潮流の変わり目が来ているとネメシスに語っている。そして、超神たちとの試合を終えバベルの塔最上階に転移したキン肉マンたちが、アポロン・ウィンドウと同じ形の大穴に天界が吸い込まれ続けるという光景を目撃した後、幻影体を送って彼らの前に現れる。
ゆでたまごの中井は、フィギュア製作メーカー「CCP」によるビッグ・ザ・武道のフィギュアにインスピレーションを受けたため、同じ容姿の新超人として登場させたと語り、嶋田は「見覚えのある超人がコーチ的な立場で新シリーズに登場したら衝撃的かなと思った」と語っている。必殺技の兜砕きの原型はジャイアント馬場のココナッツクラッシュ。
異名
すべての"完璧"の生みの親
宇宙の理を司る粛清者
最後の審判を告げる者
完璧超人軍最高指導者
種にあるまじき清白なる武士
完璧なる武士超人
武道を極めた完武

#### マックス・ラジアル
- 種別 - 完璧超人
- 出身 -  フランス
- 身長体重 - 256cm 423kg
- 超人強度 - 4800万パワー
- 主な必殺技 - ドリフト・タックル、ビッグ・ラジアルフィン、サスペンションブーツ、ビッグラジアル・インパクト
- 声 - 小林親弘[145]

完璧・無量大数軍の一人で、“完裂”の異名を持つ。両肩に巨大な「裂殺タイヤ」を装備し、両膝下はサスペンションになっている巨漢。その異名は巨大タイヤにより対戦相手の皮膚を完全に切り裂き死に追いやることを意味する。口癖は「バルルーン」。
超人と子供たちのファン感謝デーに乱入した際、カナディアンマンとスペシャルマンを倒す。全面対抗戦の一番手としてテリーマンと対戦し、巨大タイヤやサスペンションの脚を攻防に活かして苦しめた。しかし、不屈の粘りを見せるテリーマンに右のタイヤを破壊され、カーフ・ブランディング、テキサス・コンドルキック、ブレーンバスターの連続攻撃でKO負けする。完璧超人の掟に従い、ストロング・ザ・武道の竹刀でボディを刺し貫き自害した。
異名
全てを切り裂く凶悪なる巨大タイヤ
双肩の裂殺タイヤ
恐怖の完裂地獄

#### ターボメン
- 種別 - 完璧超人
- 出身 -  シリア
- 身長体重 - 215cm 180kg
- 超人強度 - 4000万パワー
- 主な必殺技 - 完遂刺し（コンプリート・スティング）、ターボメンスタナー、リボルバースタッド、リボルバーグローブ、タービンチョップ、アースクラッシュ、高速ターボクラッシュ、〈完遂〉リボルバーフィン、ジョン・ドウズ アロウ / ハイキャパシティ ジョン・ドウズ アロウ（グリムリパーとのツープラトン）
- タッグチーム - ジョン・ドウズ
- 声 - 野島健児[145]

完璧・無量大数軍の一人で機械超人。“完遂”の異名を持つ。戦闘で受けたダメージを蓄積し、体内のターボチャージャーで増幅させた後に「アースユニット」と呼ばれる管でそのエネルギーを相手の体に流し込んで自壊させる技「アースクラッシュ」を持つ。両腕にあるリボルバー状のパーツからは鉄鋲（スタット）が飛び出す。口癖は「ボシュー」。
悪魔超人軍との対抗戦ではソ連のモスクワ・赤の広場にてステカセキングと闘い、上記の自壊戦法で勝利する。その際、ウォーズマンの技を使ったステカセキングに問答していた。
ステカセキングを破ったことから「悪魔超人キラー」と異名され、鳥取砂丘の階段ピラミッドで行なわれた第二戦では、悪魔超人との対戦を望んでいた。望みどおりに、第5ステップでバッファローマンと対戦するが途中でリングが崩落し、第4ステップに両者落下。試合は急遽タッグマッチとなり、グリムリパーと組んだ「ジョン・ドウズ」としてバッファローマン・スプリングマン組「ディアボロス」と戦う。スプリングマンのバネボディをアースクラッシュにより硬化させることで弾性を失わせKO寸前まで追い詰めた。しかしスプリングマンの死力を尽くしたディアボロス・ロングホーン・トレイン 四連打“死の舞”の連打を受け、4発目で〈完遂〉リボルバーフィンとロングホーンの激突となる。アースクラッシュを放ったために自身のパワーがほとんど残されておらず、死力を尽くした一撃の前にリボルバー・スタッドが破壊され、自身も胸板を貫通されながらも立とうとするが及ばず絶命した。直後、グリムリパーにアースユニットを奪われている。
死後、プラネットマンの人面プラネットで魂を召喚される。谷底に落ちて死んだと思われたストロング・ザ・武道の魂が召喚されなかったことから武道の正体に気づくも、サイコマンによって口を封じられて消滅した。
戦いを完遂するためならばリングが崩壊するような窮地に陥っても平然と試合を続行する性格である。ターボメン自身は「完璧超人は如何なる理由があろうと戦いをやめたりしない」と語っているが、ポーラマンからは「感情のない戦うだけの機械」扱いされている。
原作担当の嶋田によると「全然違う超人よりも、ネプチューンマンの仲間を思わせる超人を入れないと昔の読者が付いてこれないかもしれない」という理由で、夢の超人タッグ編に登場した完璧超人ザ・ターボマンがモデルになっている。ゆでたまごの嶋田、中井は共にお気に入りの完璧超人としてターボメンとグリムリパーを挙げている。
ターボメンが複数形の名を名乗るのは、ザ・ターボマンの量産型であるため。
異名
怒りを挫く無敵の鉄鋲
回り続ける無慈悲な水車
決して止まらぬ血朱の水車

#### クラッシュマン
- 種別 - 完璧超人
- 出身 -  パキスタン
- 身長体重 - 283cm 880kg
- 超人強度 - 3000万パワー
- 主な必殺技 - アイアングローブ、アイアン・ディスカス、レッグ・アイアングローブ、〈完掌〉アイアングローブ
- 声 - 富岡佑介[145]

完璧・無量大数軍の一人で、“完掌”の異名を持つ完璧超人。背中から巨大な鋼鉄の指「アイアングローブ」が生えており、攻防一体のアイアングローブに特化した戦法をとる。脚部にも小型のアイアングローブを持つ。口癖は「ギガギガ」。
悪魔超人軍との全面対抗戦第一線では、東ドイツ・東ベルリンのブランデンブルク門にてミスター・カーメンと対戦。カーメンの秘術に翻弄されミイラパッケージに閉じ込められるが、肉体の半分が機械であるためミイラにされず、〈完掌〉アイアングローブでカーメンを血祭りにあげて逆転勝利を収めた。
第二戦では鳥取砂丘に出現した階段ピラミッドの第2ステップでブロッケンJr.と対戦、序盤は押されるが一気に反撃してKO寸前まで追い詰めた。ブロッケンJr.を「未完の大器」と見下すが、ラーメンマンの激励で闘志を取り戻したブロッケンJr.のトマホークチョップ、キャメルクラッチと連続攻撃を受け、折られたアイアングローブの隙間から本体を「ベルリンの赤い雨」で切り裂かれて敗北。試合後、ブロッケンJr.が紙一重の勝利であったことを認識すると、機械でできた心臓部を自ら握りつぶして自害した。
異名
攻防隙なしの"完掌"

#### ダルメシマン
- 種別 - 完璧超人
- 出身 -  イギリス
- 身長体重 - 190cm 97kg
- 超人強度 - 2500万パワー
- 主な必殺技 - ドギーネイルキック、スペクルコントロール、ケンネルマウス、スペクルボム、ダルメシアンクラッチ（週プレNEWS掲載時は「ダルメシマンクラッチ」）、マッドドッグ・フリップ、ドッグイヤークラッシュ、唾液分泌（サリベーティング）シールド、ドギーネイル、“完牙”マッドドッグ・トゥース
- 声 - 檜山修之[145]

完璧・無量大数軍の一人で、“完牙”の異名を持つ。ダルメシアンの化身超人で牙による噛み付き攻撃が得意。口癖は「ウォンウォン」。完璧・無量大数軍の中では挑発的な言動が多い。
悪魔超人軍との全面対抗戦では、中国の万里の長城にてブラックホールと闘い、人間の一京倍の嗅覚でブラックホールの影分身を見破り、体の斑点を移動させ多彩な攻撃を繰り出す「スペクルコントロール」と完牙殺法でブラックホールを苦しめるが、至高のブラックホールに吸い込まれる。試合中にできたブラックホールの体の傷と同じ四次元空間の裂け目から脱出には成功するものの、無意識のうちに自身が犬の本能に従っていることをブラックホールに見抜かれていたため、それを見越して付けるように仕向けていたブラックホールの背中の傷と同じ形の裂け目を脱出位置と特定され、ピンポイント攻撃を食らい、続けてブラックホールの新技・フォーディメンションキルでKO負けとなる。敗北後は完璧超人の掟に従って自害しようとするが、ブラックホールに赤き死のマントで首を刎ねられて死亡した。死後、プラネットマンの人面プラネットで魂を召喚され、完璧超人始祖の正体を隠していたグリムリパー（サイコマン）に物申すが、逆に「負け犬」と罵られ握り潰された。
異名
完璧なる猟犬

#### マーリンマン
- 種別 - 完璧超人
- 出身 -  フィジー
- 身長体重 - 202cm 134kg
- 超人強度 - 2200万パワー
- 主な必殺技 - フライングソードフィッシュ、鰭ノコギリ、ソードフィッシュカッター、マーリン・エアバッグ、フライングソードスパイラル、ピラニアンシュート、“完刺”スピア・フィッシング
- 声 - 尾高慶安[145]

完璧・無量大数軍の一人で、“完刺”の異名を持つ。カジキの水棲超人で、逆三角形型のスマートな体格。水中戦を得意とし、上顎から伸びる舵木通し「フライングソード」を活用するほか、受け身が非常に巧みで投げ技のダメージを受けにくい。完璧超人の例に漏れず自信家で、他属性の超人や人間のことを下等と見下している。口癖は「ピョピョー」。
悪魔超人軍との全面対抗戦では、イギリスのテムズ川にて同じ水棲超人のアトランティスと闘った。多彩な技や特殊能力の応酬の末、アトランティス・ドライバーを破りピラニアンシュート、“完刺”スピア・フィッシングの連続攻撃でKO寸前まで追い詰めた。しかしアトランティスの死力を尽くした最後の技・タワーブリッジに捉えられ、両者死亡の引き分けとなった。優勢に進めていたが慢心で引き分けたため、ストロング・ザ・武道とネメシスからは「完璧・無量大数軍を名乗っていたことを恥じろ」と罵倒されている。
ゆでたまごの中井は、「マーリンマンは思い入れのある超人だった」と後に語っている。ゆでたまごの嶋田が用意した百科事典のカジキマグロの骨格標本写真を見て、そこから様々な描き方のアイデアが湧いたという。
異名
水中戦の覇者
全てを貫く舵木通し
完璧なる水中戦士

#### ピークア・ブー
- 種別 - 完璧超人
- 出身 -  ニュージーランド
- 身長体重 - 178cm 105kg
- 超人強度 - 4200万パワー
- 主な必殺技 - ビッグベイビー・ボム、48の殺人技（キン肉マンとの対戦中に学習。作中で使用したのはキン肉バスター、超人絞殺刑、キン肉壊体固め、宇宙旅行の4つ）
- 声 - 石毛翔弥[145]

完璧・無量大数軍の一人。“完恐”の異名を持つ。体格は成人のものだが赤子のような格好をしているのが特徴。見た目に反して内面は完全に純粋な赤ん坊であり、試合の最中に泣き出したり、無邪気にキン肉マンを攻撃したりしていた。が、その実態は対戦相手の技を受けて技術を吸収し、それ以上の技術で反撃する「急成長超人」である。次第に戦い方を学んでいき、人格も形成され、相手がまだ見せていない技も自動的に学習してしまう。技を繰り出せば繰り出すほど強くなる上、自分の技が通じなくなることから“完恐”の名が付けられた。その能力は赤子の精神から熟されるものであるため、急成長を遂げて勝利するたびにストロング・ザ・武道によって記憶を消されていた。ピークア・ブーはこの扱いに不満を持っており、記憶を消されるせいで赤ん坊の格好をしていることを嫌がっており武道に対して反抗的。同時に恐怖心も抱いており睨まれただけで怯えていた。しかし武道からはネプチューマンと並んで目をかけられており「優秀」と称されている。宇宙最強と称されるキン肉マンの技術を吸収した暁には二度と記憶を消されないことを願っていた。口癖は「ホンギャー」。当初の一人称は「あたい」だったが、単行本での該当場面では別のセリフに差し替えられ一人称は削られている。なお、ピークア・ブーとは「いないいないばあ」に相当する言葉である。
腹部は凶悪な面（フィアフェイス）になっており、普段は太股から伸びる2本の手（ハンドゲート）で隠されているが、ハンドゲートをどけて露出させることにより対戦相手を威嚇する。頭の顔も赤子の状態では顎についた掌で隠している。成長と共に容姿が大人びたものに変化していく他、コスチュームのフリルが消え、腕と脛のハートの模様がダイヤ型に変化する。
全面対抗戦では両国国技館にてキン肉マンと闘った。試合開始当初は攻撃・防御ともまったく未熟だったが、キン肉マンの技を受けて急速に成長し、48の殺人技まで使いこなして圧倒する。しかし基礎鍛錬を欠いた急成長の弊害で、基本的な技が読めなくなってしまう（作中では強力な技を覚えれば覚えるほど基本的な技を使わなくなり忘れ去ってしまうと語られている）。そこを突かれて反撃され、宇宙旅行で逆転KOを狙うがキン肉マンには通じず、最後は基本技の集合体である必殺技「48の殺人技No3・風林火山」を受けてKO負けを喫した。試合後にキン肉マンから心の強さを説かれ、完璧超人でありながら正義超人の心を理解したネプチューンマンと話すことを勧められる。そしてより強くなって再戦したいと望み、完璧超人の掟である敗北後の自害を拒んだ。掟に抗うためネメシスに挑むがキン肉マン戦でのダメージが大きく、完璧版マッスル・スパークにより返り討ちに遭い、キン肉マンの捨て身の救出により命は取り留めるが重傷を負った。そしてジェロニモと共に入院し、以後は共にキン肉マンたちの戦いを見守った。
キン肉マンとネメシスの戦いが迫った際には病院を抜け出し、牢に繋がれていたネプチューンマンを救出して共にキン肉マンの前に現れ、完璧超人界の変革のためにネメシスと戦い、彼を正してやってほしいと激励した。その後は甲子園球場でのキン肉マンとネメシスの試合の最中、ネメシスの反対を押し切り強引にセコンドに就くも、掟を破ったことを責められる。それでも完璧超人の未来を案ずる心は変わらず、風林火山の破り方をアドバイスしネメシスの窮地を救い、ネメシスが敗北した後は自害しようとする彼を涙ながらに説得しようとしたり、ネメシス自身もピークア・ブーが掟を破った理由を理解するなど、友情が芽生えた。
ストロング・ザ・武道と悪魔将軍の戦いが終結した後、キン肉マンとの再戦の約束を胸にしながら武道やネメシスと共に超人墓場へと帰還した。
異名
急成長超人

#### ネメシス
- 本名 - キン肉サダハル
- 種別 - 正義超人→完璧超人
- 出身 - キン肉星（元・キン肉族王家）
- 身長体重 - 205cm 140kg
- 超人強度 - 6800万パワー
- 主な必殺技 - 新キン肉バスター、完璧版マッスル・スパーク、ネメシスドライバー、パーフェクトディフェンダー、パーフェクトアセイラント、ネックパンプアップ、極・吊り天井固め、ペルフェクシオンバスター、〈完肉〉バトルシップ・シンク、審判のロックアップ、〈完肉〉新奥義アロガント・スパーク、亡羊捕牢固め、罵苦怒髏投、バスターズ・ドッキング（ポーラマンとのツープラトン）
- 声 - 草尾毅[153]

完璧・無量大数軍の第二陣として現れた一人で、“完肉”の異名を持つ。キン肉マンと似た外見で、マッスル・スパークなどの技を使うキン肉族出身の超人。体色は水色、額には「完」の文字があり、フェイスガードは眉の位置に付いている。ストロング・ザ・武道のことを相棒と呼ぶ。驚異的な身体能力を誇り、パンプアップで首を2倍以上に膨らませることもできる筋力と、ロビンマスクのタワー・ブリッジをも耐える柔軟性を併せ持っている。
鳥取砂丘に出現したサッカラの階段ピラミッドでは第6ステップにてロビンマスクと闘い、闘いの中、完璧超人こそ神に選ばれた者と語り、他属性の超人を「害虫（ゴキブリ）」と蔑む。死闘を通じて訴えるロビンマスクの「友情パワー」に対しても聞く耳を持たなかったが、ロビンマスクの強さは「下等超人の最高傑作」「鋼鉄の不沈艦」と評して認めていた。タワーブリッジ・ネイキッドに捉われるが柔軟性を駆使して耐え抜き、さらに暫定超必殺奥義ブリティッシュ・スティール・エッジを破り、力尽きたロビンマスクに〈完肉〉バトルシップ・シンクを用いて勝利。ロビンマスクの亡骸を鳥取砂丘の砂の中へ埋葬した。
ウォーズマンに敗北した自身最大の盟友の一人･ポーラマンに「お前と別れるのは残念」と伝えながらも自害の介錯を担い、ロビンマスクと同様に砂の中へ埋葬し、完璧・無量大数軍の使命が超人界の根幹を揺るがす存在であるキン肉マンの殲滅であることを明かした。
その後、イタリアに完璧超人始祖のガンマンが現れたのを知って超人墓場へと向かった。そこで悪魔将軍と対峙し、悪魔将軍の目的を知って超人閻魔を守るため立ち向かうも一度は振りきられてしまう。それでも超人閻魔を守るために国立競技場に姿を現し、許されざる世界樹内のサイフォンリング2階にてキン肉マンを対戦相手に指名するが、正義超人・ラーメンマンが現れ交戦する。キャメルクラッチを難なく破るなどして、ラーメンマンを圧倒するが、キン肉マンの声援によりモンゴルマンに変化したラーメンマンの反撃を受けて劣勢となる。全力の九龍城落地を叩き込まれるが、散っていった無量大数軍の同志への思いで発動した「火事場のクソ力」に似たパワーで耐え抜き、「お前の正義の魂が呼び覚まされた」と語るラーメンマンの言葉を認めず激昂し、マッスル・スパークでラーメンマンをKOした。その後、サイフォンリング4階で行われたシルバーマンとサイコマンの試合でシルバーマンが放った「アロガント・スパーク」に真の完璧超人にしかできない技だと多大な感銘を受ける。
その正体はキン肉タツノリの実弟で、13歳にして父王でさえ習得できなかったマッスル・スパークを習得するなど、兄以上の才能に溢れていた。しかし、それを危険視したキン肉族の側近は時の大王や側近に進言し、これを受けた側近の意向によりキン肉大神殿の地下深くに幽閉され、自身にまつわる記録を、存在ごと歴史から抹消された過去を持つ。また、幽閉された後、ネメシスの存在を語ることはキン肉族において御法度となり、彼の話題をわずかでも口に出した者は一人残らず処刑された（中にはネメシスを哀れんだ者もいたが、処刑されている）。そのためキン肉族を強く憎んでいるが、タツノリとの仲は良好で、優れた人格者だったと尊敬もしている。タツノリも大王への即位以前から人目を避けて度々弟の元を訪れており、面会に来た時は弟を助けられないことを涙と共に詫びられたのを見て、「兄さんに涙を流させる星（国）など滅べばいい」と激昂したほど。その際に近々処刑されることをタツノリから告げられ、兄の意を汲んで脱獄を決意。最期の言葉としてキン肉族の強さの源である「慈悲の心」が欠けていることがネメシス唯一の弱点であると忠告されている。それに対して「もはやオレには慈悲はない」と延べ、兄との別れを終え、自ら牢を破って脱獄。目指す先を信じて「聖なる完璧の山」へと至り、試練のためミラージュマンと交戦。カレイドスコープドリラーで劣勢に立たされるもキン肉王族伝統の防御で耐え、その姿にシルバーマンを見たことで認められ、完璧超人に転生を果たした。その際に容姿やマスクの形状が変化している。ブーツは紫に近いカラーだが、ミラージュマンから託された思いを受け継いだものなので彼のボディと同じ色になっている。
ストロング・ザ・武道は、自らにもしものことがあった際に残った勢力を導く存在としてネメシスを適任者に推している。同じ無量大数軍に所属していたネプチューンマンからは、頑なすぎるところはあるが非常に根は真面目で質実剛健であり、完璧超人界になくてはならないひとかどの男だと評されている。
ゴールドマンとして、ザ・マン（超人閻魔）と行動を共にしていた頃の悪魔将軍の過去を自ら調べ上げ、その結果、キン肉族を「シルバーマンの血を引く由緒正しき完璧超人の一族でありながら、地べたで這いずり回る下等超人たちに紛れて生きる道を選んだ愚かな一族」として見限り、また、キン肉族の血をも「裏切り者の血」として忌み嫌っている。そのためキン肉族についての話題となると、少なからずも動揺が生じ、ラーメンマンからもそれを指摘されている。ラーメンマンを撃破後、ネメシスはかつて兄に述べたようにキン肉王族を滅ぼすと自らの目的をキン肉マンに明かし、そのためにキン肉マンに会いに来たと復讐心をあらわにした。
許されざる世界樹での試合の翌日、阪神甲子園球場にてキン肉マンと対戦。キン肉マンを上回る力と技術で圧倒した上、キン肉バスターをペルフェクシオン・バスターで破りキン肉マンを敗北寸前まで追い詰める。その時に現れたキン肉真弓から本名がキン肉サダハルであることと、幼少の頃の真弓とハラボテ・マッスルに慈悲の心を持つ優しい大人になるように話していた過去が明かされるが、兄がキン肉族から受けた裏切りによって完全にキン肉族に失望して慈悲の心を捨て去ったことを告げ、キン肉マンと真弓を完璧超人へ勧誘する。その勧誘を断り、慈悲の心を持って闘うことを宣言したキン肉マンの怒濤の反撃を受けるも、セコンドへ就いたピークア・ブーと陰ながら見守るネプチューンマンの声援を受け、試合はお互いの必殺技を破り合う一進一退の互角の戦いとなり、観客の応援を二分する熱戦になる。自身に眠る火事場のクソ力を受け入れ、自らの意志で発動させてキン肉マンのマッスル・スパークを破ると、〈完肉〉新奥義アロガント・スパークを放ち、キン肉マンをマットに沈める。しかし、激戦でダメージを負った身体では耐えきることができず自身も倒れ、ミートの声で復活したキン肉マンのマッスル・スパークを受けて敗北した。
敗北後、キン肉マンと真弓からキン肉族への復帰を求められるも、それを拒否し完璧超人として武道の介錯で死ぬつもりだったが、ネメシスを守るために武道の前に立ちはだかったネプチューンマンや武道を討ち取ろうとする悪魔将軍の登場により処分は保留となった。そして、武道が悪魔将軍に敗れると共に超人墓場へと帰還し、キン肉マンへ再び過ちが起きた時には改めて闘うことを忠告した。
オメガ・ケンタウリの六鎗客編では、超人閻魔の玉座の周囲に鉄格子を巡らせている超人閻魔（ザ・マン）に、ジ・オメガマンの正体がスパイであったことを完璧・無量大数軍への登用試験の頃には気付いていたはずだと質問した後で、直接オメガ・ケンタウリの六鎗客を始末しようと駆けだそうとしたところをザ・マンに止められている。そして、ザ・マンから調和の神とその一派が下天して地上に襲来するであろうとの予言を聞いて怖気づくキン肉マンの前にネプチューンマンと共に現れて、キン肉マンを叱った後でキン肉アタルに兄タツノリの清廉さを感じると告げて、ザ・マンの所持するカピラリアの欠片は我々が全力で守り抜くことをキン肉マンたちに告げている。
オメガ・ケンタウリの六鎗客編の後の新シリーズでは、地上と天界を繋ぐ道であるバベルの塔へ入る8名の超人を選抜する話し合いの際には、完璧超人から自分が行くとネプチューンマンが立候補した後に自身も行くと立候補するが、ネプチューンマンから完璧・無量大数軍としてザ・マンから永遠の命を授かったネメシス自身は、ザ・マンが今回のバベルの塔での戦いに赴くべきと表明した「今の世代の超人」ではないと告げられたことで、やむなく引き下がった。
ゆでたまごの中井は、「キン肉マンやフェニックスと似てしまわないように、その上でクールな印象が出るように水色の肌にした」と語っている。幽閉されたエピソードは「キン肉族のひとりが地下に幽閉されている」というお蔵入りになった読切のネタをアレンジしたもの。
異名
キン肉族を捨てた男
慈悲無き王家への復讐者
異常なまでの天賦の才
孤高の天才
完璧超人を体現する誇り高き戦士
不世出の完肉
稀代の戦闘機
主な肩書き
完璧超人筆頭

#### マーベラス
- 種別 - 完璧超人
- 出身 -  中国
- 身長体重 - 198cm 130kg
- 超人強度 - 1800万パワー
- 主な必殺技 - ライジングドラゴン、双龍・塒固め、サイド・トライアングルホールド、四腕龍拳、〈完昇〉双龍同体飛燕
- 声 - 川原慶久[153]

完璧・無量大数軍の第二陣として現れた一人。“完昇”の異名を持つ。両肩に紅龍・蒼龍と称する竜の二頭を巣食わせており、普段は双肩に飾りのようにしているが「ライジングドラゴン」の掛け声に呼応し活動する。この二匹は自在に首を伸ばして獰猛な牙により攻撃を仕掛ける。ただし自我を持つためマーベラスの意志に反して行動することもある。修行の世代は異なるがラーメンマンと同じく超人拳法の伝承者であり、額にはその証しである「龍」の焼印が隠されている。ヘルメットの中はオールバックの黒髪。口癖は「キュワキュワ」。
全面対抗戦第二戦では鳥取砂丘に出現したサッカラの階段ピラミッドの第一ステップにてラーメンマンと闘い、戦いの中で超人拳法伝承者であることを明かし、自分を殺す気で戦おうとしないラーメンマンの「生かす拳」に怒りを見せるが、自身も正々堂々の勝利を目指すことを信条とする高潔な精神の持ち主であり殺人拳を良しとしなかった。
合わせ鏡の如き超人拳法の応酬の末、〈完昇〉双龍同体飛燕でラーメンマンを追い詰める。しかし迷いを持たず復活したラーメンマンによる首への集中攻撃によりダメージを蓄積していく中、再び〈完昇〉双龍同体飛燕を放つがこれを「双龍逆旋回」で破られ、両肩の紅龍・蒼龍を首に巻きつけた変形版の「九龍城落地」に繋げられ、首を絞め落とされて失神KO負けを喫する。首に集中してダメージを受けていたため自害する力がなかったが、完璧超人の掟に従い蒼龍に自らの心臓を食い破らせ自害した。最期にはラーメンマンともっと早く出会えていれば違った結末が迎えられたかもしれないと、ラーメンマンの強さを肯定し、完璧超人として生きたことは充足感を与え、後悔していないことを述べて息を引き取った。
ゆでたまごの中井は、話が進むうちにキャラクター設定が明らかにされたことで表情の作り方や体の動きが変わっていったパターンの典型として、マーベラスの名前を挙げている。
異名
超人拳法伝承者
強さに対する求道者

#### ジャック・チー
- 種別 - 完璧超人
- 出身 -  イタリア
- 身長体重 - 195cm 301kg
- 超人強度 - 3500万パワー
- 主な必殺技 - ボイリング・ショット、ダブルボイリング・ショット、クーラント・ショット、ファイヤーボールキック、ダウジングアイ、ダウジングドリル、〈完流〉フォーセットクラッシャー
- 声 - 松本忍[153]

完璧・無量大数軍の第二陣として現れた一人。“完流”の異名を持つ。その名の通り体中に蛇口を持つ超人。両腕の蛇口から放たれる水流や熱湯は直接攻撃だけでなく、推進力を利用した攻撃強化や相手の技の防御・返し技にも使用される。またダウジング能力により隠れた相手や源泉の位置を察知できる。一人称は「我輩」、口癖は「ジャジャー」。
全面対抗戦第二戦では、階段ピラミッドの第3ステップでブラックホールと対戦。ボイリング・ショットやダウジングドリルで掘り当てた間欠泉の蒸気によりブラックホールの技を封じ、至高のブラックホールの吸引力にも耐える。しかしとどめを刺そうとした時、ブラックホールがペンタゴンに変身。構わず攻撃するがペンタゴンの速攻に翻弄され、必殺のフォーセットクラッシャーもクロノス・チェンジで返される。最後はフォーディメンションキルに捉えられてKO負け（技が決まる際はペンタゴンからブラックホールに戻っていた）した。最期は「心安らかに死ねる」と言い残し、間欠泉の上で粉々になり絶命した。
ゆでたまごの中井によると、アメコミヒーローのアイアンマンの動きをイメージしたところもあるという。
異名
蛇口野郎
無慈悲な熱湯放射

#### グリムリパー
- 種別 - 完璧超人
- 出身 -  スペイン[1]
- 身長体重 - 206cm 102kg
- 超人強度 - 1000万パワー[1]
- 主な必殺技 - 八つ裂きハット（週プレNEWS連載時はキルハット）、完幻のスケルトンボディ、イグニシォンドレス、完璧超人秘奥義サンダーサーベル、完幻殺法スピア・ドレス、〈完幻〉ファントム・キャノン、ジョン・ドウズ アロウ / ハイキャパシティ ジョン・ドウズ・アロウ（ターボメンとのツープラトン）
- タッグチーム - ジョン・ドウズ
- 声 - 諏訪部順一[153]

完璧・無量大数軍の第二陣として現れた一人。“完幻”の異名を持つ。白い肌でナイフを仕込んだ帽子と黒装束に身を包む。完璧・無量大数軍のイリュージョニストと自称し、相手を幻惑・撹乱するような技を使いこなす。同時に、細身の体躯に似合わずバッファローマンのハリケーン・ミキサーを正面から受け止め、皮膚を容易に毟り取るほどの握力を持つ。また、ネメシスに匹敵する柔軟性と受け身の高い技術もあり異常な耐久性も持ち、スピードを最大の武器とする。一人称は「私」または「わたくし」で、口調も丁寧語（そのため、悪魔超人たちからは「オネエ野郎」と呼ばれていた）。口癖は「ニャガニャガ」。名前は死神（グリムリーパー）に由来する。完璧・無量大数軍の最古参でもある。
全面対抗戦の第二戦では、鳥取砂丘に出現した階段ピラミッドの第4ステップでスプリングマンと対戦。しかし第5ステップの崩落により試合はタッグマッチへ移行し、ターボメンと「ジョン・ドウズ」を組んでバッファローマン&スプリングマンの「ディアボロス」と戦う。初めてタッグを組んだ即席チームでありながら連携の取れたツープラトン攻撃でディアボロスを攻めたてる。余裕にあふれた不敵な態度を取っているが、バッファローマンがジョン・ドウズ アロウを受け止めた時には驚きを隠せず、バッファローマンをはじめとする超人たちのパワーの変化に興味を持つ。その後、ディアボロス・ロングホーン・トレインの攻撃を受けるターボメンを静かに見守り、一切援護を行わず見殺しをするような不可解な行動をとる。
実はバッファローマンの超人強度の増幅に興味を示しており、ターボメンとスプリングマンが倒れた後、ターボメンの亡骸から肉体を破壊しアースユニットを奪い取り自身の右腕に移植。亡骸をゴミ同然に扱うと、それを使ってバッファローマンの超人強度を査定しようと目論む。多彩な技でバッファローマンを追い詰め、悪魔超人としての全力を出させた上でパワー査定を開始するが、超人強度8000万パワーまで吸収可能なアースユニットが増大したパワーに耐え切れず破裂してしまう。直後、パワーを取り戻したバッファローマンのハリケーン・ミキサー2連発と超人十字架落としを受けてKO負け。しかしすぐ立ち上がり、「敬意を評し私を殺害する権利を与える」と発言。ロングホーンで胸を貫かせると、謎めいた言葉を残し消えていった。その後、銀のマスクから発した光によってスペインのサグラダ・ファミリア上空に潜伏していることが判明。完璧超人始祖のひとり・サイコマンとしての正体を現す。以降の詳細はサイコマンの項を参照。
異名
イリュージョニスト
死神の化身
夢幻の境地へ誘う雷神

#### ポーラマン
- 種別 - 完璧超人
- 出身 -  ノルウェー
- 身長体重 - 278cm 325kg
- 超人強度 - 7200万パワー
- 主な必殺技 - ポーラネイル、バックハンド・ネイルブロー、熊嵐固め、審判の仮面狩りネイル、マッキンリー颪（おろし）、〈完力〉マッキンリー颪、バスターズ・ドッキング（ネメシスとのツープラトン）
- 声 - 松山鷹志[153]

完璧・無量大数軍の第二陣として姿を現した一人で、“完力”の異名を持つ。白熊の毛皮を羽織った巨漢超人。口癖は「パキャパキャ」。必殺技のマッキンリー颪には自らの下半身で着地するパターンと相手の体を下敷きにして着地する2種類のパターンが存在する。下敷きにするほうは<完力>の名が付けられていた。ネメシスから一目置かれており、「最大の盟友」と呼ばれている。
全面対抗戦第二戦を締める最後の対戦相手として、階段ピラミッドの最上段にリングを設けウォーズマンと対戦。ロビンマスクの死で冷静さを欠いたウォーズマンの攻撃を“完力”の異名通りの鋼のような筋肉で防ぎ、持ち前の怪力による猛攻でウォーズマンをK.O寸前まで追い詰めたが、迷いを断ち切りスーパーユウジョウモードを発動させたウォーズマンのパロ・スペシャル ジ・エンドにより、全身の骨を砕かれて敗北した。
試合後、完璧・無量大数軍の掟をウォーズマンに語る。骨を折られて自害できないためネメシスの介錯を望んだ。一度はウォーズマンにより阻まれるが、二度の執行を受け死亡した。遺体はネメシスにより、鳥取砂丘の砂の中に葬られた。
試合中、機械超人は闘うことしか考えていない超人だと罵るが、ウォーズマンとの死闘で心境が変化して、埋葬される寸前にそれを訂正し、介錯を拒んだウォーズマンの中に優しさを見出していた。
死後、プラネットマンの人面プラネットによって魂を召喚される。完璧・無量大数軍の存在がサイコマンの正体を隠すための隠れ蓑であったことを悟るが、サイコマンによって消滅させられた。
異名
本家"熊の爪"
絶対的パワーを誇る熊男

### 完璧超人始祖（パーフェクト・オリジン）
- ザ・マン

#### ミラージュマン
- 種別 - 完璧超人
- 出身 -  ポルトガル
- 身長体重 - 263cm 405kg
- 超人強度 - 2200万パワー
- 主な必殺技 - ミラースナイプビーム、カレイドスコープドリラー、姿鏡体殺封じ、魔鏡幻影殺[11]

"完璧・参式"（パーフェクト・サード）の称号を持ち、「氷のダンベル」を所有する完璧超人始祖。聖なる完璧の山（超人墓場）へ通じる黄泉比良坂の番人の役目を与えられている、全身鏡張りの超人。口癖は「ゴバッゴバッ」。
超人墓場へ侵攻し完璧超人始祖を全滅させようとする、かつての同志・悪魔将軍（ゴールドマン）と戦わなければいけないことに哀しんでいたが、番人としての使命を守るため対戦する。左手のカレイドスコープドリルは硬度10のダイヤモンドパワーに変質させることができると豪語するが、悪魔将軍からは「ダイヤモンドパワーと呼べる代物ではない」と一蹴され、ダイヤモンドパワーの手刀に叩き折られた。さらに当時から全く進化していないと告げられ、進化した力との差を見せつけられ地獄の断頭台を受けて敗北し、死亡した。
過去にはキン肉族を捨て、完璧超人を目指したネメシスとも闘ったことがあり、硬度10の「カレイドスコープドリル」を使った猛攻で圧倒するが、ネメシスが使用した肉のカーテンからシルバーマンの面影とネメシスの素質を見出し、完璧超人として認め転生させた。さらに、超人閻魔（ザ・マン）とマグネット・パワーの情報収集のために超人墓場に来訪したジ・オメガマン（オメガマン・ディクシア）とも対戦し、その実力を認めて超人墓場への入山を許可した。
完璧超人始祖を超人墓場から外の世界に出入りさせないための役割もしており、たびたび下等超人の粛清を主張していたガンマンからは「カタブツ」呼ばわりされ疎まれていたが、アビスマンからは好かれていた模様。
デザインは『キン肉マンII世 究極の超人タッグ編』終盤の応募超人のミラージュをアレンジしたものとなっている。
異名
鉄壁の門番
黄泉比良坂の番人
神代より立ち塞がる鏡の化身

#### アビスマン
- 種別 - 完璧超人
- 出身 -  トルコ
- 身長体重 - 202cm 185kg
- 超人強度 - 2600万パワー
- 主な必殺技 - アビスガーディアン、グレイブヤードタックル、完璧・肆式奥義 奈落斬首刑

"完璧・肆式"（パーフェクト・フォース）の称号を持ち、「焔のダンベル」を所有する完璧超人始祖。超人墓場の最高監察官として「禁断の石臼」の管理をしており、墓守鬼たちから慕われている。完璧超人始祖の中では珍しくフランクな口調で、口癖は「モガモガ」。口を覆うマスクの下には太古の昔に特訓中にザ・マンから受けた傷がある。ミラージュマンのことは、死んだ完璧超人始祖に興味はないと一蹴するが、少しはいい奴だったと述べている。
正面から組んだパワー勝負は完璧超人始祖随一で、その姿勢はザ・マンの理想に最も近いと評される。また、集中力と反射神経をさらに養い究極にまで高めた時、「パーフェクト・ザ・ルール」の称号を与えることを約束される。そして精神修行を重ね、背後からの攻撃を一切受け付けない完璧超人奥義"アビスガーディアン"を身につける。そのため、背中には太古の昔にゴールドマンからつけられたひとつの傷しかない。
「禁断の石臼」を逆に回そうとする悪魔将軍を止めるため対戦する。"アビスガーディアン"により悪魔将軍の攻撃を防ぎつつパワーファイトを繰り広げ、奈落斬首刑の圧倒的な威力により硬度調節機能を破壊したが、"アビスガーディアン"が背後からの攻撃にしか反応しない弱点を大雪山落としによって破られ、地獄の九所封じによって四肢を封じられたことで戦力を削がれ、最後は地獄の断頭台を受けて敗北し、死亡した。
回想シーンでは特訓しているシーンが特に多く、サイコマンが発見したマグネット・パワーをドーピング同然であると一蹴している。当時はザ・マンや他の完璧超人始祖から背中が隙だらけと言われていた。また、奈落斬首刑が肆式奥義であることが語られている。
異名
パーフェクト・ザ・ルール

#### ペインマン
- 種別 - 完璧超人
- 出身 -  アルゼンチン
- 身長体重 - 198cm 95kg
- 超人強度 - 1800万パワー
- 主な必殺技 - ダミーバブル、ファイヤーボールプレス、ペインリカバリー、テリブルペインクラッチ

"完璧・伍式"（パーフェクト・フィフス）の称号を持ち、「風のダンベル」を所有する完璧超人始祖。体中にエアバッグである丸い突起物を持ち、それが緩衝材（クッショニングマテリアル）となり痛みを感じることのない超人。口癖は「テハハハ」。よく笑い、大きな声で周囲に呼びかけるなど陽気な性格。墓守鬼たちから慕われている。
真っ直ぐぶつかり合うだけでは不必要に衝突し傷つくだけという信念を持ち、柔軟な考えが最も大切だと考えている。太古の昔にゴールドマンとはダイヤモンドボディと緩衝材ボディのどちらが優れているかをはじめとして、主義主張などあらゆることで言い争いをしていたが、本人はその言い争いを何よりも楽しんでおり、ゴールドマンが去ってからはその言い争いができなくなり哀しかったという気持ちをジャンクマンに吐露していた。
完璧超人始祖を倒しダンベルを奪おうとする悪魔六騎士の前に現れ、ジャンクマンと始祖の門の円形金網リングで対戦。あらゆる衝撃を吸収する体質でジャンクマンを追い詰めるが、ジャンクハンドの空撃ちで熱を帯びたことにより緩衝材の内部の空気が膨張し、そこを衝かれて胸の緩衝材を破られる。ジャンクマンにゴールドマンですらなし得なかった緩衝材を破った事実を褒め称え、それでもなお優勢な立ち回りを見せるものの、左のジャンクハンドを犠牲にして機動力を上げたジャンクマンの捨て身の作戦にかかり、右のジャンクハンドと捨てた左のジャンクハンドによるオーバーヒートジャンククラッシュにより、全身の緩衝材が破裂して敗北。ジャンクマンに「風のダンベル」を託し、ゴールドマンが育てた下等超人が自分を超えたことに満足しながら、墓守の鬼たちにジャンクマンに危害を加えないよう言い残し、笑いながら息絶えた。
異名
史上最強の"素材"
痛みを感じない超人

#### ジャスティスマン
- 種別 - 完璧超人
- 出身 -  スイス
- 身長体重 - 209cm 136kg
- 超人強度 - 1500万パワー
- 主な必殺技 - タービンストーム、大木腕固め、ジャッジメントクラッシュ、ジャッジメントツイスト、ジャッジメントアヴァランチャー、ジャッジメントウィンドミル、完璧・陸式奥義ジャッジメント・ペナルティ

ジャスティスの項も併せて参照。"完璧・陸式"（パーフェクト・シックス）の称号を持ち、「光のダンベル」を所有する完璧超人始祖。「裁きの神ジャスティス」と語り継がれる人物で、兜を装着した状態でのシルエットはラーメンマンやモンゴルマンに酷似している。兜を外した頭部は脳が透けており、体中に血管が浮き出ている特異な姿をしている。口癖は「ハワァーッ」。
特殊能力を用いず、鍛え抜いた強靭かつ柔軟な肉体を駆使した王道ともいえる正統派な技法とクレバーな思考を武器とする。脳が見えるほどに透き通った頭部は、ゴールドマンのダイヤモンドパワーに匹敵する硬度を持つ。悪魔将軍からは「完璧超人始祖の中でも技術や隙のなさは群を抜いており、冷静沈着という言葉が似合う男」「ザ・マンに理想や戦い方が最も近く、私でも倒すとなると少々骨が折れるかもしれん」と述べられており、サンシャインを驚かせていた。
「超人が神さえ超える存在になる」と掲げるゴールドマンとシルバーマンの思想を理解できず、また感情で動かされることについても地上を混沌に逆戻りさせる罪であると考えている。ただしゴールドマンとは完璧超人を離脱することを打ち明けられるなど親しかったこともあり、自身が結果として二人を殺し合わせたことには後ろめたさも感じている。その他の超人たちについては寿命に「永遠」がなく終わりがあるという理由から「完璧」と認めず卑下している。また弟子であったミロスマンが負けたことについては「敗者に興味はない」と完全に見限っている。一方アシュラマンからは大昔に悪魔超人と正義超人それぞれの指導者であるゴールドマンとシルバーマンの首を斬り合わせたことで、ジャスティスマンのせいで全ての地上の超人の進歩は数万年単位で遅れたと言われている。
兜の先に繋がっている"裁きの天秤"は相手の罪の重さを量ることができ、これによってアシュラマンの実力を裁いたが決着がついてもなお天秤は均衡を保っており、アシュラマンの罪は認められなかった。このことからサイコマンには信念を乱されつつあることを指摘されており、テリーマン戦を途中棄権したことからついに「私の邪魔をする天才」とまで言われる。
かつて弟子のミロスマンが敗れて両腕を奪われた地である魔界に姿を現し、悪魔六騎士の一人アシュラマンと対戦する。弟子であるミロスマンの技術を受け継いでいたアシュラマンの6本の腕を生かした攻撃を数々をことごとく見切り、圧倒的な力の差を見せつける。自らの腕を捨て去り、死亡した悪魔超人の腕を使用して反撃に出たアシュラマンの増大し続ける力に驚きながらも、ブラッドユニット阿修羅バスターを頭部にくらっても不動の防御力を見せつけた後、必殺技ジャッジメント・ペナルティでアシュラマンの三面と6本の腕を粉砕して、勝利を収めた。
その後、武道やネメシスが国立競技場に姿を現すと、程なく他の始祖と共に現れ、許されざる世界樹内のサイフォンリング3階にて正義超人・テリーマンと交戦する。
テリーマンの猛攻をものともせず、あえて義足であるテリーマンの左足を狙わずに完全な勝利を収めることで下等超人から希望を断ち切ろうとする。終始テリーマンを圧倒し、最後はジャッジメント・ペナルティでの処罰を執行するが、テリーマンが義足を自ら破壊したことでその技に耐え抜き、なおも戦う意志を失わなかったため「ダブル・ジョパディ（二重処罰の禁止）」に基づきそれ以上の刑の執行を行わず、「光のダンベル」を譲り自らの敗北を認めた。
シルバーマンがサイコマンを破り全てのダンベルが揃ったことにより、始祖としての役目を終えて超人たちに未来を託して消滅するはずだったが、ダンベルのシステムをサイコマンが作り変えていたことによって生きながらえる。サイコマンとシルバーマンの消滅を見届けた後、テリーマンから正義超人と共に歩むように求められたがそれを拒否し、サイコマンによって生かされた自分にできる新たな役割を探すために戦いの決着を見届けることなく旅立った。
オメガ・ケンタウリの六鎗客編では、サグラダ・ファミリアに向かうキン肉マンとミートの眼前にワープゾーンを出現させて気付かれずに手を貸した後、どこかへ飛び去った。そして、関ヶ原でオメガ・グロリアスがフルメタルジャケッツに敗北した後に、アリステラたちを制裁するために実体化した大魔王サタンに裁きを下すために上空から出現した。アリステラやアタルらを守るために戦おうとするジャスティスマンに困惑するアタルに対して、自身が身を引いたのは新しい世代の超人に干渉することであり、自分やサタンは古い存在で負の遺産を後世に残さないのが自身ら完璧超人始祖の仕事だと言う。アリステラには罪人だった祖先の罪を引き継ぐのを辞めようとしているその生き方を良いことだと言い、アリステラから「後で話がしたい」という頼みを聞くとそれを承諾してサタンと対戦する。そして、サタンとの力の差を見せつけサタンを圧倒し完璧・陸式奥義ジャッジメント・ペナルティでサタンの実体を粉々に砕いて勝利した後、太古にザ・マンから聞いた数億年前から存在していた本当の危機についての話をキン肉マンたちに聞かせるために、ワームホールを開いてキン肉マンたちやアリステラたちを超人墓場へと連れていく。帰還した超人墓場で亡骸が放置されているミラージュマンとアビスマンとペインマンを埋葬する許可を墓守鬼たちに与えた後で、超人閻魔の玉座に座るザ・マンのもとに行き、周囲に鉄格子が張り巡らされているのを見て、実にザ・マンらしいと感想を述べている。
登場時はラーメンマンと同じシルエットのデザインだったが、そのままでは昔のキャラクターは超えられないと考えられデザインが変更された。中井はお気に入りの始祖としてジャスティスマンを挙げている。
「キン肉マン超人総選挙2015」では29位となり、ジャスティスマンの描きおろしイラスト入りTシャツが全投票者の中から抽選で29名にプレゼントされた。「キン肉マン超人総選挙2021」では8位にランクインしている。
異名
裁きの神
裁きの神と呼ばれた伝説の男
一糸乱れぬ深碧の武人
理想を見極める裁定者
希望にあふれる未来の守護者
"聖なる完璧の山"への案内人
燦爛たる次代の守護者

#### ガンマン
- 種別 - 完璧超人
- 出身 -  モロッコ
- 身長体重 - 302cm 580kg
- 超人強度 - 3800万パワー
- 主な必殺技 - エルクホルン・シザース、真眼（サイクロプス）、ビハインドエルクホルン・シザース、"本顔"あぶり出し固め、完璧・漆式奥義 エルクホルン・コンプレッサー、完璧・漆式奥義 エルクホルン・テンペスト

"完璧・漆式"（パーフェクト・セブンス）の称号を持ち、「土のダンベル」を所有する完璧超人始祖。岩のようにヒビ割れた肌と鹿のような角「エルクホルン」を持つ一つ目の超人で、口癖は「シャババー」。始祖の中でも特に武闘派で選民思想の持ち主であり、一般超人を「ド下等」と呼び、「嘘偽りのない純粋な腕比べ」という思想を他者に強制してはばからない傲慢な性格である。また、これまでに倒した下等超人のこともほとんど覚えていない。
真眼（サイクロプス）と称する一つ目には、未来を見通しあらゆる嘘を暴く能力が備わっており、瞳から放たれる光を浴びると変身能力や化粧が解け、本来の姿が暴かれる。その力を用いることで下等超人の中から完璧超人に近い力を持つイレギュラーが台頭していくことを見抜いており、早くからその粛清をザ・マン（超人閻魔）に対して主張し続けていた。超人閻魔の「優秀な超人は厳しい審査の末に完璧超人に引き上げてもよい」という考え方に反対しており、完璧無量大数軍に対しても「取り巻き」と評している。
悪魔将軍に超人墓場が破壊されたことを受け、自由に粛清を行うため地上へ出現。かつての完璧超人の総本山であった「完璧の塔」の跡地であるイタリアのピサの斜塔の特設リングにおいて悪魔六騎士の一人・スニゲーターと戦う。スニゲーターの変身能力を真眼で封じた上に身体能力でも圧倒的な力の差を見せ、スニゲーターの正体である恐竜の足のパワーも通用しなかった。最後は必殺技エルクホルン・テンペストでスニゲーターの体をバラバラにして勝利。自分の持つ「土のダンベル」を奪う挑戦者を待って塔の中に消えていった。
その後はモニター越しにサイコマンと幾度となく口論を繰り広げていたが、武道やネメシスが国立競技場に姿を現すと程なく他の始祖と共に現れ、許されざる世界樹内のサイフォンリング1階にて悪魔超人・バッファローマンと交戦する。バッファローマンの怪力を上回る圧倒的な力でバッファローマンを手玉に取り、さらに"真眼"でバッファローマンが自分の心に嘘をついて本当の力を発揮していないことを見抜く。キン肉マンの声援と悪魔将軍からの勅命を受けて嘘をつくことを止め、本当の力を解放したバッファローマンを相手にしてもなお、互角以上のパワーファイトを繰り広げて純粋に闘いを楽しんでいた。しかし闘いの最中、バッファローマンから自分が"真眼"で超人閻魔を見ようとしていない事実を突きつけられ、超人閻魔を見るように説得されるが超人閻魔を心から信頼している以上そんな必要は無いとして聞き入れなかった。激しい攻防の末、バッファローマンの全力の攻撃を受けて立つ構えだったが、バッファローマンの後ろに鎮座する超人閻魔が視界に入り、見えそうになった今の超人閻魔の姿から目を逸らした一瞬の隙にバッファローマンの新技・ハリケーン・ギガブラスターを受け敗北した。
敗北後はゴールドマンを含む始祖10人でザ・マンの修行を受けていた楽しい日々を懐かしみつつ、嘘偽りなく戦ったバッファローマンを褒めたたえ、たったひとつの嘘が敗北を招いてしまうことを忠告した。自分がついたたったひとつの嘘について語ることは無かったが、最期は「ド下等」と付け加えながらも、自分を倒して記憶に刻み込んだバッファローマンに「土のダンベル」を託し、その名を嬉しそうに呟きながらこの世を去った。ジャスティスマンからは「真実にこだわる余り真実から目を背けた」ことを敗因に挙げられている。しかし、ガンマンが倒されたという事実はジャスティスマンに大きな衝撃を与え、彼の進むべき道に影響を与えている。
同じ完璧超人始祖のシングマンとは、主義を同じくする盟友同士だと語る。逆にサイコマンとは犬猿の仲であり、超人閻魔の許可さえあればすぐに殺してやりたいと言い切るほどに憎悪している。
WEB連載初登場時のみデザインが異なり、真ん丸の目としゃくれた顎に裸足で肌のひび割れもなかったが、「悪魔将軍と同格であるにしては威厳が足りない」という理由で翌号以降は現行のデザインに変更され、単行本においても全て修正された。デザインが変更されたものの、変身を繰り返すスニゲーターを非難し「私は変身などしなーい!」と豪語していたことに関しては「そこは全然意識していなかった」とゆでたまごの嶋田は語っている。変更前のデザインはコミックス47巻の巻末企画に掲載されているほか、2014年8月29日にディファ有明で行われた、キン肉マン35周年記念イベント『キン肉マンCARNIVAL 2014』内でのチャリティーオークションに、イラスト色紙として出品された。
ゆでたまごの嶋田は、コミックス52巻のベストシーンとしてガンマンが超人閻魔から目を逸らす直前の場面を選んでおり、バッファローマンが意図的に直視させたのか、それとも結果的にそうなったのか答えは内緒としている。
異名
真贋見極めしサイクロプス
真眼の粛清者
強きを求めし者
聖なる眼の蒼き怪物

#### シングマン
- 種別 - 完璧超人
- 出身 -  アメリカ
- 身長体重 - 298cm 800kg
- 超人強度 - 3000万パワー
- 主な必殺技 - シングデモリッションウェーブ、エクストリームショルダーアーマリー、ショルダーアーマリー・ディスクカッター

"完璧・捌式"（パーフェクト・エイス）の称号を持ち、「星のダンベル」を所有する完璧超人始祖。サンシャインにも劣らぬ巨躯と、何億年も前に地球外からアメリカ大陸に飛来した隕石で構成された強固な体の持ち主。口癖は「ギラギラ」。シングデモリッションウェーブ発動時に「マッ!」という掛け声を放つ。
両腕を交差させて叩くことで音叉のように音の振動波を飛ばすシングデモリッションウェーブと、両肩のショルダーアーマリー内部に装備された武器を使った攻撃を得意とする。
「超人界再浄化計画」を企み、アメリカ・ニューヨークの自由の女神をコンプリート・コンクリートを使って完璧超人界繁栄の象徴「完璧の巨像」に作り替える。その手の平に作られた特設リングにて悪魔六騎士の一人サンシャインと対戦する。サンシャインの攻撃を強固な体で防ぎながら、あらゆる衝撃を吸収するサンシャインの砂の身体をショルダーアーマリーで生成したコンプリート・コンクリートで固めることで封じる。さらにシングデモリッションウェーブによってサンシャインの身体と胸のキーパーツを破壊してK.O寸前まで追い詰めた。だが、自らの醜態を嘆くふりをしたサンシャインの頼みで海に埋葬しようとしたことがきっかけとなり、サンシャインの身体を復活させることとなりサンシャインの復活を許してしまう。さらに、地球外物質を傷つけることはできないと判断したサンシャインによりショルダーアーマリーから引きずり出されたディスクカッター目掛け、新技コンプリートサンド・セメタリープレスを放たれて敗れた。
敗北後、超人墓場の誕生と完璧超人が地上の超人の指導・監視をするに至った経緯を話し、太古の昔から今なお変わることのない下等超人の品性下劣さに憤慨するも、サンシャインに奪われた「星のダンベル」で頭を潰された挙句、天高く打ち上げられた。
サンシャインからも真面目で義理堅いと言われる性格だが、半面神経質かつ完全主義なところがありかなり気が短い。完璧超人始祖の中でも特にザ・マンを尊敬している。超人墓場建設後、地上に残る完璧超人の痕跡を消すためにザ・マンを模して世界中に建造された「完璧の巨像」を粉砕して回る役目を引き受けていたが、ザ・マンの像を破壊する際には涙を浮かべていた。
完璧超人始祖の一人、ガンマンとはイレギュラーを粛清すべきという主義を同じくする盟友であり、サイコマンとは犬猿の仲でもある。しかし、回想でサイコマンからいきなりマグネット・パワーの実験台（餌食）にされた際は怒った様子も見せず、冷静な態度を取りサイコマンに話の続きを促すように配慮している。
ゆでたまごの嶋田によると、「ギラギラ」という笑い声は金属の共鳴する音をイメージしたとのこと。
デザインは『キン肉マンII世 究極の超人タッグ編』終盤の応募超人のドッペルマンをアレンジしたものとなっている。
異名
崩壊の鐘を奏でる演奏者
音波操る巨獣
破壊波唸る白緑の音叉

#### カラスマン
- 種別 - 完璧超人
- 出身 -  ネパール /  日本
- 身長体重 - 260cm 190kg
- 超人強度 - 2000万パワー
- 主な必殺技 - 鴉団扇、鴉団扇叩き、体躯鸚鵡返し、クロウビーク、クロウフェザーシールド、クロウフェザーファイヤーボール、クロウズ・ボムズアウェイ、孔雀羽根斬刃、クロウビークシザース、完璧・玖式奥義 鴉の早贄刺し

"完璧・玖式"（パーフェクト・ナインス）の称号を持ち、「闇のダンベル」を所有する完璧超人始祖。背中に黒い翼を持ち、鴉のような仮面を身に着けたスマートな体格の超人。口癖は「カララ〜ッ」。
ゴールドマンでも捕らえることのできなかったスピードに絶対の自信を持ち、そのスピードと翼やくちばしといった自らの体の特性を活かした様々な技を駆使する。かつてゴールドマンに自身唯一の黒星をつけられた過去を持ち、可愛がっている二羽の鴉に「ネバー」「モア」とそれぞれ名づけ、誰かに敗北することは二度とない（Never more）と豪語している。
日本・京都の銀閣寺を大量の鴉を使い銀箔でコーティングし、太古の昔にシルバーマンが超人たちを指導した「シルバーキャッスル」を再現し、その真下に作られた特設リングにて悪魔六騎士の一人であるザ・ニンジャと対戦する。ザ・ニンジャの得意技である順逆自在の術をも上回るスピードで繰り出される返し技「体躯鸚鵡返し」をはじめとした技の数々でザ・ニンジャの忍術を次々と破り圧倒していった。だが、死の寸前まで追い詰められながらも正義超人軍の激励によって再び闘志を燃やしたザ・ニンジャのクモ糸縛りに捕らえられ、「体躯鸚鵡返し」で返そうとするも顔写しによって姿と能力をコピーされ、順逆自在の術と「体躯鸚鵡返し」の掛け合いの勝負となる。目にも止まらぬ超スピードでの技の掛け合いの末、最期はクモ糸縛りによって体をバラバラに引き裂かれて敗北した。ザ・ニンジャの言葉から、人付き合いが苦手なゴールドマンが悪魔超人たちから慕われていることに安堵しつつ息絶えた。
サイコマンには、下等超人のことを心の底では認めたがっていたという迷いが敗北につながったと指摘されている。
『キン肉マン 公式ファンブック 超人閻魔帳』にて採用された超人。ゆでたまごの嶋田は「敵側で使ってみたい」とコメントしていた。採用時点ではネパール出身とされていたが、後にサンエイムック『キン肉マン大解剖 新装版』において公表されたプロフィールで日本出身と設定された。
異名
昊天翔ける黒き旋風
神速不屈の大鴉
異次元のスピード
残忍かつ高潔な黒き翼
電光石火の才器
血を渇望する宵闇の鴉

#### サイコマン
- 種別 - 完璧超人
- 出身 -  スペイン
- 身長体重 - 206cm 102kg
- 超人強度 - 1000万パワー
- 主な必殺技 - イグニシォンドレス、巨握の掌（きょあくのて）、完幻殺法スピア・ドレス、〈完幻〉ファントム・キャノン、マグネット・パワー、マグネティカ・ボンバー、完璧超人秘奥義サンダーサーベル、サンダーサーベルスコール、ロンゲストサンダーアロー、完璧・拾式奥義 輪廻転生落とし（グリム・リーインカーネーション）

グリムリパーの項も併せて参照。"完璧・拾式"（パーフェクト・テンス）の称号を持ち、「雷のダンベル」を所有する完璧超人始祖。慇懃無礼な言動を取り、敵だけではなく敗北した仲間に対しても平然と蔑みの言葉を掛ける。本来は超人墓場からの出入りができない完璧超人始祖の中で唯一、超人閻魔より出入りを許されている。表向きは完璧・無量大数軍のグリムリパーとして活動していた。黒を基調としたグリムリパーの衣装から対照的に白を基調とし細部も異なる衣装に変化するが、全体的な外見はグリムリパーとほぼ同様である。
かつての同志であるシルバーマンのことはただ一人の理解者として信頼し、非常に強い執着心を持つ。また唯一敬意や憧れを抱き、指標にし続けてきた。逆に兄であるゴールドマン（悪魔将軍）は裏切り者と嫌悪しており、その流れを汲む悪魔超人も「本物のクズ」と軽蔑している。ガンマンやシングマンとは犬猿の仲であり、頭に血の上りやすい彼ら二人をからかうのを楽しんでいる。ガンマンの戦闘能力の高さだけは評価していたと口をこぼすが、負けた際は敗者として蔑んでおり、ブロッケンJr.を激怒させた。ジャスティスマンに対しては常々いつ裏切るかと疑っており、「消えてもらった方が都合がいい」「私の邪魔をすることにかけては天才」と臆面もなく言い切っている。超人閻魔への忠誠心は強く、他の始祖が超人閻魔を「あやつ」と呼んでいる中で唯一、「閻魔さん」と呼んでいる。シルバーマンとのスパーリング戦績は五分と五分。
マグネット・パワーを初めに発見した超人で、手の甲からエネルギーを放つ。現在のサグラダ・ファミリアがある地にマグネット・パワーの噴出孔であるアポロン・ウィンドウを発見して以降、その地下に籠り研究を重ね、超人墓場建設の根拠となる超人パワー人工生成装置「禁断の石臼」を完成させる。また、かつてネプチューン・キングに期待して彼を弟子入りさせ、マグネット・パワーのコツを伝授したことがあったが、後にネプチューン・キングが強さに溺れてしまったために完璧無量大数軍の資格を剥奪し、敗北したネプチューン・キングのことは「最低の小者」と呼んで蔑んでいる。マグネット・パワーの利用は他の始祖全員から反対されており、ただ一人賛同してくれた超人閻魔によって管理を任されている。
鳥取砂丘リングにてバッファローマンに殺害されたように見せかけ、サグラダ・ファミリアを守るためにその場に移動していたがシルバーマンにより姿を暴かれてしまう。生存が判明した後は、サイコマンとしての正体を明かした。そこで悪魔六騎士の一人・プラネットマンと対戦し、プラネットマンの多彩でトリッキーな技を認めるも、バッファローマン戦でも見せた握力とマグネット・パワーで圧倒した。プラネットマンの最後の大技である魔技・人面プラネットによって召喚されたかつての同志である完璧・無量大数軍に対しても容赦なく攻撃を加え次々と消滅させ、〈完幻〉ファントム・キャノンでプラネットマンをリングに叩きつけて粉砕し、勝利する。
その後はモニター越しにガンマンと幾度となく口論を繰り広げ、ジャスティスマンに対しては裏切りを見越して警告していたが、武道やネメシスが国立競技場に姿を現すと、程なく他の始祖と共に現れ、カラスマンとの闘いですでに重傷を負っていたザ・ニンジャを一蹴、許されざる世界樹内のサイフォンリング4階にて、正義超人・ブロッケンJr.と交戦する。
序盤はブロッケンJr.を下等の域にも達していないと見下すが、予想をはるかに超えるブロッケンJr.の握力や怒涛の攻撃を受け、その評価を改める。しかし、それでもなお埋めようの無い実力差を見せつけ、〈完幻〉ファントム・キャノンでリングへ叩きつける。さらに完璧・拾式奥義でとどめを刺そうとするも、突如現れたシルバーマンの仲裁により制止し、完璧・拾式奥義からリフトアップスラムへ切り替えて勝利した。
その試合の中で、シルバーマンがゴールドマンの動向を監視する完璧超人のスパイであり、正義超人も悪魔超人の勢力を抑止するために作られ利用してきたことを語り、キン肉マンたちを動揺させるが、シルバーマンの真意を知ると必死にシルバーマンへ完璧超人への帰還を求め、それが叶わないと知ると涙を流し、サイフォンリング4階にてシルバーマンと連戦する。マグネット・パワーを否定するシルバーマンに対して、その素晴らしさを知ってもらうため、マグネット・パワーを駆使した技の数々でシルバーマンを苦しめ、シルバーマンに完璧・拾式奥義 輪廻転生落としを決めるも、技の落下地点がブロッケンJr.と闘った際に開いたくぼみだったために、シルバーマンをKOするには至らなかった。さらに、自ら放ったロンゲストサンダーアローを逆に利用されてマグネット・パワーを破られてしまい、マグネット・パワー無しの輪廻転生落としで逆襲に出るが、マグネット・パワーに頼り過ぎていたために本来の技の研鑽を怠っていた弱点を見抜かれ、逆にシルバーマンの完璧・弐式奥義アロガント・スパークに返されて敗北した。
敗北後、悪魔将軍の集めた始祖の10個のダンベルの力で超人閻魔や他の始祖共々消滅するはずだったが、はるか昔そのシステムを自分だけが消滅するように作り変えていたことを明かした。消えゆく中、シルバーマンへの憧れとシルバーマンのようになりたかったという本心と、今まで自身につき従った尽くしてくれたことに礼を言われたザ・マンへ自身を完璧超人始祖に選んでくれたことへの感謝の気持ちなどを伝えながら、シルバーマンの腕の中で完全に消滅する。最後までマグネット・パワーへの執着心は失わなかったが、世界をよりよくすることのできる力であり、世界平和のために使うという確固たる信念を持っていた。消滅する間際にシルバーマンにもそのことを理解して欲しかったと言うも、その発言を認められないと言うシルバーマンには「らしい」と苦笑を浮かべており、ダンベルのシステムを作り変えていたことも、神となるべき始祖を消させまいとする彼なりの仲間意識であり、日頃罵倒し続けていたガンマンのことも救いたいと考えていて、心の奥底では憎からず思っていた。
超人墓場にある自室には、天蓋付きベッドやぬいぐるみが置いてあるなど、少女趣味を思わせる内装となっている。また、自分の顔を「高貴なお顔」と言うなど、かなりのナルシスト。ゴールドマンからは「新たなる進化に最も近い始祖だが、それを恥ずべきものと感じ同族嫌悪で否定している」と評され、シルバーマンからも「同じ道を歩んでいれば、僕と違って本物の正義超人になれたのかもしれない」と言われた。キン肉マンやバッファローマンやウォーズマンたちからも、ガンマンと同じく「敵として出会わなければ、分かりあえる仲になれたのかもしれない」と惜しまれていた。
他のキャラクターとの差別化で技に優雅さが強調されていたが、昔は他の始祖たちと一緒にプロレス的な修行をしていたという部分を見せるため、拾式奥義に関しては『キン肉マン』の王道的な落下激突技になった。ゆでたまごの嶋田は、ヘル・ミッショネルズ以上のマグネット・パワーの使い手に見える描き方を常に意識したという。また、嶋田は当初は単純にオネエにするつもりだったが、途中からキャラクターの重要度も増したため、セクシーさのあるプロレスラーと評される中邑真輔の要素をプラスしたことでいいキャラクターに育ったと語っている。
人気投票企画「キン肉マン超人総選挙2017」では11位にランクインしており、嶋田は「最初は嫌なヤツ風に見せていたが、その頃から最後はみんなに好かれるキャラになるといいですね、と担当とも話していたので嬉しい」と述べている。
異名
技のイリュージョニスト
最後の始祖（オリジン）
狂喜に満ちた唐紅の奇術師
マグネットの怪人

### ノック
- 種別 - 正義超人
- 声 - 石川英郎（完璧超人始祖編[18]）

宇宙超人委員会の構成員で、委員長の右腕。主にゴングマンを務める。有能な人物であり、委員長に縦横無尽の働きを要求され続けるが、若干疲労とストレスがたまり気味。キン肉マンとネメシスの甲子園球場での試合では、試合開始まで半日余りの短い時間ながら、徹夜で会場設営を間に合わせた。委員長が最も信頼する側近であり、組織内でもかなり地位の高い幹部職員で、部下も大勢いる。『キン肉マンII世』で初登場したキャラクター。
異名
ハラボテ委員長の右腕

### ミロスマン
- 種別 - 完璧超人

ジャスティスマンの弟子。歴史上公式戦で初めて「下等超人」に敗北した完璧超人。アシュラ一族の先祖に敗れて両腕を奪われており、魔界には両腕のないミロスマンの像が祀られている。
アシュラ一族の腕にはジャスティスマンから教えを受けたミロスマンの記憶が残っており、その技術を無意識で使用している。そのため、ジャスティスマンはアシュラ一族の腕による攻撃を見切ることができる。

## オメガ・ケンタウリの六鎗客編 初登場

### オメガ・ケンタウリの六鎗客（オメガ・ケンタウリのろくそうかく）
オメガ・ケンタウルス星団から地球へやって来た、地球の本来の支配者であると自称する超人たち。その正体は、遥か昔に地球で栄華を極めたが完璧超人始祖によって地球を追われた「オメガの民」の末裔。従ってオメガ一族の先祖の血筋は地球人（地球超人）である。現在オメガの星は寿命が尽きかけ滅亡の危機に瀕しており、星と民を救う方法であるマグネット・パワーと火事場のクソ力を得る方法を探すため、そして完璧超人始祖の元締めであるザ・マンを抹殺するために地球へ還ってきた。
嶋田は四天王のように6人をくくる言葉を調べたら「鎗客」という言葉があったので使用したと語っている。

#### オメガマン・アリステラ
- 種別 - 超人
- 出身 - オメガ・ケンタウルス星団[1]
- 身長体重 - 231cm 208kg[1]
- 超人強度 - 95万パワー[174]→8600万パワー[1]
- 主な必殺技 - フィンガーストライク、フォーフィンガースプラッシュ、Ωアポカリプスクラッシュ、ジャイガンテグローブカッター、Ωハルマゲドン・アベンジャー、プリズンアームロック、オメガハンドスティング、グロリアスサンクションクラッシュ、アンセンションギムレット、グロリアスエヴァンタイユ、グラッジミミックニードル、グロリアスグレイブヤードスプラッシュ、ブレーンズシャットダウンボンバー（マリキータマンとのツープラトン）
- タッグチーム - オメガ・グロリアス

オメガ一族の現当主。キン肉星王位争奪編でキン肉マンに倒されたジ・オメガマン（オメガマン・ディクシア）の双子の兄。口癖は「フォーフォフォフォ」。弟のディクシアとは瓜二つだが、特徴でもある背中の巨大な掌は左手でありホッケーマスク状の仮面の穴も鋭利なものとなっている。アリステラはギリシャ語で「左」を意味する。
大魔王サタンと結託して（アリステラ自身は情報源と称している）サグラダ・ファミリアの地下に眠るサイコマンの研究所を狙い、オメガ・ケンタウリの六鎗客を率いてオメガ・ケンタウルス星団から地球に飛来する。その目論見を阻止しようと立ちはだかったウルフマンたち正義超人を前に、六鎗客へ彼らの惨殺指令を下す。また、ディクシアから正義超人に備わる友情パワーについての報告を受けており、その力の秘密も欲している。ベンキマンが友情パワーを発動させてギヤマスターを苦戦させた様子を目の当たりにしたことで、試合中のマリキータマンとルナイトにその力の秘密をさらに探るよう指令を下した。
運命の王子との戦いでは、日本・滋賀県の復活した安土城天守閣特設リングにてキン肉マンスーパー・フェニックスと対戦し、Ωハルマゲドンアベンジャーで勝利を収めた。そして、天守閣特設リングの下に隠された超人墓場へのワープゾーンを露わにするが、そこから突如現れたキン肉アタルと残虐の神の助力でサタンの結界から解放されたブロッケンJr.が結成したタッグチーム「フルメタルジャケッツ」とマリキータマンとのタッグチーム「オメガ・グロリアス」で、関ヶ原に復活した浮遊立方体リングで対戦する。激闘の末にアタル式マッスル・スパークを受けてKOされ、アタルの業火のクソ力を完全に吸収できなかったことに加えてパイレートマンの諫言もあって、遂に慈悲の心を受け入れる。その直後に現れたサタンが実体化し襲い掛かってきたところに、仇敵と思っていた完璧超人始祖の一人ジャスティスマンによって助けられ、アタルに連れられてリング外へ避難する。ジャスティスマンがサタンの実体を粉砕した後、太古にオメガの民が地球を追われた真相を知るために、ジャスティスマンに連れられて超人墓場へ向かう。ザ・マンから一連の真実を聞き、さらにアリステラたちに謝罪する言葉を受けて涙する。オメガの星を救うために必要な「禁断の石臼」を譲り受け、近いうちに襲来するであろう調和の神とその一派との戦いで共闘することを約束する。
調和の神を始めとする超神たちが地上に襲来した後、ザ・マンから「禁断の石臼」を持ってオメガの星へ帰還するように告げられ、オメガの星を救った後で地球に超神たちに対する助っ人として戻ってくるように頼まれて承諾する。パイレートマンやマリキータマンと共にオメガの母星に帰還し、持ち帰った「禁断の石臼」を星のコアに接続して星の再生作業に取り掛かっていた矢先に現れた残虐の神の話から、自分たちが真に闘うべき相手が刻の神と時間超人であることを知り、マリキータマンを地球への先駆けての加勢へと向かわせる。
現在でこそオメガ宗家の当主として一族を率いる立場だが、幼少期は95万パワーというオメガの民として異常に低い超人強度しか持たず、高い超人強度と変身能力を持つディクシアとの対比もありできそこないと揶揄され、蔑ろにされてきた。しかしある日、自分が対戦相手の強さに合わせて超人強度を成長させることができる突然変異体であることに気付いてからは一族を背負う使命に目覚め、オメガ屈指の強者やディクシアとの闘いを経て8600万パワーもの超人強度を得るに至った。そのような生い立ちのため、ダメ超人からキン肉星の大王へと上り詰めたキン肉マンにはシンパシーを感じている。逆にディクシアを利用した挙句死に至らしめ、結果的にオメガ救済計画を狂わせたフェニックスのことは蛇蝎のごとく嫌っていたが、彼との闘いを経た後はある程度認識を改めている。
ゆでたまごの嶋田は、ジ・オメガマンは過去に登場させた時からいいデザインだと思っていたが、変身超人にしたためにその良さが消えポテンシャルを活かしきれなかったという反省点があり、そのリベンジも兼ねて別人の双子の兄として復活させたと語っている。
主な肩書き
オメガ一族現当主
オメガ宗家の跡継ぎ

#### ヘイルマン
- 種別 - 超人
- 出身 - オメガ・ケンタウルス星団[1]
- 身長体重 - 221cm 127kg[1]
- 超人強度 - 5500万パワー[1]
- 主な必殺技 - ブリザードハンド、フリージングリング、ヘイルブレス、フリージングボディ、ブリザードソード、ブリザードラリアット、グレイシャークラッシュ、ブリザードブレード、フリーズスクリューレーン、フリージングリングマキシマム、アイスウォールプリズン、ブリザードブロックハンマー

オメガ・ケンタウリの六鎗客の一人。氷を自在に操る超人。口癖は「カキカキ」。軽口や相手を冷やかすような発言が多いが、仲間想いな一面もある。ヘイルは英語で「雹」の意味。
サグラダ・ファミリア特設リングでティーパックマンと対戦し、リングをアイスバーンに変えるなど変則的な戦い方を見せる。ティーパックマンの弱点を見破った直後にティーパックマンのティーバッグを破壊し、最後はティーパックマンの体を凍らせ首を切断して惨殺指令を遂行するとともに勝利した。
運命の王子との戦いではルーマニア・ブラン城特設リングにてキン肉マンマリポーサと対戦する。リングやマリポーサの脚を凍らせることで蝶々殺法を封じ優位に立つが、モクテスマ・ディフェンスの炎によって氷を溶かされ劣勢となる。アイスウォールプリズンで鎮火に成功し追い詰めるが、自らの氷の体を利用されてモクテスマ・ディフェンスを再度発動され、二度目の逆転を許す。最後はマリポーサの新技・アステカ・セメタリーを受けて敗北。使命を達成できなかったことを悔やみ、先に戦死したルナイトの名を呟きながら全身が砕けて息絶えた。
原作担当の嶋田はギミックやデザイン面から、六鎗客の中で一番好きな超人としてヘイルマンを挙げている。
異名
氷上駆ける惨殺者
氷笑の吸血鬼
責め苦を与えし吸血鬼

#### パイレートマン
- 種別 - 超人
- 出身 - オメガ・ケンタウルス星団[1]
- 身長体重 - 285cm 302kg[1]
- 超人強度 - 8000万パワー
- 主な必殺技 - ジャケットシャッター、トレジャーハントスープレックス、カリビアンストーム、セントエルモスファイヤー、パラシュートアンカー、バイキングバスター

オメガ・ケンタウリの六鎗客の一人。海賊の姿をした巨漢の超人。一人称は「吾輩」で、口癖は「ムマムマ」。自らの背骨を海賊船のマストに見立て、その背骨を折られないことに絶対の自信を持つ。戦いにおいて相手が最も大事にする宝を奪うことを信条としており、「ジョリー・ロジャー」の儀式によって対戦相手に宝を差し出すか命を差し出すかの選択を迫る。その際、帽子のΩマークは髑髏模様に変化する。
サグラダ・ファミリア特設リングで、カナディアンマンと対戦。カナディアンマンの祖国に対する誇りこそが彼にとっての宝だと見定め、それをこの試合で奪うことを宣言する。カナディアンマンが特訓で身に着けた技の数々を受けるも実力の差を見せつけて圧倒。ジョリー・ロジャーの選択を突き付けるが、誇りを貫くことを選んだカナディアンマンの背骨をセントエルモスファイヤーによってへし折り勝利した。その際、盟友スペシャルマンに謝罪するカナディアンマンの姿に、彼の誇りの在りかが別の場所にあったことを感じ取っていた。
運命の王子との戦いでは、ソ連・スワローズ・ネスト城特設リングにてキン肉マンと対戦。巨体を活かしたパワーファイトにとどまらず、オメガの先祖の研究成果から疑似的なマグネット・パワー（本人によれば、「ただの真似事」「マグネット・パワーと呼べるほどの代物ではない」）をも操ってみせた。オメガの星を滅亡から救う最後の希望となり得る火事場のクソ力の謎を追い求め、その持ち主であるキン肉マンの力を引き出し、真価を見極めようとする。ウルフマンの声援で奮起したキン肉マンによる猛攻を受け止めきり、火事場のクソ力への失望とともに「ジョリー・ロジャーの裁き」で葬ろうとするが、彼の哀しみを感じ取ったキン肉マンが土壇場で発揮した更なる力に圧倒され、逆転のマッスル・スパークで敗北。敗北後、最後のクソ力はキン肉マンが自分たちオメガのために出した力だったことを悟り、ザ・マンへの恨みを捨てることこそが、オメガにとっての唯一の救いの道であることを理解した。オメガ・グロリアスがフルメタルジャケッツに敗れた後、打ちひしがれるオメガマン・アリステラに対し、自分の価値を自分で勝手に決めつけるなと苦言し、道に迷ったのなら船乗りである自分が道を指し示すと励ました。ジャスティスマンが大魔王サタンを撃退した後、オメガの民が地球を追われた真相を聞くために、キン肉マンやアリステラたちと共に超人墓場へ向かう。
オメガの星に帰還し、アリステラたちと共に超人閻魔から譲り受けた禁断の石臼で星の再生作業を行っている最中に、残虐の神から刻の神と時間超人のことを聞かされる。
異名
哀しみ秘める海賊男
大海を馳せる紅銀の海賊

#### ギヤマスター
- 種別 - 超人
- 出身 - オメガ・ケンタウルス星団[1]
- 身長体重 - 260cm 1.2t[1]
- 超人強度 - 6200万パワー[1]
- 主な必殺技 - ジェノサイドギヤ、ギヤチェンジハイスピード→ギヤハリケーン、地獄の二重殺、ギヤチェンジ→ハイパージェイノサイドモード、ストップ・ザ・ギヤ、リバースジェノサイドギヤ、アンティキティラ・ビーフケークプロセッサー

オメガ・ケンタウリの六鎗客の一人。胸部に巨大なギヤを持つ大柄な超人。地球への思い入れが特に強く、オメガの民が地球本来の支配者であることを強く主張している。口癖は「ギュイギュイ」「ギシュギシュ」。
サグラダ・ファミリア特設リングでベンキマンと対戦。ベンキマンを非力と罵るが、自身のギヤオイルを水で洗い流されたことでギヤの回転を止められ、さらにベンキマンが友情パワーを発動させたことにより反撃を受ける。アリダンゴ状にされ恐怖のベンキ流しで流されてしまうが、ギヤの回転を推進力に変動させたことにより生還し、逆転勝利を収めた。目的のひとつであった友情パワーをベンキマンから引き出すことには成功したものの、あと一歩のところまで追いつめられた上に友情パワーについて何の収穫も得られなかったことからアリステラには釘を刺されており、この汚名を次の闘いで漱ぐことを誓った。
運命の王子との戦いでは、中国・紫禁城特設リングにて、キン肉マンビッグボディと対戦する。王位争奪戦での醜態をあげつらい、ビッグボディをニセモノと罵倒。マッスル・リベンジャーの頭突きの再現をするなどしてトラウマを刺激し、紫禁城に伝わる軒轅星の伝説を語りビッグボディを執拗に貶すが、その態度が自信のなさの裏返しであることを見抜かれる。ハイパージェノサイドモードとなってビッグボディを追い詰めるが、大量の黄砂をギヤに投げ込んで回転を止めるという奇策に攻略され、必殺のメイプルリーフ・クラッチを受け敗北する。倒れ込んで揺れる軒轅星を見上げながら、どうすれば過去の過ちを許してもらうことができるのかを問うが、その答えを聞けぬまま落下した軒轅星に押しつぶされて死亡した。
紫禁城の玉座の上にある軒轅鏡は天井から垂れ下がっているものだが、ビッグボディとの試合では屋根がなかったため、星にして落とす設定に変えられた。
異名
精巧に噛み合った歯車
堅牢なる蒼瑠璃の利器

#### マリキータマン
- 種別 - 超人
- 出身 - オメガ・ケンタウルス星団[1]
- 身長体重 - 212cm 141kg[1]
- 超人強度 - 8200万パワー[1]
- 主な必殺技 - マリキータフリップ、マリキータフライング、ロールシャッハ・ドット、コキネリツイスター、ミミックニードル、テントウムシダマシクラッシャー、ウィングブックエンド、天道 羽根抜刀、マリキータウィング、エクスキュースナースープレックス、マリキータピカレスクギロチン、ロールシャッハ・インフリューエンス、シェルタリングピューパ、マリキータモルティング、マリキータピューパ二重殺、ウィングラッピングシャット、ウィングラッピングブレーンクラッシャー、マリキータエリコプテロ、マリキータデッドリーライド、グロリアスサンクションクラッシュ、アンセンションギムレット、グロリアスエヴァンタイユ、グラッジミミックニードル、グロリアスグレイブヤードスプラッシュ、ブレーンズシャットダウンボンバー（アリステラとのツープラトン）
- タッグチーム - オメガ・グロリアス、エグゾセミサイルズ

オメガ・ケンタウリの六鎗客の一人。テントウムシの超人。口癖は「キャミキャミ」（『週プレNEWS』掲載時は「フィーフィフィフィ」）。アリステラの親友でもある。
胸の七つの斑点を使って相手の深層心理を見抜く「ロールシャッハ・ドット」により未来を予測して戦うことができる他、刃物のように鋭利な羽根を使った攻撃や空中戦、サナギのような堅い殻をまとう防御、テントウムシ型のグローブから繰り出される打撃など多彩な技を持つ。
サグラダ・ファミリアに姿を現した直後に若手正義超人のハロルドマンを惨殺。その後、サグラダ・ファミリア特設リングでカレクックと対戦する。アリステラの新たな指令を受け、友情パワーを発動させようと執拗に攻め立てるが、残虐ファイトに徹して頑なに友情パワーを発動させないカレクックに対してアリステラの指令に背き、コキネリツイスターと天道羽根抜刀で勝利を収めた。その後、指令に背いたことをアリステラに謝罪するが、状況から仕方ないとして咎められることはなかった。
運命の王子との戦いでは、イタリア・デルモンテ城特設八角形リングにて、キン肉マンゼブラと対戦。ロールシャッハ・インフリューエンスで白ゼブラよりも弱い黒ゼブラの人格を引き出して試合を有利に進め、人格を統合しながらも満身創痍なゼブラの真マッスル・インフェルノを打ち破って、マリキータデッドリーライドで勝利する。その後、アリステラと組んだオメガ・グロリアスの片翼として、関ヶ原の浮遊立方体リングでフルメタルジャケッツと対戦を開始。息の合った連携で猛攻を見せるが、ツープラトン技ナパームコンビネゾンを受けてKOされる。直後にブロッケンJr.も戦線離脱したため、試合はアリステラとキン肉アタルの一騎打ちとなり、それにアリステラが敗れた直後出現した大魔王サタンが制裁として放った鉄の杭からアリステラを守るため、身を盾にして胸を貫かれる。重傷を負いながらも生存しており、真実を知るために超人墓場へ向かおうとするアリステラを励まして気絶する。
その後、オメガの母星に帰還して、ザ・マンから譲渡された禁断の石臼を星のコアに繋げて星の再生を目指す作業に取り掛かっていた矢先に、突如現れた残虐の神から刻の神と時間超人のことを聞いたことで、真に闘うべき相手を知ったアリステラに頼まれ、加勢のため地球へと再度向かう。そして、レバノンのバールベックに飛来してゼブラと再会を果たし、マリポーサの説得もあってゼブラとのタッグ「エグゾセミサイルズ」を結成して、時間超人ドミネーターとエル・カイトのタッグ「エル・ドミノス」とのタッグ戦を開始する。当初は、時間超人特有の超回復によって苦戦するが、最後はエグゾセミサイルズのコンビ技「シンクロニシティ・インフェルノ」をエル・ドミノスに食らわせて勝利する。
原作担当の嶋田によると昆虫の超人を本格的に闘わせるのは初めてであり、40年分溜まった昆虫超人のアイデアのストックを惜しみなく注ぎ込んだという。技も豊富で精神的にも全く隙の無いキャラクターであり、作者自身も途中からどうやって倒せばいいのかわからなくなるほど強くさせ過ぎたが、ブロッケンJr.との闘いで「ロールシャッハ・ドット」に失敗するという展開をシリーズ初期から温め続けていたこともあり、マリキータマン攻略法としてバッチリハマったと語っている。また、コキネリツイスターは元々対戦相手のカレクックが使う技として考えられていたが、展開の都合でマリキータマンの技に変更された。
異名
八角形（オクタゴン）の達士
天道に射すオメガの光

#### ルナイト
- 種別 - 超人
- 出身 - オメガ・ケンタウルス星団[1]
- 身長体重 - 232cm 186kg[1]
- 超人強度 - 6500万パワー[1]
- 主な必殺技 - メタルバイト、狼爪の一撃、狼尾鉄鞭、ルナイトボム、ウォルフガングスパイラル、掟破りの合掌ひねり

オメガ・ケンタウリの六鎗客の一人。狼と中世の騎士を合わせたような超人。口癖は「ガウガウ」。祖先は地球の北極近くの寒冷地に住む大柄な種族であり、過酷な環境下で戦っているとベルクマンの法則によって体が先祖返りを起こして巨大化する。この現象は自分にとって住みにくい劣悪な環境であるほど早く発生する。
サグラダ・ファミリア特設リングで、ウルフマンと対戦する。試合序盤はウルフマンの相撲技の数々で何度もダウンを奪われていたが、現在の地球の過酷な環境下で戦っていたことで巨大化を始め、増大したパワーで逆にウルフマンを圧倒する。怪我が原因で引退したウルフマンを手負いのロートルと罵り、観戦していたキン肉マンとの交代を要求するがキン肉マンへの友情とライバル心から奮起し、友情パワーを発動させたウルフマンの反撃を受けて窮地に陥る。必殺技の合掌ひねりを受ける寸前にアリステラからの檄を受け、友情パワーを吸収するかのように同様の力を発揮して再度逆転する。しかし、敗れた正義超人からの声を聞いて立ち上がり、再度友情パワーを発動したウルフマンの新必殺技である不知火・雲竜投げを受けKOされる。
敗北後、サグラダ・ファミリアから転落しそうになったところをウルフマンに助けられるが、その行為を「偽善」と罵り、彼の手を傷つけて自ら死を選んだ。しかし、落下の最中に充実した戦いへの感謝と別れの言葉を伝えていた。
異名
魔獣と化した鉄狼
肉千切る紺碧の魔狼

### ハロルドマン
- 種別 - 正義超人
- 出身 -  ハンガリー[1]
- 身長体重 - 180cm 100kg[1]
- 超人強度 - 78万パワー[1]

若手正義超人の一人。マリキータマンと戦うも背中の羽根で斬首され死亡する。

### 鯖 KAIDOU（さば カイドウ）
- 種別 - 正義超人

若手正義超人の一人。硬骨魚類系のロボ超人。ハロルドマンたちと共にオメガ・ケンタウリの六鎗客に立ち向かうが、戦闘シーンは描かれていない。
プロレスラーの中西学がバラエティ番組『人類プロレスラー計画『中西ランド』』で考案した超人。
ハロルドマン、鯖 KAIDOUの他の若手超人にはメイサイマン、サッカーマン、デッドエンドがいる。

## 新シリーズ 初登場
- クロエ

### 超神（ちょうしん）
調和の神を始めとする12体の神々が、地上に下天したことで神の姿を失う代わりに地上に適応するための新たな肉体と名前を得た集団の呼称。下天の儀にて超人強度1万パワーを犠牲にしたことで、超人強度一律9999万パワーとなっている。オメガ・ケンタウリの六鎗客編の終盤で、超人殲滅に必要な108個のカピラリアの欠片（ピース）を揃えるために、ザ・マンと邪悪五大神が所持する6個のカピラリアの欠片を奪う目的で、地上に襲来する。
バベルの塔でのリアル・ディールズと超神たちの死闘が全て終了した後に、ザ・マンと調和の神ザ・ワンの口から12体の超神が下天して地上に襲来する前に、天界で慈悲の神（後のザ・マン）と調和の神に比肩しながらも独立独歩の姿勢を貫いていた刻の神が、かつて調和の神によって封印された「神による超人製造術」を復活させて、慈悲の神に次いで地上に下天して、自らの系譜である時間超人を次々に製造し続けて宇宙のバランスを崩し、宇宙を破滅させようとしていることが判明する。

#### 調和の神（ちょうわのかみ） / ザ・ワン
- 種別 - 神→超神
- 超人強度 - 1億パワー→9999万パワー
- 主な必殺技 - ホーリーロッド・アクセル、ゴッドインペイルメント、ミザリースタンプ、エクソシストチョーク、嘆きのボンバルディエ、ハルモニアデストラクション

天界の神の一人で、超神のリーダー。口癖は「ボッボッボッ」。太古に超人たちが荒れに荒れた時代に、優秀な超人たちを生かそうとする慈悲の神（後のザ・マン）の一派と対立し、調和の神率いる超人殲滅派は天界の最大勢力となる。カピラリア光線による全宇宙の超人絶滅が実行に移されそうになる直前に、慈悲の神が極僅かの優秀な超人たち（後の完璧超人始祖）を生き残らせる代償として神の座を捨てて一超人となって生き残らせる超人たちの指導者になると決めた後で、二度と神の気まぐれで超人たちが絶滅されないようにカピラリア光線を全宇宙に照射する唯一無二の装置を108の欠片へと分けて、神の座を捨てる直前の慈悲の神を含めた108人の神に預けることを慈悲の神が提案したことにより、超人絶滅を容易に実行できなくなった。
オメガ・ケンタウリの六鎗客編では、大魔王サタンを唆してザ・マンの所持するカピラリアの欠片を奪ってくるように仕向けただけでなく、かつての慈悲の神が行った地上で実体を得るための下天を賛同した神たちと共に自ら実行し、オメガ・ケンタウリの六鎗客編終盤で地上に襲来する。戦闘時以外では扇子を持っており、移動の際は怪鳥・ラプラスに乗って移動する。
中国の秦始皇帝陵で、キン肉マンビッグボディと超神ランペイジマンが激突する寸前でモニター越しに介入してきたキン肉マンスーパー・フェニックスが、邪悪五大神が所持する5個のカピラリアの欠片とその情報をフェニックスが握っていることを聞いた後、出現した4つの大穴と滝の先につながる場所にカピラリアの欠片の情報源を24時間後に向かわせることを聞き、それがフェニックスと知性の神の企みによる仕業であることを見抜き、あえてその提案に乗って滝の大穴に飛び込む。
辿り着いたローマのコロッセオのリングでマイティハーキュリーズがゴッドセレクテッドに敗れた後、フェニックスからの問いにキン肉マンたちに地上と天界を繋ぐ道であるバベルの塔に挑む資格ありと判断し、モニターに現れたザ・マンと会話した後、自身と敗れた超神イデアマンと超神ザ・ノトーリアスの3つのカピラリアの欠片をキン肉マンたちに渡し、合計8つのカピラリアの欠片を持つ8名の超人たちを選抜するようザ・マンに告げた後、バベルの塔へと飛び去った。
バベルの塔7階のリングでバッファローマンと対戦を開始し、試合を優勢に進める中で、バッファローマンに太古にかつての自身が生み出した系譜がバッファロー一族であり、自身がとうの昔に超人という種族を見限ったことでバッファロー一族が滅ぶように仕向けたという事実を告げる。そして、バッファローマンに自分の軍門に下れば自身の全てを与えてやると提案し、バッファローマンに決断を求める。それでも立ち向かってきたバッファローマンを、必殺技「ハルモニアデストラクション」で仕留めて勝利する。敗北したバッファローマンに、その秘めた潜在能力を惜しんで、この先の闘いでバッファローマンの潜在能力を拓かせ当てたい者がいると語り、このまま自分に殺されて無益に生涯を閉じるか、それとも生きて自分の軍門に下るか選べと最後のチャンスを与えて、バッファローマンのザ・ワンを超えるほどの大きな力を手に入れられるかという問いに、努力次第だが可能性は大いにあると答えて、「ザ・ワンの弟子になるから必ずオレを最強の超人に育て上げろ」というバッファローマンの答えに、「もちろんだ、約束しよう」と承諾する。
バッファローマンと共にバベルの塔の最上階に行き、キン肉マンら他の超人たちにバッファローマンが自身の系譜を継ぐ超人だと語る。ザ・マンが弟子の悪魔将軍に負けた話が信じられず、今の超人たちの力を見極めるため地上に降り立ち、バベルの塔の試練も含めて今の超人たちの力を見極めた結果、超人にも神の椅子に座る資格がある者が既に多数いると認め、神だけが神である時代は、とうの昔に終わっていたと述べる。そして、ザ・マンに自身の目的が宇宙の問題の解決のための「地上と天界の大改革」で、神と超人の全ての資格の再定義だと宣言。友情パワーの使い方が宇宙に広まれば、太古からの問題も解決するというザ・マンの意見にも理解はしつつも、宇宙を崩壊させようと刻の神が動き出した今では遅いと語る。刻の神を阻止するためにキン肉マンたちや神々が持つカピラリアの欠片を集めてカピラリア光線照射砲を創り出し、天界に作られた大穴に向けて最大出力のカピラリア光線砲を発射して一時的に災害を止めて、刻の神とその勢力を駆逐するための時間稼ぎをする。刻の神とその勢力の駆逐の間はザ・マンとは一時休戦をし、共闘ではなく独自に刻の神の対策を行う中で、バッファローマンだけでなく自身と行動を共にしたいと言ったロビンマスクとアシュラマンを連れて、キン肉マンたちのもとから立ち去る。拠点としている天空の島に辿り着いた後、自身がバッファローマンを強化し終えるまでの間に、ロビンマスクとアシュラマンに時間超人たちの相手をする時間稼ぎをしてもらいたいと頼む。
デザインは『キン肉マンII世 究極の超人タッグ編』終盤の応募超人のヘルモーズをもとにしたものとなっており、中井は「いつか本編に出そうとずっと取っておいた」と語っている。嶋田は「これまで勢力争いしていた地上の超人たちが一致団結して調和の神と戦うという構想自体は、ザ・マンを作ったときからなんとなく考えていた」と語っている。

#### 戒律の神（かいりつのかみ） / ランペイジマン
- 種別 - 神→超神
- 超人強度 - 1億パワー→9999万パワー
- 主な必殺技 - パニッシュメントエングレイバー、カシードラルボンバー、ランペイジ風車落とし、スプラッシュデスプレス、ギャラクティカボマー、パニッシュメントエングレイバービハインド、掟破りの逆ロビン・スペシャル、クレセントムーンブリッジ

天界の神の一人で、超神の一員。口癖は「テトテト」。相手のことは「汝」、調和の神のことは「おぬし」と呼ぶ。調和の神には天上界にいた頃から仕えており、彼に絶大な信頼を寄せると共に、彼の行動理由についても理解している。中国の秦始皇帝陵で、やって来たキン肉マンビッグボディが知るカピラリアの欠片の情報を聞き出すために戦いを仕掛けようとし、兵馬俑から出現したビッグボディ以外の強力チームの面々に勝利する。そして、ビッグボディとの対決の寸前でモニター越しに介入してきたフェニックスの提案に、調和の神が受け入れたことで4つの滝の大穴に飛び込んで、他の2体の超神と共にソ連（現トルクメニスタン）ダルヴァザの地獄の門に移動し、マンモスマンとコーカサスマンの試合を観戦する。試合後にマンモスマンが自身の超人パワーと共に投げたカピラリアの欠片を投げたのを見ると、「コーカサスマンに勝ったのだから認めてやろう」「欠片はまた別の機会に取り戻せば良い」と欠片を追おうとするもう一人の超神を止めた。
その後、バベルの塔3階のリングでロビンマスクと対戦する。天界にいた頃からロビンマスクの実力を高く評価しており、試合前にロビンマスクとの戦いで超人を生かすか殺すかの判断を決めかねていると語った。彼との闘いを楽しみつつも激しい流血戦を演じ、試合の中でロビンマスクの実力を認めたことで、自身ら超神の目的を語り、特にロビンマスクが調和の神に似ていると語り、ロビンマスクとキン肉マンの関係性を調和の神とザ・マンに非常に似ていると言い、試合を中止してロビンマスクに自身らの同志となるよう勧誘するが、ロビンマスクの「口約束だけで認めてもらうような形では、真の意味で認めてもらったわけではない」という答えに納得して、ロビンマスクとの試合を再開して最後は「ツイステッドタワーブリッジ」で敗れ、ロビンを「ロビンこそが最高の乱暴者（ランペイジ）」だと称賛して、ロビンマスクからも「信頼に足る神」だと称賛され、自身への勝利の証として自身のマントを託してロビンマスクを最上階へ転移させ消滅した。
調和の神の腹心を自負し、超神の中でも特に彼の考えを理解している。修練の神コーカサスマンのことは盟友と呼んでおり、彼を倒したマンモスマンのことを評価している。また、強力の神と古い知り合いであることを明かしている。
『キン肉マン 公式ファンブック 超人閻魔帳』にて採用された超人であり、採用時の名前はスクエアマン。ゆでたまごの嶋田は「そのまま出しても本編で活躍できる」とコメントしていた。
学研の図鑑『キン肉マン「技」』では、『キン肉マンII世』のボーン・キラーがランペイジマンと似た技を使うことから、その系譜を受け継いでいる可能性があると解説されているが、嶋田は「何も関係はありません」と語っている。
異名
暴れまわる戒律

#### 憤怒の神（ふんぬのかみ） / バイコーン
- 種別 - 神→超神
- 超人強度 - 1億パワー→9999万パワー

- 主な必殺技 - バイコーンホルンスライサー、憤怒の二角獣落とし、ブラッドスクイーズホルン、ハイジャックホルンブリーカー、聖なる碑落とし、バイコーントリガーギムレット

天界の神の一人で、超神の一員。超人を「愚者超人」と呼び蔑む。口癖は「フェフェフェ」。圧倒的な力を見せ、「憤怒の念の先にある無限の恐怖」を相手に与えることを信条としている。
中国の秦始皇帝陵でフェニックスと知性の神の提案を調和の神が受け入れたことで、4つの滝の大穴に飛び込んで他の2体の超神と共にエジプトギザのピラミッド前に移動し、プリズマンと対戦する。スフィンクス像の顔が損壊した真の理由が「大昔の愚かな愚者超人の仕業」であることを明かし、この場所で改めて愚かな超人たちに神の力を示せることを誇らしげに語る。
超神のみが使用できるオーラを纏うことでレインボー・シャワーを無効化しており、「ブラッドスクイーズホルン」を繰り出してプリズマンの身を砕きに掛かる。しかし、プリズマンに声援を送るジェロニモが「超人もどき」だという言葉を聞き、ブラッドスクイーズホルンの拘束が一瞬緩み、その隙にプリズマンが脱出。さらにプリズマンが見様見真似で編み出したブロッケンJr.の「ベルリンの赤い雨」を背中に受け、初めて切り傷を負わされた。さらに傷口部分が脆くなり、プリズマンが再照射したレインボー・シャワーでダメージを受けた。しかしバイコーン自身は大した影響はないと言い切り、プリズマンに怒涛の連続攻撃を喰らわせて勝利を確信するが、直後に反撃を受けプリズマンの腕に胸を貫かれてしまう。プリズマンに背中の傷に至近距離からのレインボー・シャワーの一点集中で浴びせられ、とどめにマットに叩きつけられ敗北。神である自身が超人に敗れたことを信じられぬまま、「やはり超人はひとり残らず殲滅せねばならぬ」という言葉を残して消滅。超神の中で最初の脱落者となり、ランペイジマンからも嘲笑された。
『キン肉マン 公式ファンブック 超人閻魔帳』にて採用された超人であり、ゆでたまごの嶋田は「角がカッコイイので気に入りました」とコメントしていた。
異名
怒れる二角獣
憤怒の先の無限の恐怖

#### 安寧の神（あんねいのかみ） / ザ・ナチュラル
- 種別 - 神→超神
- 超人強度 - 1億パワー→9999万パワー
- 主な必殺技 - ナチュラルチョークスラム、ナチュラルフェイス ニーシールド、ナチュラルフェイススパナ、ナチュラルボーンクラッシュ、ナチュラルショルダークッション、ナチュラルレイヤークッション、ナチュラルシールド、ベルセルクの剣、モデスティーズグリードボンバー（バーザーカーとのツープラトン）
- タッグチーム - モデスティーズ

天界の神の一人で、超神の一員。「安寧の精神により、両の足をしっかり地に着け、両の目でじっくり本質を見極める」ことを信条としている。敵の攻撃を受けても微動だにしない頑強さで、常に揺るぎない冷静沈着な様を見せている。超人に対しては「常に不安に怯え勝利を求め、いたずらに敗者を生み続ける"勝利という名の呪い"に取り憑かれた不完全な存在」と見ており、超人を全て滅して世に「真の安寧」を齎すため調和の神に賛同した。一方で、例え超人が相手でも、自身の予想を上回る実力者に対しては一定の評価を与える面も併せ持つ。口癖は「バハー」「バハハ」。相手のことは「うぬ」と呼ぶ。無機質な表情のマスクを被り、頭部に2つの小さな火が灯っている。大きな顔面を象った装甲「フェイスシールド」を左胸・左腕・右肩・両足に装備している。
他の2体の超神と共にソ連シャウレイの十字架の丘に移動し、サタンクロスと対戦する。超人を「不完全」「勝利という名の呪いに取り憑かれた亡者」と評す。サタンクロスの「ケンタウルス殺法」や「忍法魔界沼」に続き必殺技「昇技・トライアングルドリーマー」を難なく破り、寄生虫サタンクロスに「駆除」と称して必殺技「ナチュラルボーンクラッシュ」を繰り出し撃破した。残った本体のサタンクロスと技の応酬を繰り広げ、サタンクロスの渾身の「クアドラプルバスター」を「今までにない力を感じる」と評し、脱出することはできずに多少のダメージも受けたが、落下の衝撃と同時に左胸の装甲を伸ばして切りつけ、サタンクロスに大きなダメージを与えるという返し技で逆襲。とどめに「ナチュラルボーンクラッシュ」を繰り出し勝利した。その際サタンクロスを「超人にしてはよくやった」と評したうえで、彼からカピラリアの欠片を奪い、磔刑に処した。
その後、バベルの塔4階のリングで超神ザ・バーザーカーとのタッグ「モデスティーズ」として、アシュラマンとサンシャインのタッグ「はぐれ悪魔超人コンビ」と対戦する。ナチュラルボーンクラッシュでサンシャインに致命傷を負わせるが、死を悟ったサンシャインの頼みでアシュラマンが放った「地獄のコンビネーションFinal 竜巻砂塵地獄」をくらって、サンシャインと相打ちになる。
『プレイボーイ』連載時は「今週の採用超人!」として紹介されたが、ナチュラルの名前は翌週に発表された。
異名
下天する“完全”

#### 修練の神（しゅうれんのかみ） / コーカサスマン
- 種別 - 神→超神
- 超人強度 - 1億パワー→9999万パワー
- 主な必殺技 - ムーンサルトクエルノ、スリートップ・クエルノブレード、巨角田楽刺し、ビッグクエルノタービン、クエルノブレードフリップ、クエルノボンファイヤー、エクストリームクエルノ

天界の神の一人で、超神の一員。口癖は「ペギペギ」。自分のことは「余」と呼ぶ。
ソ連（現トルクメニスタン）ダルヴァザ 地獄の門の上に設置されたリングで、飛来する氷の中から出現したマンモスマンと戦闘を開始する。自慢の鎧と兜の三本の角「ビッグクエルノ」でマンモスマンを圧倒し、エクストリームクエルノで窮地に追い込むが、声援を受けて友情パワーを発揮したマンモスマンの最後の必殺技「サンクション・ノーズ・フェンシング」をくらって敗北する。そして、リングから転落するところを自身と再度戦いたいからとマンモスマンに助けられるが、マンモスマンとの闘いでかつてのザ・マンの心境に得心したことで「消えるべきは超人ではなく神のほうだ」という考えに至り、マンモスマンの手を振り払って自ら落下することを選び、ランペイジマンともう一体の超神に「超人は手強い」と忠告しながら炎に落下した。
異名
思い上がりを挫く神刀
神話打ち砕く巨角の一閃

#### 理性の神（りせいのかみ） / イデアマン
- 種別 - 神→超神
- 超人強度 - 1億パワー→9999万パワー
- 主な必殺技 - イデアツイスター、硬度10ダイヤモンドパワー、ハーキュリースープレックス、フィギュアフォーティガークロークラッシュ、パラサイトストーム、リアルツインDDT（ノトーリアスとのツープラトン）
- タッグチーム - マイティハーキュリーズ

天界の神の一人で、超神の一員。天界の頃から狂気の神とタッグを組んでおり、タッグ名は「マイティハーキュリーズ」。口癖は「ヌガヌガ」。本人によると、知性の神とは気の合うところが多いという。知性の神から神のさらなる進化のヒントが超人にあると聞き、超人に興味を持って下天した。
イタリア・ローマのコロッセオのリングで、ザ・ノトーリアスと共にキン肉マンスーパー・フェニックスとキン肉マンビッグボディのタッグチーム「ゴッドセレクテッド」とタッグ戦を開始する。当初は試合を優位に進めたが、超人との戦いに興奮を抑えきれず、次第にザ・ノトーリアスとの息が合わなくなり、ゴッドセレクテッドのタッグ技「ゴッドブレス・リベンジャー」をくらって敗北した。敗北後、キン肉マンたちに超神12名のうち少なくとも数名は超人に興味を抱いて、下天を決めたことを語った。
異名
理性抑えきれぬ戦いの欲望

#### 狂気の神（きょうきのかみ） / ザ・ノトーリアス
- 種別 - 神→超神
- 超人強度 - 1億パワー→9999万パワー
- 主な必殺技 - 白虎回転蹴り、サーベルタイガースープレックス、サーベルタイガーデンス、ノトーリアス双頭斬刀刑、ハーキュリースープレックス、フィギュアフォーティガークロークラッシュ、パラサイトストーム、リアルツインDDT（イデアマンとのツープラトン）
- タッグチーム - マイティハーキュリーズ

天界の神の一人で、超神の一員。天界の頃から、理性の神とタッグを組んでいる。口癖は「ガゴガゴ」。虎を模したボディスーツを着用している。
コロッセオのリングで、イデアマンと共にゴッドセレクテッドとタッグ戦を開始する。当初は試合を優位に進めたが、狂気に酔いしれるあまりに次第にイデアマンとの息が合わなくなり、ゴッドセレクテッドのタッグ技「ゴッドブレス・リベンジャー」をくらって敗北した。
異名
剥き出しにする狂気の片鱗
血に飢えた狂気の獣神

#### 進化の神（しんかのかみ） / ジ・エクスキューショナー
- 種別 - 神→超神
- 超人強度 - 1億パワー→9999万パワー
- 主な必殺技 - ドリル・ア・ホール・スコップ、エクスキューショナーソード、ドリル・ア・ホール・スコップラリアット、エクスキューショナーシックルバスター

天界の神の一人で、超神の一員。口癖は「ムッハムッハ」。地上と天界を繋ぐ道であるバベルの塔の1階の門を預かっており、リアル・ディールズの先鋒として名乗りを上げたジェロニモと神の像の掌リングで対戦する。当初は、ジェロニモのことを知り尽くした戦法で試合を優位に進めるが、ジェロニモの喉が潰れてでも勝利するという覚悟を込めた「アパッチのおたけび」で形勢を逆転され、ジェロニモの新必殺技「ニュー・マシンガンズカウベルスタンピード」を受けて敗北する。
勝利したジェロニモの口からエクスキューショナーが、かつてジェロニモを人間から超人に進化させたスーパーマンロードの神であることが明かされる。エクスキューショナーは超神とは様々な思惑を持った混成集団であり、かつて神が超人を創った理由は新たな神を創りだすためだったと語り、カピラリアの欠片が全部で108個なのは天界の神の席の数が108であるからで、神の数は時代により多少の増減を経ても最大で107で、決して108に到達することはなかったと語った。そして、慈悲の神（後のザ・マン）が他の神々に108番目の神の席に座る新たな神は自分たちで創り出そうと提案したことが、超人の誕生となったことを語った。完璧超人始祖編の終盤でザ・マンが悪魔将軍に敗れたことを契機として、天界で超人の価値について新たな議論が巻き起こり、様々な意見が出尽くしたところで調和の神が超人の大粛清を提案し、その理由はザ・マンが天界に尽力し過ぎたことで新たな神の席に座る候補たる超人を創りすぎたことによる新たな神の資格を持つ超人の選抜のためであり、その他の「調和」を乱す可能性を持つ全てを滅ぼすためであったと語り終えると、ジェロニモをバベルの塔の最上階に転移させ自身は消滅した。

#### 禍福の神（かふくのかみ） / リヴァイアサン
- 種別 - 神→超神
- 主な必殺技 - リヴァイアサン・メイルストローム、ボルケーノボンバー、リヴァイアサン・メイルストローム・クラッシュ
- 超人強度 - 1億パワー→9999万パワー

天界の神の一人で、超神の一員。口癖は「ギロギロ」。自分のことは「某（それがし）」と呼ぶ。バベルの塔の2階のリングで待ち構えており、ネプチューンマンがそのマントをはがした際にはストロング・ザ・武道の防具を身に纏っていた。この防具の由来は天地創造の時代より天界に伝わる古式ゆかしい発心の鎧であり、神が襟を正して何事かへ一心に取り組む際に身に纏う正装で、今回の下天にそれなりの覚悟を持っての証として装着していた。ネプチューンマンと対戦し、リヴァイアサン・メイルストローム・クラッシュでネプチューンマンの仮面を割るほどのダメージを与えるが、友情パワーを発揮して立ち上がったネプチューンマンのターンオーバー喧嘩クロス・ボンバーに敗北する。試合後にかつては自身はザ・マンに賛同する超人救済派に属していたことと自身の系譜を継ぐ超人は皆、黎明期の完璧超人となったが、ザ・マンのあまりにも高すぎる理想を成し遂げられず自身の系譜が途絶えたことで、超人を身限り調和の神についたことを語る。ネプチューンマンが見せた未来の完璧超人像に希望を見出して、天界の危機を救ってほしいと言い、ネプチューンマンを最上階へ転移させて自身は消滅した。

#### 維新の神（いしんのかみ） / オニキスマン
- 種別 - 神→超神
- 主な必殺技 - オニキスガントレット、オニキスパルバライザー、ブラッケンド・オーバーライダー、神技・ブラックオニキススクィーズ、クライシスタイフーン
- 超人強度 - 1億パワー→9999万パワー

天界の神の一人で、超神の一員。口癖は「シューピー」。バベルの塔の5階のリングで待ち構えていた、半分機械のロボ超神。バージョンアップのために肉体を機械で補う改造手術を繰り返しており、「幼少期から成長を経て絶え間ない肉体改造を経た生身の身体も、改造手術で手に入れた機械の身体も変わらない」と独自の価値観と共に、半機械化させた体を誇りに思っている。だが彼の機械の体を快く思わない神もいるらしく、そういった神からは冷ややかな目で見られている。手甲からスペード状の刃物「オニキスガントレット」が飛び出す。オニキスの硬度は6.5から7で、硬度4の鉄でできたベア・クローを上回る。
ウォーズマンと対戦し終始ウォーズマンを圧倒するが、最後はウォーズマンのスーパーユウジョウモードによる1億パワースクリュー・ドライバーを喰らい引き分けに終わる。試合の中で機械であることを全肯定するオニキスマンの堂々とした立ち居振る舞いに触れ、「機械そのものに善悪はない」という答えと共に精神的な強さを得たウォーズマンを合格とみなし、彼を最上階へ転移させ自身は消滅した。
消滅する際にウォーズマンに鎧を残しているが、嶋田は「『キン肉マンII世』のケビンマスクの鎧へとつながればいいなぁと思いながら描写している」と語っている。
異名
新風を巻き起こすロボ超神

#### 自制の神（じせいのかみ） / ザ・バーザーカー
- 種別 - 神→超神
- 主な必殺技 - バーザーカーブレード、超人殲滅落とし、バーザーカーエクスカリバー、サクリファイス・ロック、ベルセルクの剣、モデスティーズグリードボンバー（ナチュラルとのツープラトン）
- 超人強度 - 1億パワー→9999万パワー
- タッグチーム - モデスティーズ

天界の神の一人で、超神の一員。口癖は「ドフドフ」。バベルの塔の4階のリングでザ・ナチュラルと共に待ち構え、彼とタッグチーム「モデスティーズ」を組み、アシュラマンとサンシャインのはぐれ悪魔超人コンビと対戦する。そして、サンシャインとザ・ナチュラルが相討ちになった後、アシュラマンとの個人戦になってザ・ナチュラルとサンシャインを便利な道具扱いしたことに激怒したアシュラマンが発現させた悪魔六騎士の六本の腕で発動させた阿修羅バスターをくらって敗北する。そして、サンシャインを道具扱いしたことを詫びながらサンシャインも認めたかったと言い、アシュラマンをバベルの塔最上階へ転移させて消滅する。

#### 洞察の神（どうさつのかみ） / マグニフィセント
- 種別 - 神→超神
- 主な必殺技 - 羆崩し投げ、パーガトリーストレッチ、グレイプヴァインクラッチ、マグニフィセントブルドーザー、ホーリーソードクラッシュ、ワイルドボー・ボム、マジックサークルスープレックス
- 超人強度 - 1億パワー→9999万パワー

天界の神の一人で、超神の一員。口癖は「ムハムハ」。プリンス・カメハメの生まれたココナッツ星の超人たちは、マグニフィセントの系譜を受け継いでいる。バベルの塔の6階リングでキン肉マンとバッファローマンを待ち構え、リング入りしたキン肉マンが自身との対戦を躊躇っていたことで、キン肉マンに全力が出せるようにとミートをローマのコロッセオからバベルの塔6階まで転移させ、それで腹をくくったキン肉マンと対戦する。試合の中で自身がプリンス・カメハメらココナッツ星の超人たちのルーツであることを明かす。しかし、プリンス・カメハメと違って対戦相手への敬意が全く無く、相手の命を奪うことに全く躊躇しない「血の通っていない技」を使う戦闘スタイルをキン肉マンに非難されている。本人はその意見に納得しており、キン肉マンへ神に対して敬意を要求すること自体が一つの哲学ではないかと問いかける。二度にわたって「マグニフィセントブルドーザー」をキン肉マンに食らわせて追い詰めるが、フェニックスとの約束やカメハメから受け継いだ技が退化ではなく進化だと証明しようとし、火事場のクソ力で立ち上がったキン肉マンにキン肉バスターの発展進化技「キン肉バスターイモータル」をくらって敗北する。試合後にキン肉マンにかつて自身がザ・マンの提唱に賛同して超人を創造し、結果的に自らの手でこの世の災いの種を生み出したことを後悔していたと自身の過去を語るが、同時に自身が生み出したカメハメの系譜がキン肉マンを形成する一助になり、結果的に後悔も晴れたと言い、キン肉マンからも自身を成長させてくれたカメハメを生み出したことを感謝され、それ故にマグニフィセントにカメハメの存在の素晴らしさを分かって欲しかったと語られる。そしてキン肉マンとミートの2人の力で自身を倒したと認めて、2人をバベルの塔最上階に転移させて、自身は消滅する。

#### 刻の神（ときのかみ）
天界の神の一人で、天界では慈悲の神（後のザ・マン）や調和の神に比肩する実力者ながらも、どの陣営にも属さず独立独歩の立場を守っていた。また、彼が生み出した超人は特殊な力を持っており、故に他の神々が生み出した超人とは差別化して時間超人と呼ばれている。
新シリーズで、かつて慈悲の神（後のザ・マン）が発明し後に調和の神が封印した「神による超人製造術」を復活させて、調和の神たち十二体の超神に先駆けて地上に下天して、時間超人を次々に生み出し続けて、地上を含めた宇宙を崩壊させようとしていることがザ・マンと調和の神こと超神ザ・ワンから語られた。

### 時間超人
超人の神の一人である刻の神が、自身が復活させた禁術「神による超人製造術」によって生み出した新種の超人たち。

#### ドミネーター
- 種別 - 時間超人
- 主な必殺技 - アンガースティングボール、ドミネーター式フィギュアフォーレッグロック、スティングボールフィスト、ブラッドオーシャンダイブ、アコンプリスフリップ、キャタラクトカッター、エル・ドミノスドローンフィスト、バーバリアンスカルイグニッション、ドミノファイヤーブースト、ドミノアトミックコリジョン、バックドラフトフットボム（エル・カイトとのツープラトン）
- タッグチーム - エル・ドミノス

「怒涛の刻（どとうのこく）」の異名を持つ超人。口癖は「ガゴガゴ」。高い耐久力を持つパワーファイター。
レバノン某所を偵察していたケンダマンを、エル・カイトとのツープラトンで痛めつけるが、駆け付けたキン肉マンゼブラによって止められる。そして、カイトとのタッグ「エル・ドミノス」を結成してゼブラとマリポーサとの試合に臨もうとする寸前、突如飛来したマリキータマンがゼブラとタッグを組みたいと提案したことで、結成されたゼブラとマリキータマンのタッグ「エグゾセミサイルズ」とのタッグ戦を開始する。当初は時間超人特有の超回復によって試合を優勢に進めるが、最後はエグゾセミサイルズのコンビ技「シンクロニシティ・インフェルノ」を食らって敗北する。敗北後、新たな理想郷を作るために邪魔者が全て死に絶えた遠い未来に時間移動するための「魔時角」も、カイトと共にマリポーサに叩き折られた。

#### エル・カイト
- 種別 - 時間超人
- 主な必殺技 - ブラッドオーシャンダイブ、アコンプリスフリップ、キャタラクトカッター、エル・ドミノスドローンフィスト、バーバリアンスカルイグニッション、ドミノファイヤーブースト、ドミノアトミックコリジョン、バックドラフトフットボム（ドミネーターとのツープラトン）
- タッグチーム - エル・ドミノス

「疾風の刻（しっぷうのこく）」の異名を持つ超人。口癖は「ヒャフヒャフ」。凧のような身軽さで宙を舞い、空中からの攻撃を得意とする。
ケンダマンをドミネーターとのツープラトンで痛めつけるが、駆け付けたマリポーサによって止められる。そして、ドミネーターとのタッグ「エル・ドミノス」を結成して、ゼブラとマリキータマンのタッグ「エグゾセミサイルズ」とのタッグ戦を開始する。当初は、時間超人特有の超回復によって試合を優勢に進めるが、最後はエグゾセミサイルズのコンビ技「シンクロニシティ・インフェルノ」を食らって敗北する。敗北後、ドミネーターと共に「魔時角」をマリポーサに叩き折られた。

#### 五大刻（ごたいこく）
刻の神が特別に作り出した5人の時間超人で、全員が1億パワーの超人強度を保有している。

##### ファナティック
- 種別 - 時間超人
- 主な必殺技 - アヴァランチ・デスロード、終焉のスピア・クロス、ソンブレーロ・スパイラルショット、ファナティック・ビリーバーロック、巨握の掌、歓喜のベサメ・ムーチョ、永遠の最終楽章
- 超人強度 - 1億パワー

五大刻の一人で、完璧超人始祖サイコマンと瓜二つの容姿と言動の持ち主。「終焉の刻（しゅうえんのこく）」の異名を持つ超人。口癖は「ニャガニャガ」。
完璧超人始祖編の終盤に、悪魔将軍とザ・マンが対戦して超人閻魔の玉座の間が空になっていた隙をついて超人墓場に潜入して、超人閻魔の玉座の背後にあるビギニングストーン（起こりの石版）を始祖のダンベルごとすり替えていた。
エグゾセミサイルズがエル・ドミノスに勝利した後、サグラダ・ファミリア地下にあるサイコマンの研究所を訪れる。その場に居合わせたジャスティスマンを、彼の分身ともいえるダンベルにマグネット・パワーを浴びせることで動きを完全に封じた後、研究室に侵入してきたネメシスと対峙する。サグラダ・ファミリアの屋上のリングで対戦を始め、サイコマンと瓜二つの戦闘方法と1億パワーの超人強度でネメシスを追い詰めるが、ついネメシスの兄であるキン肉タツノリを侮辱したことでネメシスの逆鱗に触れてしまう。〈完肉〉バトルシップ・シンクをマグネット・パワーで石のマットを変質させて柔らかくして致命傷を防ぎ、サイコマンの完璧・拾式奥義「輪廻転生落とし（グリム・リーインカーネーション）に瓜二つの大技「永遠の最終楽章（エターナル・コーダ）」をネメシスにくらわせるが、ファナティック自身も深いダメージによって倒れてダブルノックダウンとなる。しかし、時間超人特有の「超回復」によって傷を治癒すると、渾身の大技「アヴァランチ・デスロード」でとどめを刺して勝利する。そして、より優秀な時間超人量産のための研究材料として、生き残ったネメシスをサイコマンの研究室に連れ去る。

##### エクサベーター
- 種別 - 時間超人
- タッグチーム - インダストリアルレボリューションズ

五大刻の一人で、「黎明の刻（れいめいのこく）」の異名を持つ超人。ショベル状の右腕が特徴。初登場時と再登場時ではデザインが異なる。口癖は「ザクザク」。
エグゾセミサイルズがエル・ドミノスに勝利した後、アメリカ・カリフォルニア州のモハーヴェ砂漠に降り立ち、キン肉マンと対峙。その場に置かれていた超人製造機"降誕のメガフォン"によりザ・ガストマンを誕生させ、キン肉マンと戦わせようとするも、直後にキン肉マングレートが参戦。ガストマンとタッグを組んで、インダストリアルレボリューションズとして戦う。

##### パピヨンマン
- 種別 - 時間超人
- 主な必殺技 - シュメッターリング・キャメルロック、パピヨンザファール、パピヨンワンポジションシュート、バタフライエフェクト、ダウンダウンスカイミッション、ホイールスピンヘッドショット、バタフライスケールスアバター、バタフライアバターフォビア、スウォーム・オブ・バタフライドライバー、パピヨンメテオフィール、キラータービュランス、バタフライ・デッドレコニング、トゥルーダウンダウンスカイミッション、アイアンバタフライ、バタフライソードスライス
- 超人強度 - 1億パワー

五大刻の一人で、「燦然の刻（さんぜんのこく）」の異名を持つ超人。蝶のような姿をしている。口癖は「リラリラ」。
エグゾセミサイルズがエル・ドミノスに勝利した後、レバノン・バールベックのリングでキン肉マンマリポーサと試合を開始し、刻の神から与えられた1億パワーで勝利する。その後、マリポーサたちを逃がすため足止めしたキング・ザ・100トンを倒し、ネプチューンマンと対峙する。

##### ペシミマン
- 種別 - 時間超人
- 主な必殺技 - カンザスシティシュート、ファイヤーバードガンスリンガー、ワイルドバンチスープレックス
- 超人強度 - 1億パワー

五大刻の一人で、「黄昏の刻（たそがれのこく）」の異名を持つ超人。口癖は「ニキニキ」。この世を更地に戻すべく現れた新時代のネオ・ピルグリム（新しき巡礼者）の一人を自称する。
エグゾセミサイルズがエル・ドミノスに勝利した後、ソ連のSKGBを時間超人の新拠点とするために襲撃。施設内の超人兵アンドロイド・サルダードの集団と交戦した後、施設の外にあるパトムスキー・クレーターの円形闘技場でアンドロイド・サルダードに変装したウォーズマン（クロエ）と対戦する。

##### エンデマン
- 種別 - 時間超人

五大刻の一人で、「宵闇の刻（よいやみのこく）」の異名を持つ超人。口癖は「バッコバッコ」。
エグゾセミサイルズがエル・ドミノスに勝利した後、スリランカのシーギリヤでテリーマンと対峙する。
連載初登場時と単行本では頭部の形状が異なり、テリーマンと対峙した際はバイザー状に三角型の眼が描かれた。

#### ザ・ガストマン
- 種別 - 時間超人
- 超人強度 - 7700万パワー
- 主な必殺技 - サーキュレーションカムバック、サーキュレーションイレイザー、サーキュレーションプレステール
- タッグチーム - インダストリアルレボリューションズ

超人製造機"降誕のメガフォン"により誕生した最新鋭の時間超人。両肩にエアサーキュレーターを装備している。口癖は「ビュンビュン」。
連載初登場時とその翌週ではマスクのデザインが異なり、単行本での初登場時は後出のデザインに修正されている。

## アニメオリジナルシリーズ

### 決戦!7人の正義超人vs宇宙野武士
原作とは違い、ここではTVスペシャルで登場した「宇宙野武士」たちについて解説する。

#### ブラック・キング
- 種別 - 宇宙野武士
- 出身 - 宇宙
- 超人強度 - 85万パワー[3][4]
- 主な必殺技 - 連続サイドスープレックス[4]
- 声 - 永井一郎

ブラックキングとも表記される。スペースサムライの組織として恐れられている宇宙野武士軍団の首領。どんな状況でも食事時間は守るという、律儀な習慣の持ち主。他の宇宙野武士と異なり、心臓を二つ持っている。これまで多くの惑星を滅ぼしており、1000人以上の大軍団を率いてラッカ星を襲うが、地球から来たキン肉マンら7人の正義超人と宇宙野武士選り抜きのレスラー7人とで1対1のリング上での決闘を同時に行うことにする。団体戦ではキン肉マンと戦うが、昼食時間のために試合を一時放棄。その後卑怯にもマロン姫を花嫁にしようとさらい、無理やり結婚式をあげるが乱入してきたキン肉マンに阻止されて風林火山とキン肉バスターで敗れた。兜の下はモヒカン頭をしている。

#### ブラック・トマホーク
- 種別 - 宇宙野武士
- 出身 - 宇宙
- 超人強度 - 80万パワー[3][4]
- 主な必殺技 - トマホーク攻撃[4]

宇宙野武士軍団の一員。両手に持った斧を振り回して戦う。団体戦ではテリーマンと戦うが、カーフ・ブランディングをくらった後にニー・ドロップで心臓を攻撃され敗れた。

#### ブラック・カンフー
- 種別 - 宇宙野武士
- 出身 - 宇宙
- 超人強度 - 92万パワー[3][4]
- 主な必殺技 - 宇宙カンフー[4]

宇宙野武士軍団の一員。4本の腕を使ってのカンフーを得意とする。団体戦ではラーメンマンと戦い、空手殺法"死の舞い"での攻撃を手数で上回り勝利する。

#### ブラック・ナイト
- 種別 - 宇宙野武士
- 出身 - 宇宙
- 超人強度 - 82万パワー[3][4]
- 主な必殺技 - 弓矢攻撃[4]

宇宙野武士軍団の一員。弓矢を使用する。団体戦ではロビンマスクと戦うが、矢を額に刺されながらも決めたタワー・ブリッジで敗れた。

#### ブラック・ファイター
- 種別 - 宇宙野武士
- 出身 - 宇宙
- 超人強度 - 75万パワー[3][4]
- 主な必殺技 - キック攻撃[4]

宇宙野武士軍団の一員。肉体を駆使して戦う正統派。団体戦ではブロッケンJr.と戦い2回転キックで倒れるが、ブロッケンJr.も同時にダウンし両者引き分けとなった。

#### ブラック・キラー
- 種別 - 宇宙野武士
- 出身 - 宇宙
- 超人強度 - 90万パワー[3][4]
- 主な必殺技 - 宇宙野武士式スクリュー・ドライバー[4]
- 声 - 岸野一彦[14]

宇宙野武士軍団の一員。両手が鎌のようになっている。団体戦ではウォーズマンと戦うが、スクリュー・ドライバー同士の相討ちで両者引き分けとなる。

#### ブラック・スモーマン
- 種別 - 宇宙野武士
- 出身 - 宇宙
- 超人強度 - 80万パワー[3][4]
- 主な必殺技 - 張り手、ボディプレス[4]

宇宙野武士軍団の一員。団体戦ではリキシマンと戦い、5人に分裂しての総攻撃で勝利する。

#### マロン姫
- 声 - 中島千里

ラッカ星の姫。ブラック・キングにさらわれるがキン肉マンに救われ、最後はビーンズマンと結婚した。

### ザ・サイコー超人の挑戦編

#### 軍師ヤマカーン
- 種別 - サイコー超人
- 出身 - デーモン星
- 超人強度 - 900万パワー[3][4]
- 主な必殺技 - サイコー・ワープ
サイコー・ワープ
左足の義足を中心に体の位置を入れ替える技。義足を失うと使用できなくなる。
キン肉ドライバー、キン肉バスター
キン肉マンに技をかけられた際、サイコー・ワープによって脱出し直後に同じ技を返した。
- 声 - 岸野一彦[14]

サイコー超人のリーダー格。娘や部下たちからも慕われており、ポール王子からの信頼も厚い。過去の戦いで王子を逃がすために負った傷により左足が義足。余計な心配をかけさせないために、そのことは王子には黙っている。サイコー・ワープは左足を失ってから血と汗と涙で完成させた技でもある。
キン肉マンと戦い、キン肉ドライバーやキン肉バスターなどをサイコー・ワープによって反転させ、破る実力者。キン肉マンをKO寸前まで追い詰めたが、左足の義足を蹴り飛ばされたことでサイコー・ワープが使用不可となり、風林火山により逆転KOされた。敗北後、敗軍の将として責任を取るべき自爆装置で自害しようとしたが、必死で止めようとするキン肉マンと、彼らの友情パワーによって改心したポール王子の説得により阻止された。そして「死なないでほしい」という王子の願いを聞き入れ自害を取りやめた。キン肉マンとの別れの際には宇宙最強の証として自分が持つエンブレムを託し、彼こそが最高の超人だと褒め称え和解した。
プロフィール
家族 - 娘 キリカ
異名
宇宙一の軍師

#### カレイヤス
- 種別 - サイコー超人
- 出身 - デーモン星
- 超人強度 - 830万パワー[3][4]
- 主な必殺技
変身
変身能力で蝶や食虫植物に変身する。
レインボー・ハンギング
蝶に変身し、触角で相手の首を締め付けながら電撃を浴びせる。相手の顔が虹のように七色に変化する。
- 声 - 田中秀幸[9]

サイコー超人軍団四天王の一人。過去にスニゲーターと対戦し、得意の変身能力で彼を震え上がらせ、1分で試合放棄させた。身のこなしが軽く、正当なテクニックの応酬においてもキン肉マンと互角に渡り合う実力者。
キン肉マンと対戦し、蝶に変身しレインボー・ハンギングでキン肉マンを苦しめるも、キン肉マンガムを利用した火事場の昆虫採集により失敗。さらに巨大な食虫植物に変身し、体内でキン肉マンを溶かそうとするが、ウォーズマンに根が弱点であることを見抜かれ、火事場の綱引きにより、根を体内にひきずりこまれて破られる。最後は、変身が解けたところをキン肉バスターによって倒された。

#### ガンガリアン
- 種別 - サイコー超人
- 出身 - デーモン星
- 超人強度 - 380万パワー[3][4]
- 主な必殺技 - 不明
- 声 - 堀秀行[9]

サイコー超人軍団四天王の一人。銃を使って闘う。部下と共にテリーマン&ブロッケンJr.と闘うが、テリーマンのカーフ・ブランディングに敗れた。

#### チカーラ
- 種別 - サイコー超人
- 出身 - デーモン星
- 超人強度 - 1000万パワー[3][4]
- 主な必殺技 - 不明
- 声 - 北川米彦[9]

サイコー超人軍団四天王の一人。怪力自慢の肉体派。部下と共にバッファローマンと闘うが、ハリケーン・ミキサーで倒された。

#### ヘルナイト
- 種別 - サイコー超人
- 出身 - デーモン星
- 超人強度 - 530万パワー[3][4]
- 主な必殺技 - 不明
- 声 - 郷里大輔[9]

サイコー超人軍団四天王の一人。刀を使って闘う。部下と共に超人師弟コンビと闘うが、ロビンマスクのタワーブリッジに敗れた。

#### ポール王子
- 種別 - サイコー超人
- 出身 - デーモン星[3]
- 超人強度 - 50万パワー[3]
- 声 - 塩屋翼

ザ・サイコー超人の本拠地であるデーモン星の王子。マリに一目惚れしてヤマカーンたちに誘拐させた張本人。部下思いである反面、言ったことは覆さない主義。キン肉マンの活躍と友情を目の当たりにしたことで、自分がどれだけひどいことをしてきたのかを感じ入り改心。自爆装置で自害しようとするヤマカーンに「どうか死なないでほしい」と自決を取りやめさせ、キン肉マンに愛されるマリの幸せを称えた。そして自分もまた愛してくれる女性がいることに気づき、ヤマカーンの娘キリカと恋仲となった。キン肉マン消しゴムでの名称は「プリンスデイモン」または「プリンス・デーモン」。

#### ザ・サイコー軍団
- 種別 - サイコー超人
- 出身 - デーモン星[3]
- 超人強度 - 120万パワー[3]

ザ・サイコー軍団の一般戦闘員たちの総称。ヤマカーンを慕っており彼が負けた際は悲しんでいる様子を見せていた。ヤマカーンが言うには四天王以外にも比肩する実力者がいるとのこと。

#### キリカ
- 声 - 松島みのり / 二又一成（変装時）[9]

サイコー超人のひとりでヤマカーンの娘。男装し宇宙船のキャプテンになり済ましてマリを誘拐した。ポール王子に恋心を抱いており、彼の恋に報いるためマリを拉致するという複雑な役割を演じた。最後は改心した王子からその恋心に気づかれ、両想いとなる。父のことは尊敬しており、左足を失った当時に「一対一の戦いはしないと約束してほしい」と心配していた。

#### サイコー・ジョーズ
「正義超人キラー」と呼ばれる宇宙サメ。未だかつて逃げ切れた正義超人はいないというほど凶悪なサメで、敵味方見境なく食べてしまう。罠にかかったキン肉マンを呑み込むが体内から脱出され、ミンチにされて巨大なカマボコにされた後、マリによって料理されキン肉マンに食べられた。

### 地獄の極悪超人編

#### ダーティバロン
- 種別 - 極悪超人
- 出身 - 不明
- 超人強度 - 1500万パワー[4]
- 主な必殺技 - 96の殺人技
バロンバスター、バロンドライバー、バロン風林火山
キン肉マンの技への返し技。キン肉バスター、キン肉ドライバー、風林火山とほぼ同一の技だが「キン肉マンよりスケールが大きく強烈」らしい。
ダーティ大車輪
空中で相手の頭と足をとらえ、高速で回転する。再戦時には連続キックで相手の体を回転させる技になっていた。
ダーティ・デビルサッカー
ロープの反動を利用し、跳ね返ってきた相手を何度も蹴り続ける技。
死のゴール
ダーティ・デビルサッカーの止めに使う派生技。相手を上空へと蹴り上げ、落ちてきたところに首を狙って蹴り飛ばしコーナーポストに後頭部を激突させる。
- 声 - 郷里大輔

極悪超人のリーダー。バッファローマンと血を飲みあった義兄弟。自らを極悪超人界の正義超人と称するが、最終話では本性を現し自らを悪と名乗った。
正義の剣を手に入れるため、正義超人になりすましキンモク星へと現れる。「牛丼に飽きたのでステーキが食べたい」といった点以外は完璧にキン肉マンになりすまし、その際にキン肉マンのボケにのったりツッコミを入れたりするなどユーモラスな一面もある。どちらが本物の正義超人か決めるためにクイズで対決した際に、本物のキン肉マンが土壇場で答えを言い当てる奇跡の逆転をしたことで自分たちが偽者であることを明かした。
キン肉マンと戦うがリングとなった火山が噴火したため引き分けとなる。バロンは火山の中に消えて生死不明となる。その後マグマの底に用意しておいた黒いロングホーンを使い、極悪超人7人がかりの「地獄のピラミッド」によってバッファローマンを極悪超人へと引き戻した。
再戦時には、キン肉マンの48の殺人技に対抗した96の殺人技を使いキン肉マンを苦しめるが、自分の技ではなくロビンマスクのタワーブリッジで反撃されたため切り返しができず、KO寸前まで追い詰められたが、呼び寄せたバッファローマンと入れ替わり窮地を逃れる。しかしバッファローマンのロングホーンが正義の剣によって切り落とされ、飛んで来たロングホーンが突き刺さりワイルドバクトと共にどこかへ吹き飛ばされる結末を迎えた。
異名
棺桶配達人ダーティバロン

#### ワイルドバクト
- 種別 - 極悪超人
- 出身 - 不明
- 超人強度 - 630万パワー[4]
- 主な必殺技
バクトトランプ
自らの体を消し、ダイヤモンドの切れ味を持つ何枚ものトランプとなって相手の体を切り刻む技。本体はトランプの中の一枚である。
夜霧の神経衰弱
トランプの嵐で相手を包み、一枚のトランプの中へ閉じ込めてしまう。その後は神経衰弱の要領でカードを選びながら引き裂いていき、じわじわと追い詰めていくという公開処刑と言える技。
- 声 - 水鳥鉄夫[9]

極悪超人のサブリーダー的存在。テリーマンと対戦し、一度は劣勢に追い詰められる。しかし正義の剣が見せたバッファローマンの黒いロングホーンの存在を見てテリーマンが驚愕したため難を逃れ、必殺技「夜霧の神経衰弱」を駆使して勝利する。骨がなく鍛え上げた筋肉が骨の役目を果たしている。攻打撃的な攻撃に対しては強い耐性を持つが、関節技で同じ個所を執拗に攻められると千切れかねないという危険性もある。極悪超人の中ではダーティバロンと共に最後まで生き残ったが、最後は共に正義の剣の力によってどこかへ吹き飛ばされた。
異名
夜霧のワイルドバクト

#### ジライヤー
- 種別 - 極悪超人
- 出身 - 不明
- 超人強度 - 550万パワー[4]
- 主な必殺技 - 分身攻撃、地獄の頭突き
- 声 - 銀河万丈[9]

全身が機械で覆われているロボ超人。分身の術などの忍術を駆使する。5対3の変則タッグマッチにてロビンマスクと対戦し、手からのビームや分身でロビンを苦しめたが、「変形タワーブリッジ」により共にスカイデビルの谷底へ転落した。
異名
地獄のジライヤー

#### グドン
- 種別 - 極悪超人
- 出身 - 不明
- 超人強度 - 600万パワー[4]
- 主な必殺技 - 怪力
- 声 - 岸野一彦[14]

怪力自慢でフンドシ姿が特徴。5対3の変則タッグマッチにてジライヤーと戦うロビンマスクを押さえつけるが、ロビンマスクの「変形タワーブリッジ」によりジライヤー共々スカイデビルの谷底へ転落した。
異名
遠慮はいらない怪力グドン

#### バラッキー
- 種別 - 極悪超人
- 出身 - 不明
- 超人強度 - 580万パワー[4]
- 主な必殺技 - 分離攻撃、地獄の渦巻き
- 声 - 堀秀行[9]

「死神の七つ道具」を使い、体を分離させ闘う。5対3の変則デスマッチにて生き残ったブロッケンJr.と対戦。リングを破壊し、ブロッケンJr.を窮地に追い込むが、ベルリンの赤い雨で頭部を真っ二つにされて敗れた。
異名
死神バラッキー

#### ビッグマグナム
- 種別 - 極悪超人
- 出身 - 不明
- 超人強度 - 450万パワー[4]
- 主な必殺技 - 不明
- 声 - 戸谷公次[9]

5対3の変則デスマッチでのウォーズマンとブルドッキーの試合に乱入するが、ウォーズマンの必殺技「シベリアの地吹雪」により道連れにされる。
異名
掟破りのビッグマグナム

#### ブルドッキー
- 種別 - 極悪超人
- 出身 - 不明
- 超人強度 - 480万パワー[4]
- 主な必殺技 - 地獄技・千人噛み殺し
- 声 - 二又一成[9]

血の気の多い性格で、一度噛みついたら決して離れないという。5対3の変則デスマッチでウォーズマンと対戦し、武器である牙をベアークローにより折られる。最後はウォーズマンの必殺技「シベリアの地吹雪」により共に谷底へ転落した。
異名
千人噛み殺しのブルドッキー

#### リリー姫
- 声 - 松島みのり[9]

正義超人発祥の地であるキンモク星の姫。キン肉マンたち正義超人に正義の剣を与えるために、キンモク星へ招待した。テレビで宇宙中継された正義超人の試合は全て見ているため、彼らのことには詳しい。

#### チェリー王子
- 声 - 鶴ひろみ[9]

リリー姫の弟。リリー姫同様、正義超人に詳しい。

#### ラム男爵
- 声 - 二又一成

リリー姫のフィアンセ。キンモク星にやってきた正義超人たちの接待を任されている。

## 番外編
- クァン
- ケビンマスク

### ブートン
- 種別 - 超人
- 出身 - ウィーク・ポイント星
- 身長体重 - 230cm 400kg[1]
- 超人強度 - 100万パワー[1]
- 初登場 - 番外編「ロビン・メモの巻」

各超人の弱点が詳細に記された「ロビン・メモ」を奪い、その著者であるロビンマスクも誘拐し、ウィーク・ポイント星に正義超人たちを誘い出した。彼らの弱点を付いて攻撃するが、最終的には正義超人たちの合体技「超人サザン・クロス」によって敗れた。手に持つ金棒が正体。
劇場版『キン肉マン 逆襲!宇宙かくれ超人』ではハイドラブートンとして登場する。

### BUKIボーイ（ブキボーイ）
- 種別 - 残虐超人
- 出身 -  ブラジル
- 身長体重 - 190cm 80kg[1]
- 超人強度 - 97万パワー[1]
- 主な必殺技 - 武器・雷槌（いかずち）落とし、幻惑瞼
- 初登場 - マッスル・リターンズ

第1回超人究極（アルティメット）チャンピオンシップに、彗星のごとく現れた新世代超人。BUKI家（ブキけ）の出身で、返し技を極めた格闘技「グレート躰術」と、相手に技を出させる催眠術のような眼光「幻惑瞼」を使う。友情パワーを信じず「今どきはやらない」と嘲笑する。ウォーズマン、バッファローマン、テリーマンの3大正義超人を難なく破って優勝し、挑戦者を募る。負傷を押して立ち向かったロビンマスクを攻め立てるが、5年ぶりに復帰したキン肉マンとの対戦になる。火事場のクソ力により無意識に繰り出す技は読めなかったものの、隙を突いて攻め立て武器・雷鎚落としで勝負を決めようとする。しかし、仲間たちや大観衆の声援に奮起したキン肉マンに技を止められ、最後はキン肉バスターを受けて敗れた。
異名
グレート躰術の達人

### ミハイルマン
- 本名 - ミハイル・ボルコフ
- 種別 - 正義超人→残虐超人
- 出身 -  旧ソ連[49]
- 身長体重 - 205cm 200kg[1]
- 超人強度 - 65万パワー[1]
- 初登場 - ウォーズマンビギンズ 仮面の告白!の巻
- 声 - 堀秀行[198]

ウォーズマンの父。超人レスリングの東ヨーロッパチャンピオンだったが、永遠の強さを手に入れるためチェコに渡り機械超人になる手術を受ける。機械超人となった後もチャンピオンとして活躍を続け、妻との間に息子のニコライ（ウォーズマン）を儲ける。しかし遠征先での試合中に機械が異常を起こし、対戦相手とレフェリーを惨殺してしまう。我に返った後、自らの行いに対する報いとして自爆装置を起動、リング上で爆死した。
異名
最強最高の機械超人
プロフィール
家族 - 妻 ナターシャ（声 - 桑島法子） 息子 ニコライ（ウォーズマン）

### カマーンダス
- 種別 - ロボ超人
- 出身 -  ソビエト連邦
- 身長体重 - 215cm 220kg[1]
- 超人強度 - 105万パワー[1]
- 初登場 - ウォーズマンビギンズ 仮面の告白!の巻
- 声 - 中邑真輔[200]

ウォーズマンと共に、ソ連・SKGBの訓練施設「ヴォルク・コームナタ（狼の部屋）」に身を置いた超人。過酷な特訓の中、ウォーズマンと共に励まし合ってきたが、その正体はロボ超人兵士の「ドヴァ（2号機）」であった。性格は無慈悲にして無秩序であり、SKGBを脱走したウォーズマンに対して情け容赦なく右腕のチェーンソーの刃を向けた。しかし、バラクーダによって氷の精神を叩き込まれたウォーズマンのベアークローで胴体を貫かれ、パロ・スペシャルで両腕を引きちぎられて敗北。
完璧超人始祖編で悪魔将軍が超人墓場に侵入した際には、禁断の石臼での労役を課されていた。

### マシンガン号
- 種別 - 馬
- 初登場 - ザ・マシンガンズ 空白の三日間

テリーマン牧場で飼われている、テキサス一気性の荒い暴れ馬。その疾さとパワー、機関銃のような迫力からマシンガン号の仇名が付けられた。元は人間を乗せるのが大好きな馬だったが、人間の仕掛けた罠にかかり義足となった後は、人間を全く信用しない荒馬となった。キン肉マンはテリーマンにアメリカ超人タッグ選手権のパートナーになる条件として、この馬に乗って15マイル先の川まで水汲み50往復するよう言われ、最終的にマシンガン号とも心を通わせ成功させる。キン肉マンとテリーマンのタッグ名「ザ・マシンガンズ」の名前の由来となった。

### ヒガンテマン
- 種別 - 正義超人[1]
- 出身 -  ペルー
- 身長体重 - 220cm 185kg[1]
- 超人強度 - 90万パワー[1]
- 主な必殺技 - ヒガンテ・クラッシュ
- 初登場 - キン肉マン外伝 ベンキマン 〜失われたインカの記憶〜

ペルー超人レスリング界の新星。第21回超人オリンピック ザ・ビッグファイトペルー予選準決勝で銅ベルマンを秒殺した実力者だが傲慢な性格であり、オリンピックに優勝して名声を得た後はすぐに引退して超人界初の大統領になる予定でいた。政界進出の暁にナスカの地上絵を消して一大レジャー施設の建設を企むが、セコンドの少年マルコに反対されたため彼を痛めつける。そして予選最終戦において、子供に手をあげたことに怒ったベンキマンの恐怖のベンキ流しにより、便器に流されて敗北する。デザインは中世のスペインの軍隊から着想を得ている。
異名
エロエ・ポプラ

### アルパカーン
- 種別 - 正義超人[1]
- 出身 -  ペルー[1]
- 身長体重 - 188cm 92kg[1]
- 超人強度 - 55万パワー[1]
- 初登場 - キン肉マン外伝 ベンキマン 〜失われたインカの記憶〜

アルパカモチーフの超人。性格は優しく、全身の毛のさわり心地がいい。第21回超人オリンピック ザ・ビッグファイトペルー予選準決勝でベンキマンと対戦するが、ねちっこい寝技をかけられギブアップする。

### タイラント
- 種別 - 残虐超人
- 出身 - クッピン星[1]
- 身長体重 - 220cm 185kg[1]
- 超人強度 - 910万パワー[1]
- 主な必殺技 - 暴君暴風落とし
- 初登場 - 奇跡の救世主伝説の巻

その昔クッピン星の何千人もの民を殺してきた残虐超人。奇跡の救世主ミュースマンに倒され100万年間幽閉されていたが復活し、部下たちと共に再び暴虐の限りを尽くす。クッピン星を訪れたキン肉マンをミュースマンの子孫だと断定し勝負をするが、キン肉バスターの前に敗れる。モチーフはバリ島の神の仮面。

### バラック
- 種別 - 正義超人[1]
- 出身 - クッピン星[1]
- 身長体重 - 172cm 68kg[1]
- 超人強度 - 1万パワー[1]
- 初登場 - 奇跡の救世主伝説の巻

クッピン星の若者。ミュースマンの伝説を信じており、地球で入手したキン肉マンのマスクをミュースマンのマスクだと思い込む。マスクをかぶってタイラントに挑むが返り討ちに遭い、ピンチのところをマスクを追い求めてやってきたキン肉マンに救われた。服装はSF調を意識してデザインされている。

### 土偶マン
- 種別 - 残虐超人
- 出身 -  日本
- 身長体重 - 120cm→190cm 60kg[1]
- 超人強度 - 30万パワー
- 年齢 - 27歳
- 主な必殺技 - 土偶パンチ
- 初登場 - 奇跡の救世主伝説の巻

タイラントの部下。素体は120cmだが、戦闘時は190cmまで巨大化し筋肉質になる。

### ハンマーヘッド
- 種別 - 残虐超人 / 完璧超人[1]
- 出身 -  ドイツ・ミュンヘン
- 身長体重 - 186cm 115kg
- 超人強度 - 126万パワー
- 年齢 - 28歳
- 主な必殺技 - 釘打ちココバット
- 初登場 - 奇跡の救世主伝説の巻

タイラントの部下。

### ブラック・シップ
- 種別 - 正義超人[1]
- 出身 -  アメリカ合衆国（サモア）[1]
- 身長体重 - 228cm 196kg[1]
- 超人強度 - 98万パワー[1]
- 主な必殺技 - 喉輪落とし
- 初登場 - キン肉マン 超人列伝 ウルフマンの巻

世界超人相撲ファイティングチャンピオンシップ10連覇を果たしたアメリカ相撲超人。自分の挑戦を避け続けていたウルフマンの引退断髪式に乱入し、カナディアンマン、スペシャルマン、ミートを痛めつけた上でウルフマンを挑発し勝負に持ち込む。試合ではウルフマンを追い込むが、日本超人の底力を発揮したウルフマンの合掌捻りにより逆転負けする。
異名
無敵のアメリカ相撲超人

### コヨーテマン
- 種別 - 正義超人[1]
- 出身 -  日本[1]
- 身長体重 - 173cm 143kg[1]
- 超人強度 - 60万パワー[1]
- 初登場 - キン肉マン 超人列伝 ウルフマンの巻

ウルフマンの所属する鼓世手部屋の親方。ウルフマンを超人相撲横綱まで育て上げた恩師。
デザインは嶋田が打ち合わせの時に描いた落書きが基本になっている。

### アジャンタ
- 種別 - 正義超人[1]
- 出身 -  インド[1]
- 身長体重 - 166cm 62kg[1]
- 超人強度 - 55万パワー[1]
- 初登場 - キン肉マン超人列伝 カレクック -愛と怒りの聖人-の巻

カレクックの師匠で、インド秘伝の「頭載格闘術」師範。頭にナンを搭載している。

### ケンブリッジマン
- 種別 - 超人
- 出身 -  イギリス
- 身長体重 - 212cm 158kg[1]
- 超人強度 - 86万パワー[1]
- 主な必殺技 - キングダム・ヘイル
- 初登場 - キン肉マン超人列伝 カレクック -愛と怒りの聖人-の巻

筋骨隆々の大型超人で、大英帝国インド超人総督の末裔。非常にプライドが高く「英国伝統のキャッチ・アズ・キャッチ・キャンレスリングの秘儀を受け継いだ誇り高き超人レスラー」を名乗るが、先祖の地位を鼻にかけて一般人に威張り散らし、自分に逆らう者は女子供であろうと許さず、人間の少年ラジャに必殺技で重症を負わせる外道。師匠から怒りを抑えるように言われていたシン（カレクック）を一方的に嬲り、シンが好意を抱いていた女性ミーナの店を壊し、ミーナにも暴力を振るう。しかし怒りの感情を爆発させてカレーを頭に載せたシンの反撃を喰らい、チャルカスティングで腹を貫かれて死亡した。
主な肩書き
インド超人総督の末裔

### 交通違反超人
- 種別 - 悪魔超人
- 主な必殺技 - 排ガスタイフーン、交通渋滞地獄、タイヤ地獄、恐怖のタイヤ跡、死の灼熱ビーム
- 初登場 - キン肉マンの交通安全
- 声 - 佐藤正治

安全教育アニメに登場した、タイヤをモチーフとした超人。キン骨マンとイワオや他の悪魔超人と共謀しており、交通ルールを破った子供を交通地獄ランドへ招待し、子供たちに交通違反が楽しいということを教え、交通ルール無視の子供を増やして地球全体を交通地獄にしようと企む。それを阻止しようとしたテリーマンを交通渋滞地獄による騒音で苦しめ、キン肉マンを死の灼熱ビームで燃やそうとするが、火事場のクソ力を得意とするキン肉マンには逆効果となりエネルギーを吸い取られ、最後は変形型のキン肉バスターで自身が苦手とする横断歩道の上に叩き落とされ、跡形もなく消滅する。

### ホネックス
- 種別 - 怪獣
- 初登場 - いただき!!キン肉マン さくれつ!ゆうじょうパワーのまき

キン骨マンが町中の骨を集めて作った巨大な凶悪怪獣。骨の素材にはブロッケンJr.のドクロの徽章、ラーメンマンの屋台のブタの骨、バッファローマンのロングホーン1本、テリーマンの牧場のウシの骨などが使われている。ロビンマスクとウォーズマンの技をはじく頑丈さを見せるが、バッファローマンの残ったロングホーンとテリーマンが持ってきた牛丼を食べてパワーアップしたキン肉マンのキン肉バスターにより敗れる。

## 神 / 大魔王
『キン肉マン』世界には多くの神もしくは神的存在がいる。超人の主だった神は105人存在。『キン肉マンII世 超人聖戦史』では時の神が登場している。アニメ『王位争奪編』においては、邪悪の神々は超人閻魔の配下という設定になっている。

### スーパーマンロードの神
- 種別 - 神
- 初登場 - 黄金のマスク編
- 声 - 二又一成[注 17]

超人の神の一人。廃人同様になったジェロニモに三つの試練を課し、ジェロニモを超人として蘇らせた。かつて幼い頃のジェロニモ兄妹が村人から迫害されるのを救い、悪に屈しない心を教えていた。
原作では後に登場する超人の神のようなデザインだったが、アニメでは大幅に変えられていた。
オメガ・ケンタウリの六鎗客編の後の新シリーズで、超神ジ・エクスキューショナーであることが判明する。
『ディープオブマッスル!!』では、冷静かつ勇敢な大男だったという死んだジェロニモの父親に姿が似ていると語られている。

### 100人の超人の神
- 種別 - 神
- 超人強度 - 1億パワー
- 初登場 - キン肉星王位争奪編
- 声 - 石森達幸、川津泰彦

超人たちを自らの意思で作り出したとされる100人の神。キン肉マンの王位継承を支持した。ザ・マン（超人閻魔）とは同じ神々だった同士であり、超人たちの行いを知りながらキン肉マンを大王に任命したことを非難されていた。
地上に下天した12体の超神もこの中にいたことが、オメガ・ケンタウリの六鎗客編の後の新シリーズで調和の神によって語られた。

### 知性の神（ちせいのかみ）
- 種別 - 神
- 超人強度 - 1億パワー
- 初登場 - キン肉星王位争奪編

キン肉マンスーパー・フェニックスに乗り移った邪悪の神。スキンヘッドで眼鏡を掛けている。5人の邪悪神の中ではリーダー的存在。火事場のクソ力によるキン肉マンの成長ぶりを警戒し、キン肉マンがネプチューン・キングを倒したことから、神に匹敵しつつあるキン肉マンの抹殺の必要性を仲間の邪悪神たちに伝えた。最終的には「7000万パワーマッスル・スパーク」によって、フェニックスと共に息絶える。
アニメ版では、フェニックスを説得するフェニックスシズ子の命を狙い、残虐の神と合体して竜の姿となるが、テリーマンたちに阻まれた末、正義超人友情パワーの結界で敗北。真紅のマントに封印された。しかし、真の黒幕である超人閻魔は健在だったため、マントは完全な赤には染まらなかった。
オメガ・ケンタウリの六鎗客編では復活しており、調和の神の一派がこの世を揺るがす暗躍を始めたことから、辺境の星で開墾していたフェニックスマンの前に現れ、再びキン肉マンスーパー・フェニックスとなるよう告げる。そして、一連の情報を与えた。その後、オメガマン・アリステラに苦戦しているフェニックスに1億パワーを得させるために、再び憑依する。
オメガ・ケンタウリの六鎗客編の後の新シリーズでは、秦始皇帝陵でキン肉マンビッグボディと超神ランペイジマンが激突する寸前に、フェニックスがモニターに現れると同時に、超神たちが求めるカピラリアの欠片への手がかりがある4か所へと転移させる滝を、その場に出現させる。
先述した調和の神からは、「奔放すぎるところがあるのは難だが、無意味なことをする神ではない」と評されている。
作画担当の中井は、眼鏡をかけているから知性というだけではあんまりなので、邪悪さの中に見える知性を意識して描いていると語っている。

### 技巧の神（ぎこうのかみ）
- 種別 - 神
- 超人強度 - 1億パワー
- 初登場 - キン肉星王位争奪編

キン肉マンゼブラに乗り移った邪悪の神。技の神とも呼ばれる。原作版では脱落したゼブラから抜け出した後、フェニックスに協力。フェニックスシズ子の命を狙った際はゼブラに変身して襲いかかるが、ラーメンマンのレッグ・ラリアートで倒された。
アニメ版ではゼブラ敗退後、真紅のマントに封印された。

### 残虐の神（ざんぎゃくのかみ）
- 種別 - 神
- 超人強度 - 1億パワー
- 初登場 - キン肉星王位争奪編

キン肉マンソルジャーことソルジャーマンに乗り移った邪悪の神。脱落したソルジャーマンから抜け出した後、フェニックスに協力し、キン肉真弓の持つ超人予言書から偽ソルジャーことキン肉アタルの予言書ページを強奪した。フェニックスシズ子の命を狙った際はソルジャーマンに変身して襲いかかるが、ジェシー・メイビアのパイルドライバーにより返り討ちにされた。
オメガ・ケンタウリの六鎗客編では死んだソルジャーマンの代わりにアタルのもとに現れ、オメガの民やその裏に潜む存在についての情報を与えた。後にアタルの頼みでサタンが張った結界に一瞬だけ穴をあけ、閉じ込められていたブロッケンJr.を呼び出すことに協力する。その後、オメガの母星にやってきて帰還していたアリステラたちに刻の神と時間超人たちと、その目的について話した。
アニメ版では知性の神と合体して竜の姿になるが、正義超人友情パワーの結界に敗北し、真紅のマントに封印された。

### 強力の神（ごうりきのかみ）
- 種別 - 神
- 超人強度 - 1億パワー
- 初登場 - キン肉星王位争奪編

キン肉マンビッグボディに乗り移った邪悪の神。原作版では脱落したビッグボディから抜け出した後、フェニックスに協力。フェニックスシズ子の命を狙った際はビッグボディに変身して襲いかかるが、ウルフマンの居反り投げにより返り討ちにされた。
アニメ版ではビッグボディ敗退後、真紅のマントに封印された。

### 飛翔の神（ひしょうのかみ）
- 種別 - 神
- 超人強度 - 1億パワー
- 初登場 - キン肉星王位争奪編

キン肉マンマリポーサに乗り移った邪悪の神。原作版では脱落したマリポーサから抜け出した後、フェニックスに協力。フェニックスシズ子の命を狙った際はマリポーサに変身して襲いかかるが、テリーマンのブルドッキングヘッドロックにより返り討ちにされた。
アニメ版ではマリポーサ敗退後、真紅のマントに封印された。

### 超人閻魔（ちょうじんえんま）
- 種別 - 神→完璧超人
- 出身 - 天上界
- 身長体重 - 不明
- 超人強度 - 9999万パワー
- 主な必殺技 - 鉄拳制裁
- 初登場 - キン肉星王位争奪編

超人墓場の支配者。キン肉星王位争奪編では、超人墓場への入場許可証を発行したにもかかわらず蘇生したネプチューンマンの討伐に加えて、超人墓場からウォーズマンを脱走させたキン肉マンチームの皆殺しをオメガマンに依頼する。
完璧超人始祖編では、死んだ超人が魂だけとなり超人墓場に辿り着いた後に、その働きが認められてなおかつ蘇りを強く希望する者に対し、厳しい審査を行なっているとされている。その正体は、太古の神々が全超人を粛清する際に唯一反対し、神の座を捨て優秀な超人のみを救出し、10人の完璧超人始祖を作り上げた人物「ザ・マン」である。キン肉マンが友情を超人界に必要以上に拡散し続け、それが恐ろしい力を同時に拡散させており、強くなったイレギュラー超人たちを制御できなくなると太古のような闘争の歴史が繰り返されることを危惧する。キン肉族とその影響を受けた全ての超人を殲滅する決断を下し、「ストロング・ザ・武道」として他の完璧・無量大数軍と共に地球へ侵攻した。口癖は「グロロ〜」。
アニメでは超人墓場の親方を表の顔とする、邪悪五神のボス格。大宇宙征服の拠点としてキン肉星の王位の座を奪って乗っ取り、キン肉マンやキン肉王家、そして正義超人の撲滅を企む。キン肉マンが誕生した直後の病院の火災を、召使いである邪悪五神に命じ実行させた。そして王位争奪サバイバル・マッチを仕組み、キン肉マンスーパー・フェニックスら5人の運命の王子の体を乗っ取るよう指示する。キン肉マンの火事場のクソ力を邪悪大神殿に封じ込めたのも、全て超人閻魔の指示によるものであった。大阪城の決勝の最終戦では、フェニックスと一心同体となりキン肉マンを苦しめた。しかし最後は、火事場のクソ力が復活するという大誤算でフェニックスがキン肉マンの「7000万パワーマッスル・スパーク」に倒され、自身も真紅のマントの一部に封印され敗れ去った。

#### ザ・マン
- 種別 - 神→完璧超人
- 出身 - 天上界
- 身長体重 - 290cm 320kg
- 超人強度 - 9999万パワー

完璧超人始祖（パーフェクト・オリジン）の創始者の完璧超人。完璧・零式（パーフェクト・ゼロ）。
神の座を降り地上の超人の中からカピラリア七光線から救うべき完璧超人始祖を選別し、保護、教育を行った完璧超人の真の祖と呼べる存在。後の「超人閻魔」であり、また表向きは「ストロング・ザ・武道」として活動していた。
全ての超人たちの始まりである完璧超人始祖は、ヒーローの原点である「○○マン」という名前で統一されているが、その最大の根源である超人閻魔はそのこだわりをそのまま名前にし、男の中の男という意味で「ザ・マン」と名付けられた。
悪魔将軍は、かつて崇高な理念を持っていながら私怨で動く今の姿を落ちぶれたと評しており、始祖たちも心の中では超人閻魔のことを認めていないために「あやつ」と呼ぶと看破している。本人が過去とは違う今の姿になってしまったのは、かつては弟子たちがいずれ自分を超えることを心待ちにし期待していたが、弟子たちが自分を超えることができなかったため、その期待が絶望と諦めに反転してしまったからであり、悪魔将軍は後に「不甲斐ない我らがザ・マンを追い詰めてしまった」と述べている。
完璧超人始祖編の後にザ・マンが自ら幽閉されている檻は、映画『羊たちの沈黙』のレクター博士をイメージしている。
異名
超人の中の超人
超人界の父
完璧・零式（パーフェクト・ゼロ）
始まりを統べる慈悲深き神
元・全知全能の神
始まりの零式
静かなる超人閻魔
背で語る紫黒の長

### 天の女王
- 出身 - 天上界[3]
- 超人強度 - 1億パワー[3]
- 初登場 - 夢の超人タッグ編（アニメ版のみ）

アニメオリジナルキャラクター。古代超人界の女神。品の良い絶世の美女であるという。日本列島がアフリカ大陸と陸続きだった数億年前、現在の摩周湖にあたる場所に黄金のトロフィーを携えて現れ、そこにピラミッドリングを出現させた。

### 大魔王サタン
- 主な必殺技 - サタニックソウル・ブランディング
- 初登場 - 7人の悪魔超人編
- 声 - 郷里大輔

黒い影のような姿をしている世の怨念の集合体。魔界や全ての悪魔超人たちを作ったとされ、神のような存在として崇められている。悪魔将軍の正体であるゴールドマンと結託し、自らの分身である悪魔六騎士を肉体として貸している。相応の邪心のある者に憑依することができる。
7人の悪魔超人編ではバッファローマンに1000万パワーを授けたことが明かされ、命令に背いたバッファローマンに制裁を加える。黄金のマスク編では、正義超人打倒のためには正義超人の身近にいるものを使うのが最善だと考え、黄金のマスクに触手をのばす。ゴールドマンにとり憑き悪魔将軍の姿となり、一体化していた。
『キン肉マンII世 究極の超人タッグ編』では悪の力に反応し、キン肉マンに黒後家蜘蛛の呪いをかける。その直後、時間超人ライトニングとサンダーによって切り裂かれ、大魔王すらも利用したことを感心しながら、その場から消え去った。笑い声は「ギレラレー」。
『キン肉マンII世〜オール超人大進撃〜』では、ザ・ドゥームマンに「地獄のアーマー」を授けた。
オメガ・ケンタウリの六鎗客編では、正義・悪魔・完璧超人による大戦後を好機と考え自ら動き出し、アイドル超人がいるキン肉星のマッスルガム宮殿、悪魔超人がいる魔界、完璧超人がいる超人墓場に強力な結界を張って閉じ込めるなど、オメガ・ケンタウリの六鎗客に協力している。ゴールドマンに見限られてからは文字通り影を潜めていたとされるが、ゴールドマンのことは「自我を取り戻したから用はない」と吐き捨てている。笑い声は「ゲギョゲギョ」。
オメガ・グロリアスがフルメタルジャケッツに敗れた後に現れて、オメガ・ケンタウリの六鎗客に手を貸していた理由はオメガマン・アリステラが自力で1億パワーを超える超人強度を習得して超人墓場へ侵攻し、ザ・マンに対峙した時点で自らの新たな依り代としてアリステラの肉体を乗っ取って、ザ・マンを倒してこの世を支配するためだったと明かし、失敗したアリステラを始末しようと鉄の杭を放つが、マリキータマンに防がれる。直接アリステラたちを始末するために実体化して襲い掛かるが、上空より現れた完璧超人始祖の一人ジャスティスマンにより妨害され、ジャスティスマンと交戦する。そして、ジャスティスマンの陸式奥義ジャッジメント・ペナルティをくらって実体が粉々になって敗北し、恨み言を吐きながら姿を消すと同時に、超人墓場など三ヶ所に張られていた結界も解除された。その後、ザ・マンによって今回に限ってサタンが実体化した理由が、成功すれば神にしてやると調和の神に唆されてザ・マンの所持するカピラリアの欠片を奪い取るためであり、ザ・マンに敵わないまでもカピラリアの欠片を盗み出すことはできるだろうと考えたためであることが語られた。
ジャスティスマンからは「旧世代の遺物」「負の遺産」、ザ・マンからは「神になりそこねたがゆえの中途半端な存在」と言われている。
中井は大真面目にボスキャラクターとしての風格を備えた恐ろしいデザインを準備していたが、嶋田からサタンのイメージを聞いて役割自体が想像していた方向とは違っていたことに気づき、大物っぽい雰囲気は出しつつも当初のイメージとは全く別物になったという。中井は「最初はやり直しから始まったが、終わってみれば代打逆転ホームランみたいなキャラになって、今となっては昭和の悪の親玉みたいな風貌に愛着すら感じる」と語っている。
スポーツライターの関口裕一はプロレス的視点から見て、ヒールとしてジャスティスマンを引き立て、試合の空気をコントロールしてメインイベントを成立させたサタンを「超一流のカネの稼げるレスラー」と評している。
「キン肉マン超人総選挙2021」では12位にランクインしている。
異名
降臨する悪の権化
依り代なきディフェンダント
依代求めし凍氷の怨念

## 地球人
ここでは、主要キャラクターや頻繁に登場したキャラクターのみ記述する。

### 二階堂マリ（にかいどう マリ）
- 種別 - 人間
- 出身 -  日本
- 身長体重 - 156cm 40kg[208]
- 主な必殺技 - 天使の笑顔[208]
- 初登場 - 第1次怪獣退治編
- 声 - 中島千里 / 井上美紀（王位編、キン肉マンII世）

住之江幼稚園（アニメ1期ではひまわり幼稚園。2期に当たる王位争奪編では住之江幼稚園）の若い保母。キン肉マンやミートから惚れられているが、二人の好意には無関心で一人相撲状態。キン肉マンは「マリしゃん」と呼ぶ。原作では序盤のみの登場であり、アメリカ遠征編を最後に登場しなくなった。翔野ナツ子と一緒に登場することが多く、ケンカすれば互いに「尻軽女!」と罵り合い尻が宙に浮いてしまう。
『キン肉マンII世』ではビビンバの登場により自ら身を退き、海外で幼児教育の現場を勉強するため、第21回超人オリンピックの直前に日本を離れたことを明かした。それから21年後、住之江幼稚園の経営者である父親が亡くなり、同幼稚園を継ぐことになって帰国。その後、幼稚園の前に捨てられていた赤ん坊を拾い、リング上では絶対に強くカッコ良かったキン肉マンにあやかり、リングのリンを取って凛子（リンコ）と名付け育てる。
アニメでは継続して登場している。当初は原作通りキン肉マンに対して無関心だったり、アプローチに対して避けることも多かった。しかし、超人オリンピック ザ・ビッグファイト編を機に急接近。キン肉マンに対する評価も変わっていき、7人の悪魔超人編開始時ではキスを受け入れようとしたり、結婚式の話などするようになりキン肉マンの正式な恋人になった。ケンカ相手だったナツ子とも親友同士となり、身寄りのない少年ケンジを引き取っており、彼の存在がキン肉マンとの距離を縮める重要な要因となった。原作では基本的に清楚な女性だったがアニメでは気の強い部分も頻繁に見せており、ナツ子との口論やキン肉マンのビビリに対して睨んだり、失言には肘打ちをくらわせて黙らせることもあった。また、黄金のマスク編以降はナツ子と一緒に放送席を占拠することもあり、キン肉マンVS悪魔将軍のアナウンサーを勤めた。以降も難しい単語や歴史などの解説役として立ち回り、そのたびに頭の良さをキン肉真弓に賞賛されている。しかしキン肉王妃にはかなり嫌われており、嫁・姑のような関係になっている。
アニメオリジナルストーリー「ザ・サイコー超人の挑戦編」では、サイコー超人たちの長・ポール王子に見初められ拉致される。この話ではキン肉マンを罠にかけたサイコー超人たちを逆に罠に突き落とし、鮫に食わせた挙句その鮫をかまぼこにして調理した。マリ救出のために戦った正義超人たちとキン肉マンの愛の深さを知り、ポール王子は自ら身を惹きマリは解放された。「地獄の極悪超人編」ではキン肉マンたちの付き添いでキンモク星へ向かう。リリー姫に色目を使うキン肉マンに対し、かなりイラついた様子で睨むなど嫉妬深さに拍車が掛かっていた。しかし終盤ではキン肉マンの悪ふざけやリリー姫に色目を使う姿を見て、それが仲間を失った悲しみを誤魔化すためのものだと気づいた。ダーティバロンやバッファローマンとの戦いで負傷したキン肉マンを最後まで応援した。
キン肉星王位争奪編にも引き続いて登場しており、最終回でキン肉マンと婚約している。
劇場版においても、全ての作品に登場。第1作『キン肉マン』では、オクトバスドラゴンIII世に人質として拉致され、時間以内に救出に来なければギラザウルスの餌にされるという危機的状況に陥り、さらにオクトバスドラゴンIII世は敗北後もなお、約束を反故にして彼女をギラザウルスの餌食にしようとした。第2作『大暴れ!正義超人』ではラストにのみ登場し、あまりにもタイミングよく登場したためキン肉マンに正体を疑われ、ほっぺを抓られて泣き顔になっていた。第3作『正義超人vs古代超人』では、キン肉マンの招待で保育園の子供たちと一緒に海外旅行へついて行った。園児たちがサタンキングに拉致されたことをキン肉マンたちに知らせに行き、そのまま園児救出に参加した。第4作『逆襲!宇宙かくれ超人』では、オチに登場。敵の罠とはいえ、多数の美女からチヤホヤされるキン肉マンを見て怒り、星中を追いかけまわってナチグロンから「キン肉マンの弱点はマリさんだ」と指摘された。第5作『晴れ姿!正義超人』ではマリ本人は出番が少なく、彼女によく似た女性マリ姫が登場する。第6作『ニューヨーク危機一髪!』では悪魔将軍に生気を吸い取られナツ子たちもろとも泥人形となり、キン肉マンを悲しませた。魂は肉体で生きており苦戦するキン肉マンの姿に涙し、最後は悪魔将軍が倒されたことで元に戻った。第7作『正義超人vs戦士超人』では、拉致されたミートを救出するべく、一向に同行する。
主な肩書き
住之江幼稚園保母（II世では園長）

### 翔野ナツ子（しょうの ナツこ）
- 種別 - 人間
- 出身 -  日本大阪市天王寺区
- 初登場 - 第1次怪獣退治編
- 声 - 鶴ひろみ / 平松晶子（王位編）

雑誌『週刊HERO』の記者。テリーマンと恋仲になる。イワオに捕まった所を助けられて以降キン肉マンとも親しく、キン肉マンのことを「キンちゃん」と呼ぶ。二階堂マリとは当初犬猿の仲で、ケンカすれば「尻軽女!」と言われていたが、後に親友になる。キン骨マンの策略により巨大化して街を襲ったことがある。口調は関西弁（河内弁）だが、アニメでは後にほとんど標準語で話すようになった。第21回超人オリンピックの予選以降は、しばらくの間ほとんど登場しなくなるが、観客席や黄金のマスク編の扉絵などで時々テリーマンの傍らに姿を見せていた。
テリーマンとの交際は続いており、王位争奪編以降の読み切り作品などにも登場。『キン肉マンII世』ではテリーマンの妻でテリー・ザ・キッドの母となり、アメリカで暮らしている。「究極の超人タッグ編」では出番が増えている。ハンチング帽子にポロシャツ、オーバーオールという服装を凛子から「関西弁を喋る超ダサイ女」と言われたが、かなりの美人に描かれている。
プロフィール
家族 - 夫 テリーマン、息子 テリー・ザ・キッド
主な肩書き
散英社・『週刊HERO』編集部員
異名
翔（と）んでるナツコ
武闘派記者
週刊HERO名物記者

### 中野和雄（なかの かずお）
- 種別 - 人間
- 出身 -  日本
- 身長体重 - 163cm 70kg[209]
- 主な必殺技 - 質に入れる[209]
- 年齢 - 40歳
- 初登場 - 第1次怪獣退治編
- 声 - はせさん治 / 大竹宏（一時代役50〜58話、テレビスペシャル） / 千葉繁（王位編） / 龍田直樹（II世） / 柳原哲也（完璧超人始祖編[18]）

通称アデランスの中野さん。当時のゆでたまご担当編集者中野和雄がモデル。スター・システム的に色々な設定で至る所に登場している。アニメ（『II世』では原作・アニメとも）では解説者も務めレギュラーで登場。あだ名の通りカツラ（安物なので裏は鉄製）。
超人格闘技の大ファンで、イベントがある度に妻の公子を質屋に入れている。性格は皮肉的であるが、アニメ版では逆に明るく、愛妻家として描かれた。話によってはキューピー頭の息子が存在することもあるが、アニメでは登場していない。
アニメ登場の際にアデランス社に名称使用の許可を取っている。アニメ版の王位争奪編では第1話・第2話と最終話を除き「おまたせシマウマ〜!世界に羽ばたくアデランスの中野さんです〜!」（回によってセリフが異なる場合がある）というセリフとともに前回のあらすじを紹介している。また、次回予告も担当。
主な肩書き
集英社週刊少年ジャンプの中野和雄
大江戸スポーツの和雄さん
丼屋のアデランス
幼稚園児のカズ坊（中野和雄の息子という設定もある）
散英社・週刊HEROのアデランスの中野
日系II世のカズ・ナカーノ
超人格闘技解説者（アニメ版・II世のみ）
異名
アートネーチャー
アデランス
（世界に羽ばたく）アデランスの中野さん
世界に羽ばたく超人格闘技ファン
アデランスの和雄
プロフィール
家族 - 妻 公子

### 与作（よさく）
- 種別 - 人間
- 出身 -  日本
- 身長体重 - 157cm 52kg[211]
- 主な必殺技 - 見てはいけないものを見てしまった目撃証言[211]
- 初登場 - 第1次怪獣退治編
- 声 - 水鳥鉄夫、龍田直樹（CM 眠眠打破VSキン肉マン 夢の超人タッグ篇）

初期の脇役の一人。目立ちたがり屋であり、よくテレビに映りたがる中年男性。特技（趣味）は裸踊り。牛丼屋の店主だったり、映画『ロッキー』に影響され、キン肉マンのボクシングのコーチを務めたこともあった。ルーツ島では見た目がそっくりな、長老の「ヨサーク」が登場。ウコンとの戦いの最中、キン肉マンに嫌がらせをしている。
アニメでは「どこにでも出てきて何にでもなる与作さん」と呼ばれるほど、様々なところで登場し解説、ゴングマンなども務めた。また、キン肉マンの決めゼリフ「へのつっぱりはいらんですよ!」にどこからともなく地面の中からも現れ、「言葉の意味はよく分からんがとにかくすごい自信だ!」と驚く役でもある。怖いものを見ると「オラ見てはならねえものを見てしまっただ」と腰を抜かす。セリフの最後に「〜ぜよ」と付ける癖がある。アニメ王位争奪編では、キン骨マンとイワオが拘禁されている牢獄の看守としても登場した。
アニメでは男気を見せるところもあり、テンドーンの恋人を助けてキン肉マンへの怨みを晴らすのに一役買ったり、超人同盟の卑劣な策でロビンマスクが崖から落ちた時はキン肉マンたちに加勢して、キン骨マンと殴り合いを繰り広げた。
『キン肉マンII世 究極の超人タッグ編』では、第1期の声優・水鳥鐵夫の死去の際には、ブロッケンJr.と共に追悼記念の扉絵が掲載された。
原作の後期にもそれらしい人物は登場し、キン肉星王位争奪編では姫路城内の清掃員として、ロビンマスクにモップの繊維部分をバラクーダに変装するカツラとして利用されたり、入場の際に不意打ちされた本物のバイクマンを発見したりしている。
完璧超人始祖編では、教師として登場。銀閣寺で修学旅行の生徒を引率していたが、ザ・ニンジャとカラスマン（とシルバーキャッスル）の出現を目撃する。

### 五分刈（ごぶがり）刑事 / 赤岩（あかいわ）刑事
- 種別 - 人間
- 出身 -  日本
- 初登場 - 第1次怪獣退治編
- 主な必殺技 - 喧嘩殺法五分刈スペシャル
- 声 - 戸谷公次

赤岩軍団を率いる城西署の赤岩という名の刑事で、2話のみ登場。部下たちからは「赤さん」と呼ばれる。キン肉マンに復讐するため、マリや園児たちが乗る幼稚園バスをジャックしたザンギャグ星人に対して人質交換を提案し、バスに向かって歩き出すも、パニックになったキン肉マンにバスで轢かれてしまい、部下に看取られるが、その後の回でも登場した。
アニメ版では西隅田川署の刑事であり、“五分刈のダンナ”とも呼ばれる。事件が起こると部下の五分刈軍団を率いて登場する。マシンガンを乱射する癖があるが情に厚く涙脆い一面を持ち合わせ、試合中に感涙することもある。口癖は「○○の風が身に凍みるぜ……（○○にはその場所の地名などが入る）」。初期はキン骨マンたちを追いかけていたが、いつの間にか仲良くなりギャグキャラクターとして共にレギュラー化した。
当初はキン肉マンに対して冷たいとミートに言われていたが、後に試合中にキン肉マンたちが追い詰められると怒りをきたし、キン骨マンたちとともにリングへ駆け上がって助太刀しようとするが、相手に睨まれて結局引き下がってしまう。
劇場版『キン肉マン 正義超人vs戦士超人』では、正義超人たちが駆けつけるまで、イワオと共に並み居る戦士超人たちを蹴散らすなど活躍を見せた。
異名
城西署の名物刑事

### 中野公子（なかの きみこ）
- 種別 - 人間
- 出身 -  日本
- 初登場 - 第1次怪獣退治編
- 声 - 角倉英里子（完璧超人始祖編[18]）

中野和雄の妻。度々質に入れられている不幸な女性。夫同様に第1次怪獣退治編では怪獣に殺される描写もギャグ的で、何事もなかったように再登場を繰り返す。アニメ版では夫と仲の良さを見せていた。
アニメ『キン肉星王位争奪編』では中野和雄に「鳥取出身の24歳」と言われている。
実在の人物で、嶋田は漫画に出したことで怒られたと語っている。

### ゆでたまご
- 種別 - 人間
- 出身 -  日本・大阪
- 初登場 - 第1次怪獣退治編

『キン肉マン』の作者ゆでたまご本人。現実では嶋田隆司、中井義則の共同筆名だが、作中では一人の人物として扱われている。作中、キン肉マンが見ていたテレビ番組で「今日のマンガ家」としてインタビューをうけており、ミートは「世の中にこんなハンサムな人がいたのか」と表現したが、それ以外では帽子をかぶった二頭身のキャラクターとして描かれることが多い。このキャラクターは「ゆでたまごちゃん」という名前で、嶋田と中井の顔を合体させたもの。扉絵などでもたびたび顔を出し、第20回超人オリンピックでは観客のブーイングに紛れて『MBSヤングタウン水曜日』で梅干しを食べたことを笑福亭笑光へアピールするなど私信も発している。

### ドン・ピカーデリカオーネ
- 種別 - 人間
- 初登場 - 第1次怪獣退治編
- 声 - 岸野一彦

頭がツルツルとハゲで毛が1本しかない中年の人間。初期にはかなりの頻度で端役として登場。ただし、同一人物としての登場ではない（中野さんと同様）。
地球防衛軍長官として初登場。第20回超人オリンピックでは、時々観客として観客席におり、カレクックに食べていた牛丼を奪われ文句を言っていた（アニメでは、与作に変更）。アメリカ遠征編ではロバート（人間）の父親として登場し、また3人に分身して審判をやったり、画家に扮して登場。7人の悪魔超人編ではドクター役で2回登場し、1回目は騒ぐキン肉マンにヘッドバットを行う（ドクター時は、少し顔が異なっている。額に「ドクター」と書かれていた）。スニゲーター対ガンマン戦やバッファローマン対ザ・ワン戦では、客として観戦していた。
元はゆでたまごが『キン肉マン』連載直前に描いた読み切り作品『下町戦争』の主人公であり、ドン・ピカーデリカオーネという名前もそこから取られている（「ドン」は首領の意）。この名前は『キン肉マン』本編には登場しないが、『キン肉マン 公式ファンブック 超人閻魔帳』で紹介されている。嶋田によると、モデルは森永製菓のアイスクリーム「デリカ」のCMに出演していた人物。
この他にも、数々の短編作品に登場しており、『あすとろボーヤ』では主人公の父親デリカ、『デスゲーム』ではイタリア人コルレオーネとして登場。『超こち亀』にも、最初の1コマに登場している。

### 吉貝（よしがい）アナ
- 種別 - 人間
- 出身 -  日本
- 初登場 - 第20回超人オリンピック編
- 声 - 戸谷公次 / 大場真人（『II世』） / 太田真一郎（『完璧超人始祖編』[214]）

超人格闘技の実況アナウンサー。名前は『キン肉マンII世』で判明。当初から「あ―――っと!」（あ〜〜〜と!）「お―――っと!」が口癖で、落下技の最中に長々とした技の説明を言い切ってしまう熱血漢。ボケるタザハマ（アニメでは中野さん）にツッコミを入れる役でもある。王位争奪編以降はあまり姿が描かれなくなるが、実況は全ての試合において担当し続けている。
初代アニメでは原作と顔が異なり、名前なども不明。アデランスを着用しているシーンがある。アニメ王位争奪編では瀬木具地アナ（声 - 平野正人）が実況を担当しているためにエキストラ的に顔見せして描かれたのみである。
作者のゆでたまごの上京時代の友人がモデル。後にゆでたまごの嶋田はモデルになった人物は当時集英社でアルバイトをしていた「天パ（天然パーマ）の吉貝くん」だと述べており、本人もモデルになったことを知っているという。

### タザハマヒロシ
- 種別 - 人間
- 出身 -  日本
- 初登場 - 第20回超人オリンピック編

初期によく登場した、老年の超人格闘技解説者。何十年にも渡って、何千もの試合の解説をしてきたベテラン解説者だが、よくボケをかましたりするひょうきんな人物。次第に画面に写らなくなるが、タザハマ本人は実況席に座り続けていると語っている。完璧超人始祖編でも顔見せ程度だが登場し、最初はキン肉マンの隣で牛丼を食っていたが、その後に解説席に座っている。ウォーズマンに首を捥がれて死んだティーパックマンのティーカップ型の頭部に入った紅茶を飲んだり、イカやウナギ、サザエ、ジャガイモがモチーフの超人がガソリンプールの炎で焼死した際、彼ら超人の遺体を食材扱いして「おいしそう」と発言する、ゲスト解説に来たミートに馴れ馴れしい態度を取り、陰部を晒すセクハラに及ぶなど、超人に対して非常識な言動も見られる。
『キン肉マンII世』では、究極の超人タッグ編にわずかながら登場。
モデルはプロレス評論家の田鶴浜弘。

### アリサ
- 種別 - 人間
- 出身地 -  イギリス
- 初登場 - 第20回超人オリンピック編

ロビンマスクの妻。そばかす顔が特徴。超人オリンピックチャンピオンのコンパニオンをしていた時にロビンマスクと知り合い結婚した。
アニメ版ではロビンマスクとの世界放浪中に死亡。代わりに妹のローラ（声 - 中野聖子）が、第21回超人オリンピック ザ・ビッグファイトの決勝戦時に登場する。
原作では「7人の悪魔超人編」で再登場している。
ロビンマスクの過去を描いた『キン肉マンII世』「倫敦（ロンドン）の若大将編」で、「アリサ・マッキントッシュ」というフルネームが判明した。銀行家ポール・マッキントッシュの娘で、ロビンマスクとは大学時代からの恋人同士。
「究極の超人タッグ編」ではアリサ・ロビン。ロビンマスクの代わりに時間超人に重傷を負わされ昏睡状態に陥るが、ウォーズマンのデバイスチップで回復した。未来の息子ケビンマスクの戦いを最後まで見守った（『キン肉マン』の「夢の超人タッグ編」では描かれていなかったが、ロビンマスクの傍らで共に決勝戦を観戦していたことが判明した）。
プロフィール
家族 - 父 ポール・マッキントッシュ 母 バネッサ・マッキントッシュ 妹 ローラ（アニメ版のみ） 夫 ロビンマスク 息子 ケビンマスク

### デューク・カマタ
- 初登場 - アメリカ遠征編

ハワイチャンピオンシップのプロモーター。キン肉マンの実力を見極めるため、ジェシー・メイビアに挑戦させず、その付き人のプリンス・カメハメと対戦させることで力を計った。
カメハメの過去の経歴についても熟知しており、キン肉マンが部屋を去った後、カメハメの過去とキン肉マンの末路を重ね嘲笑していた。
モデルはキラー・トーア・カマタなどの悪役レスラー。

### バックランド
- 種別 - 人間
- 初登場 - アメリカ遠征編

テリー牧場で、テリーマンの祖父・シニアマンの代から蹄鉄師をしている老人。左足を失ったテリーマンやマシンガン号に精巧な義足を作った。その後、7人の悪魔超人が現れる前にテリーマンのために改良版の義足を作ったが、完璧超人始祖編の3年ほど前に亡くなっている。

### ロバート
- 種別 - 人間
- 出身 -  アメリカ合衆国
- 初登場 - アメリカ遠征編

交通事故で左足を失って以来、車椅子の生活を強いられている少年。かつては車椅子に頼りっきりだったが、ロスアンゼルスでのテリーマンの試合を見てから、義足を付けて歩行訓練を進んでやるようになった。ザ・マシンガンズ対宇宙一凶悪コンビ戦の最中に、キン骨マンに奪われたテリーマンの義足を取り返す。キン肉マンがアメリカを去る際には、フレアースやそれまでの介護者らと共に、自由の女神の下で見送った。

### 地球防衛軍たのきんトリオ
- 種別 - 人間
- 出身 -  日本
- 初登場 - 第2次怪獣退治編

キン肉マンがアメリカ遠征中に日本防衛の任務についた3人組。
地球防衛軍に所属する、田原年寄（たはら としより）（通称トシちゃん）・近藤股彦（こんどう またひこ）（同マッチ）・野村よちお（のむら よちお）（同ヨッちゃん）の3人。後にビビンバが加入。リーダーの田原は特にキン肉マンを目の敵のごとくに何かにつけてバカにしたり、張り合ったりしていた。3人とも第21回超人オリンピック編で観客席でビビンバと共に姿を見せたのを最後に登場しなくなるが、『II世』の究極の超人タッグ編で観客席に再登場。この時はキン肉マンを応援するようになっていた。

### シャイアン族長
- 種別 - 人間
- 出身 -  アメリカ合衆国・オクラホマ
- 初登場 - 夢の超人タッグ編
- 声 - 北川米彦[9]

ジェロニモの故郷であるチェロキー族の長。孤児だったジェロニモとその妹を自分の子同様に育てた。五重のリングでの死闘で倒れ、蘇生はしたが廃人同然のジェロニモを超人として転生させるため、超人の神に引き合わせる。
当初は「シャイアン酋長」と呼ばれていたが、後に「族長」に修正されている。
アニメオリジナルの「ザ・サイコー超人の挑戦編」では、病気になったためジェロニモが酋長の座を継いでいる。

### ポール
- 種別 - 人間
- 出身地 -  イギリス
- 初登場 - 完璧超人始祖編
- 声 - 山本悠有希

悪魔超人アトランティスを応援する、純真無垢な少年。ロンドン・テムズ川で、アトランティスとマーリンマンの試合を観戦した。そして、アトランティスがマーリンマンと相打ちになって死亡した際には、他の観客たちと違って、ただ一人だけ涙を流して悲しんだ。

### コワルスキー長官
- 種別 - 人間
- 初登場 - ウォーズマンビギンズ 仮面の告白!の巻
- 声 - 斉藤次郎[221]

ソ連の超人レスラー養成施設・SKGB（超人レスラー国家保安委員会）の長官。超人レスラー育成という建前のもと愛国心の強い優秀な超人たちを迎え入れ、西側との戦争用ロボ超人兵士の育成を目論む。

### コニタ
- 出身 -  アメリカ合衆国 ハワイ /  日本・長崎[注 20]
- 初登場 - キン肉星王位争奪編（アニメ版のみ）
- 主な必殺技 - プロレスアクションアナウンス
- 声 - 松岡洋子

アニメオリジナルキャラクター。コーニタとも表記。名古屋弁で実況を行う自称・ハワイ帰りのアナウンサー。キン肉マンに憧れているため、度々肩入れするような発言をし、委員長に怒鳴られている。

### 原作に登場した有名人
- アントニオ猪木
- 江川卓
- 王貞治
- 大平正芳[注 21]
- 大山倍達
- ジャイアント馬場
- 田端義夫
- 長島茂雄
- 萩本欽一
- 浜田幸一
- ブルース・リー
- 松山千春
- モハメド・アリ
- 山本小鉄
- ゆでたまご
- 渡部絵美
- サンドウィッチマン
- 織田信長